# Kosovo
Die Republik Kosovo, kurz der/das Kosovo (albanisch Kosovë/Kosova, serbisch Косово Kosovo), ist eine Republik in Südosteuropa auf dem westlichen Teil der Balkanhalbinsel. Sie hat etwa 1,8 Millionen Einwohner, die Kosovaren genannt werden, und gilt als ein De-facto-Staat oder weiterhin stabilisiertes De-facto-Regime. Die Hauptstadt und größte Stadt des Kosovo ist Pristina.
Kosovo war eine autonome Region innerhalb der ehemaligen Sozialistischen Föderativen Republik Jugoslawien, ab dem 26. April 1992 Bestandteil der neu konstituierten föderativen Bundesrepublik Jugoslawien und ab 2003 eine Teilregion der Republik Serbien. Die jüngere Geschichte ist durch den Kosovokrieg von 1999 und dessen Folgen geprägt. Der gegenwärtige völkerrechtliche Status des Landes ist umstritten. Am 17. Februar 2008 proklamierte das Parlament die Unabhängigkeit des Territoriums. 117 der 193 Mitgliedstaaten der Vereinten Nationen erkennen die Republik Kosovo als einen unabhängigen Staat an.
Bei formeller Wahrung der Zugehörigkeit zur Bundesrepublik Jugoslawien wurde Kosovo nach dem Krieg im Jahr 1999 unter die Verwaltungshoheit der Vereinten Nationen gestellt. Völkerrechtliche Grundlage war hierbei die Resolution 1244 des UN-Sicherheitsrates, welche die Souveränität und territoriale Unversehrtheit der Bundesrepublik Jugoslawien garantiert, deren Rechtsnachfolger das heutige Serbien ist. Zudem wird die politische Entwicklung seit dem 9. Dezember 2008 durch die EULEX Kosovo überwacht. Dies gilt auch für die überwiegend von Serben bewohnte Region Nordkosovo, die von der Regierung in Pristina derzeit nur beschränkt kontrolliert wird.
Der Internationale Gerichtshof (IGH) gelangte am 22. Juli 2010 in einem rechtlich nicht bindenden, von der UN-Generalversammlung auf serbische Initiative angeforderten Rechtsgutachten zu dem Ergebnis, dass die Unabhängigkeitserklärung des Kosovo nicht gegen das Völkerrecht verstoße. Gleichzeitig vermied der IGH, den Rechtsstatus des Kosovo zu bewerten, und erkannte die Gültigkeit der UN-Resolution 1244 an.
Die serbische Regierung betrachtet den Kosovo formal als Serbiens Autonome Provinz Kosovo und Metochien (serbisch Аутономна покрајина Косово и Метохија Autonomna pokrajina Kosovo i Metohija, kurz Космет Kosmet; albanisch Krahina Autonome e Kosovës dhe Metohisë), räumt jedoch ein, dass eine „serbische Souveränität über den Kosovo praktisch nicht vorhanden ist“ und die „wahren Grenzen“ Serbiens in der Zukunft noch völkervertragsrechtlich festzulegen seien.
Das Land ist seit Juni 2009 Mitglied im Internationalen Währungsfonds (IWF) und der Weltbankgruppe. Seit November 2012 gehört es auch der Europäischen Bank für Wiederaufbau und Entwicklung an.

## Geographie

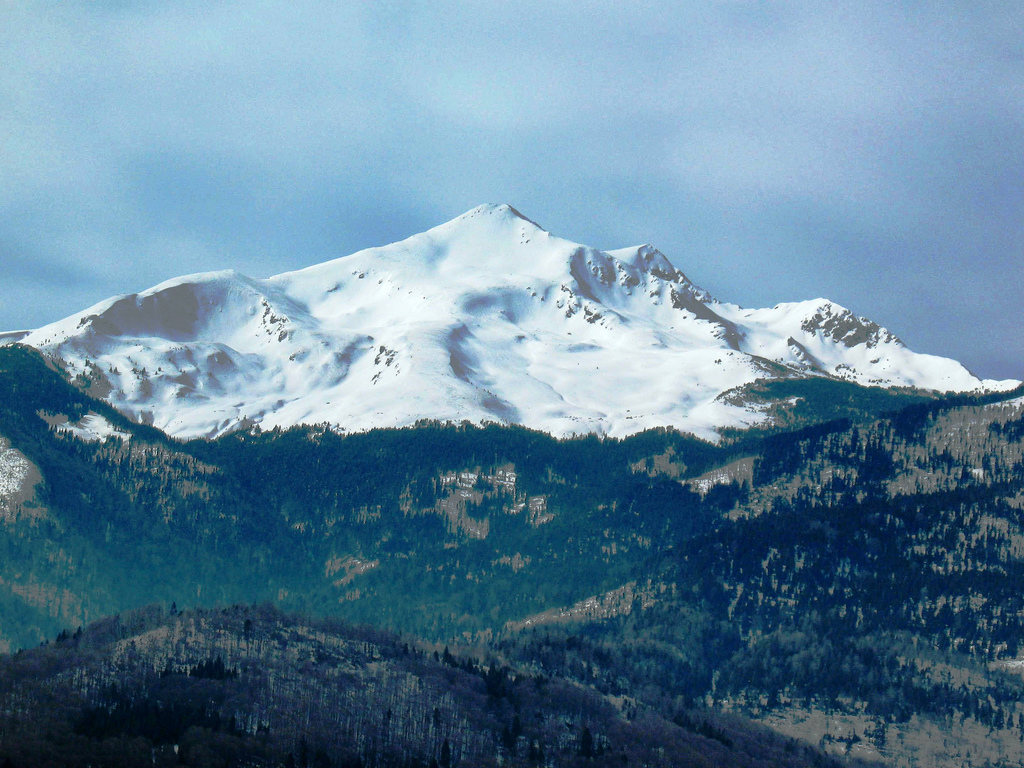
Die Gjeravica ist mit der zweithöchste Berg des Kosovo

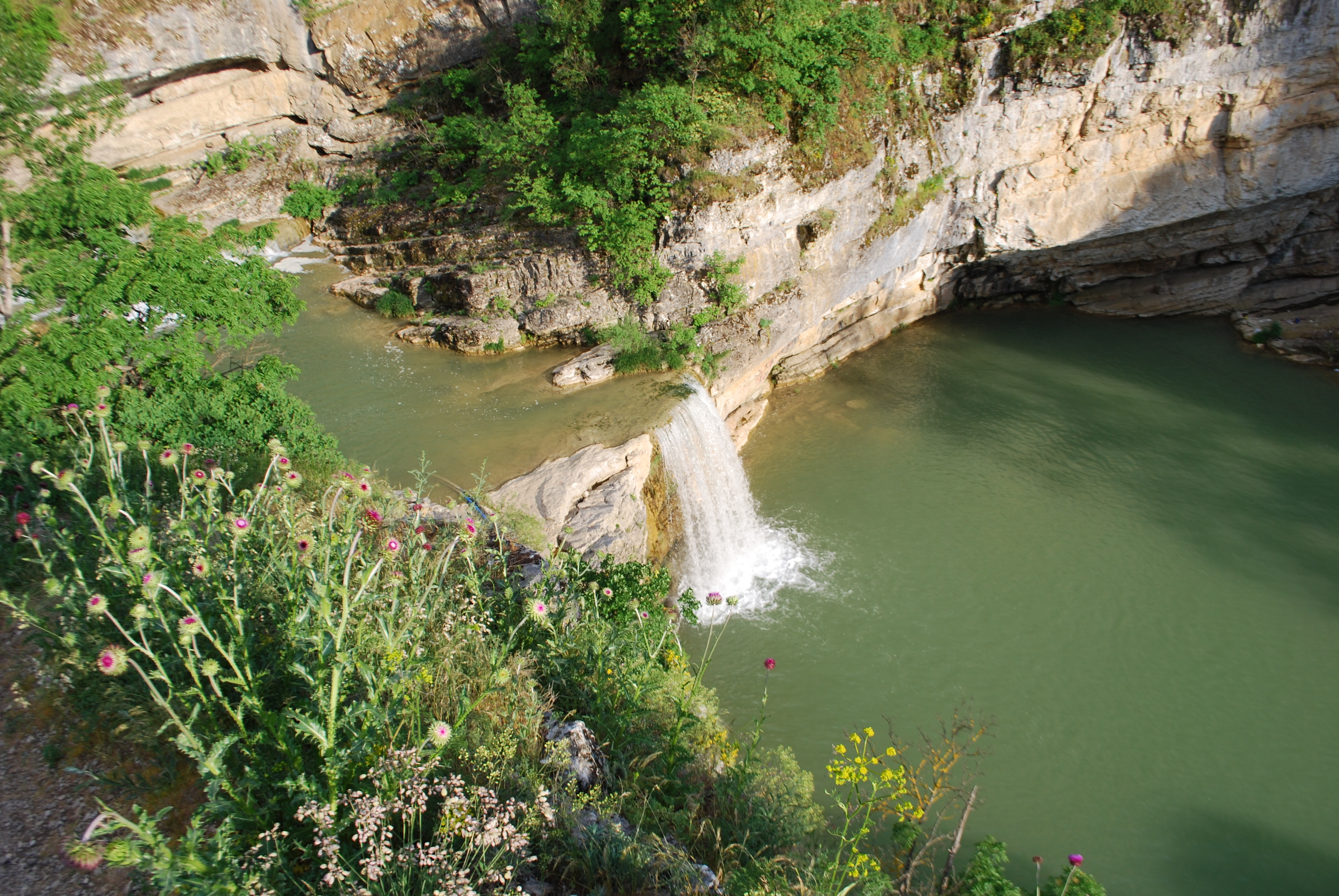
Mirusha-Wasserfälle im Westen des Landes

Der Kosovo liegt in Binnenlage im Zentrum der Balkanhalbinsel. Er grenzt im Südwesten an Albanien, im Nordwesten an Montenegro, im Norden und Osten an Serbien bzw. Zentralserbien und im Südosten an Nordmazedonien. Tektonisch sind die Einebnungen des Amselfeldes und Metochiens gänzlich von Gebirgen begrenzt. Die Gebirgsgruppen des Prokletije grenzen den Kosovo zu Montenegro und Albanien, der Kopaonik zu Serbien und die Šar Planina zu Nordmazedonien ab.
Mit 10.908 km² hat der Kosovo als kleinstes Land Südosteuropas etwa zwei Drittel der Fläche von Thüringen und ist mit 195 Einwohnern pro Quadratkilometer vergleichsweise dicht besiedelt. 53 % der Fläche werden landwirtschaftlich genutzt, 42 % sind Waldgebiet und 5 % bebaut beziehungsweise Stadtgebiet.
Durch die räumliche Struktur einer von Hochgebirgen umgebenen Senke war der Kosovo schon immer eine wichtige ackerbaulich genutzte Region – bekannt ist der Amselfelder Wein – sowie Zentrum der balkanischen Fernweidewirtschaft, in dem insbesondere die Niederung Metochiens als Winterweidegebiet genutzt wurde und noch im 19. Jahrhundert von thessalischen und nordserbischen Wanderhirten aufgesucht wurde. Eine Besonderheit der Viehzucht stellt die zum Teil bis heute andauernde Nutzung von Wasserbüffeln dar.
Siedlungsgeographisch ist das höher gelegene Amselfeld mit der Hauptstadt Pristina, das sich zwischen dem Ibar und der Südlichen Morava als langgezogene Senke hinzieht, heute die ökonomisch wichtigere Region. Historisch war Metochien mit den ältesten städtischen Zentren von Prizren, dem alten römischen Verwaltungszentrum und der späteren serbischen Kaiserstadt, sowie Peja bedeutender. Die Ebenen sind durch ein hügeliges, großteils von lockeren Eichenwäldern bewachsenes Mittelgebirgsland voneinander getrennt, was die Kommunikationswege erschwert.
Die Hochgebirgslandschaften an den Grenzen zu Albanien, Montenegro und Nordmazedonien erreichen durchweg 2500 m. Höchste Berge sind Rudoka (in der Šar Planina, 2658 m), Gjeravica (2656 m), Bistra (Gemeinde Ferizaj, 2640 m), Marjash (Peja, 2530 m), Ljuboten (2496 m) und Koproniku (Peja, 2460 m). Großteils aus Silikatgesteinen aufgebaut, sind die Gebirge meist auch wasserreich und gut für Viehherdenhaltung geeignet. Aus kreidezeitlichen Kalken sind Karstgebirge wie der Koproniku sowie die zentralen Teile der Šar Planina mit der Bistra aufgebaut, damit auch weniger zugänglich und wasserärmer.

### Gewässer
Durch den Westen des Landes fließt der Weiße Drin, welcher in der Nähe von Peja entspringt. Der Drin ist der wichtigste und mit etwa 113 km der längste Fluss im Kosovo. Einige Stauseen befinden sich im Landesinneren sowie an den Grenzen zu Serbien und Albanien. Der größte von ihnen ist der Gazivodesee mit 11,9 km², gefolgt vom Radoniq-See und dem Batllava-See.
Zahlreiche Glazialseen finden sich insbesondere in der Šar Planina. Im metochischen Prokletije sind drei kleine Seen um die Gjeravica als Zeugnisse eiszeitlicher Vereisung der Gebirge übriggeblieben.

### Bodenschätze
Das Kosovo ist reich an Bodenschätzen. Es finden sich hauptsächlich Vorkommen von Blei, Zink, Nickel und Lignit. Zusätzlich sind Silber, Gold, Kobalt, Aluminium, Eisen, Cadmium, Magnesit sowie Chrom vorhanden.

### Klima

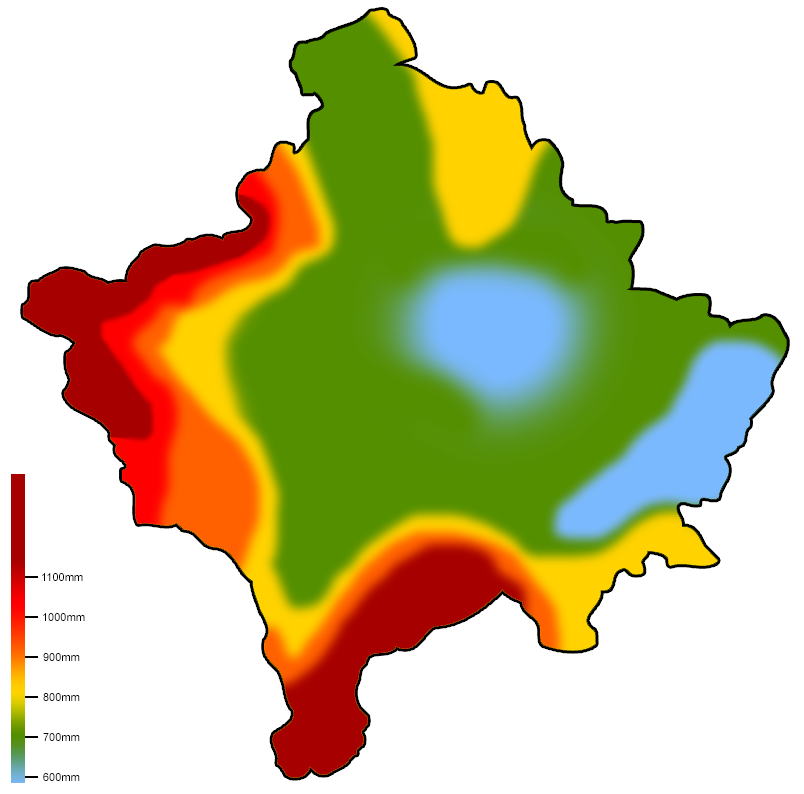
Verteilung der Niederschlagsmenge im Kosovo

Im Kosovo herrscht wegen seiner Binnenlage vorwiegend Kontinentalklima. Je nach geographischer Lage sind die kontinentalen Klimaeigenschaften jedoch unterschiedlich ausgeprägt. Aus diesem Grund wird der Kosovo in drei klimatische Regionen untergliedert, und zwar in das Amselfeld, in Metochien (alb. Dukagjin) sowie in gebirgige und bewaldete Teile.
Im Gebiet des Amselfeldes, das die östliche Landeshälfte mit der Hauptstadt Pristina umfasst, ist das kontinentale Klima vorherrschend. So sind die Winter mit einer Durchschnittstemperatur von −10 °C kalt, können aber auch Tiefsttemperaturen von −26 °C erreichen. Die Sommer hingegen sind sehr warm mit einer Durchschnittstemperatur von 20 °C, doch Temperaturen bis 37 °C sind keine Seltenheit. Diese Region wird auch durch ein eher trockenes Klima ausgezeichnet, denn die jährliche Niederschlagssumme beträgt durchschnittlich etwa 600 mm.
In Metochien, das die westliche Landeshälfte einnimmt, wird das Kontinentalklima stark von den warmen Luftmassen des Mittelmeeres beeinflusst. Die durchschnittliche Tagestemperatur im Winter liegt zwischen 0,5 und 22,8 °C. Die jährliche Niederschlagssumme dieser Region beträgt durchschnittlich etwa 700 mm. Starke Schneefälle sind im Winter typisch.
Die dritte klimatische Region umfasst die Gebirgsregionen zu Montenegro, Albanien und Nordmazedonien sowie die bewaldeten Teile des Hügel- und Berglandes im Zentrum und im Norden des Kosovo. Im Gegensatz zu den anderen zwei Regionen fällt hier mehr Niederschlag (zwischen 900 und 1300 mm jährlich). Und während die Sommer ziemlich kurz und mild sind, ist es im Winter meist kalt und niederschlagsreich.
Für den gesamten Kosovo gilt, dass der Dezember und der Januar zu den kältesten Monaten und der Juli und der August zu den wärmsten Monaten des Jahres zählen. Der meiste Niederschlag fällt zwischen Oktober und Dezember.

## Landesname
Kosovo bezeichnet in der Regel das Gesamtgebiet. Auch im Serbokroatischen wird Kosovo bedeutungsgleich gebraucht. Daneben wird von nationalbewussten Serben die Bezeichnung Kosmet, eine Wortkombination aus Kosovo und Metochien, parallel verwendet.
Kos bezeichnet im Serbokroatischen die Amsel. Die Region ist nach dem Amselfeld (serbisch Kosovo Polje, albanisch Fushë Kosovë) bei Pristina benannt. Das Wort kosovo ist ein besitzanzeigendes Adjektiv („zur Amsel gehörig“) und daher ohne zusätzliches polje („Feld“) eigentlich unvollständig. Die Abkürzung hat sich jedoch in dieser Form eingebürgert.
Die Bezeichnung Metochien für den Westen des Kosovo leitet sich vom griechischen μετοχή metochí, deutsch ‚Klostergut‘ ab. Dieser Name, der eine von vielen Kirchen und Klöstern geprägte Landschaft beschreibt, wurde in Jugoslawien ab 1974 von staatlicher Seite nicht mehr verwendet. Die Kosovo-Albaner nennen diese Region Dukagjini oder Rrafshi i Dukagjinit.
Dardanien oder Dardania ist unter Albanern eine verbreitete historisierende Bezeichnung für den Kosovo. Sie leitet sich vom antiken illyrischen Volk der Dardaner ab, die im Gebiet des heutigen Kosovo lebten. Es umfasste das heutige Territorium des Kosovo, ferner einige Gebiete im Süden Serbiens sowie in Nordmazedonien. Im Oktober 2000 präsentierte der spätere Präsident Ibrahim Rugova seinen Vorschlag für eine zukünftige Flagge des Kosovo. Auf ihr befand sich ein Spruchband mit der Bezeichnung „Dardania“, die Rugova als Landesnamen eines unabhängigen Kosovos vorschlug.

## Bevölkerung
| Lebenserwartung Jahre                | 79,7*   |
| Sterberate je 1000 Einwohner         | 3,56    |
| Geburtenrate je 1000 Einwohner       | 16,7    |
| Bevölkerungsdichte Einwohner pro km² | 166,7   |
| Städtische Bevölkerung               | 35–40 % |
| Bevölkerung unter 18 Jahren          | 46 %    |
| Bevölkerung über 65 Jahren           | 6 %     |

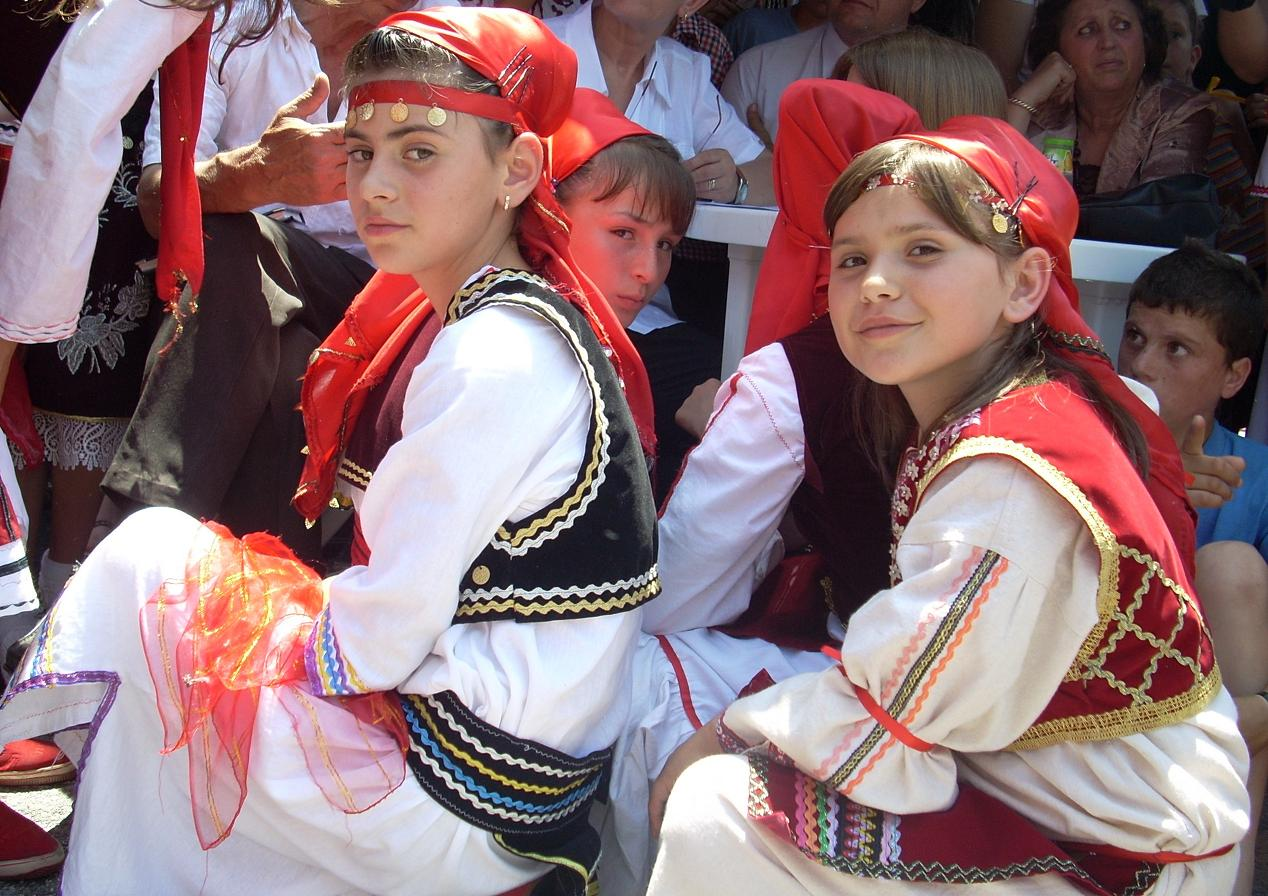
Fast die Hälfte der Bevölkerung des Landes ist unter 18 Jahre alt (2006). Im Bild Mädchen in traditioneller albanischer Tracht.

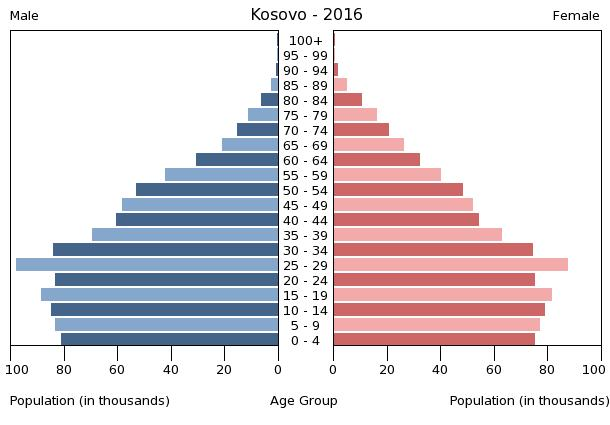
Der Kosovo hat die jüngste Bevölkerung in Europa

Zur Volkszählung 2011 hatte die Republik Kosovo rund 1,8 Millionen Einwohner. Die durchschnittliche Geburtenrate (TFR) liegt bei 2,3 Kindern pro Frau (Stand 2015). Die Bevölkerung ist die durchschnittlich jüngste innerhalb Europas: Im Jahr 2006 waren 33 % unter 16 Jahre alt, über die Hälfte der Bevölkerung war jünger als 25 Jahre, nur 6 % über 65 Jahre. Zahlen aus dem Jahr 2017 besagen, dass auch hier ein Alterungsprozess eingetreten ist. Zu diesem Zeitpunkt war die Hälfte der Bevölkerung jünger als 29,1 Jahre. Die Geburtenrate übertrifft die Sterberate derzeit deutlich: 23 Geburten pro 1000 Einwohner standen im Jahr 2003 sieben Todesfälle pro 1000 Einwohner gegenüber. Die Lebenserwartung für Frauen beträgt 71, die der Männer 67 Jahre. Der Anteil der Landbevölkerung liegt zwischen 60 und 65 %. Zusätzlich zu den rund 1,8 Millionen Einwohnern des Kosovo leben und arbeiten etwa 420.000 Kosovaren im Ausland, vor allem in Deutschland, den Vereinigten Staaten, Österreich und der Schweiz.

### Ethnische Struktur
Der Anteil der Kosovo-Albaner wuchs im Laufe des letzten Jahrhunderts infolge überdurchschnittlich hoher Geburtenzahlen und der Abwanderung der Serben beständig an. Eine nichtserbische Bevölkerungsmehrheit wies das Kosovo bereits gegen Ende der osmanischen Herrschaft im Jahr 1912 auf.
Der Kosovo wird vor allem von Albanern bewohnt. Schätzungen aus dem Jahr 2011 gehen von 92,9 % Albanern, 1,7 % Bosniaken, 1,6 % Serben und 4 % der übrigen ethnischen Gruppen aus. Zu letzteren gehören vor allem Türken, Goranen, Janjevci (Kroaten), Roma, Aschkali und Balkan-Ägypter. Viele Serben, hauptsächlich im Norden des Kosovos, boykottierten die Volkszählung 2011. Nach dem Ende des Kosovokriegs im Jahr 1999 wurde ein Teil der serbischen Minderheit vertrieben. Die serbische Bevölkerung konzentriert sich vor allem im Norden des Landes und in vielen verschiedenen Enklaven innerhalb des Landes.

### Sprachenlandschaft
Die Amtssprachen des Kosovo sind Albanisch und Serbisch, jedoch wird in einigen Gemeinden auch Bosnisch, Türkisch und Romanes als Minderheitensprache anerkannt. Unter der UNMIK-Administration hatte auch die englische Sprache einen offiziellen Status.

### Religion
Artikel 8 der Verfassung definiert die Republik Kosovo als einen säkularen Staat, der neutral bei Fragen in Zusammenhang mit religiösen Glaubensrichtungen ist. Es gibt religiös gefärbte politische Parteien, doch sie befürworten laizistische Staatsstrukturen und erreichen bei Parlamentswahlen oft nicht die nötige Fünf-Prozent-Hürde. Politiker aller Lager setzen sich für religiöse Harmonie ein und sehen das als einen zu beschützenden Wert der kosovarischen Gesellschaft an.

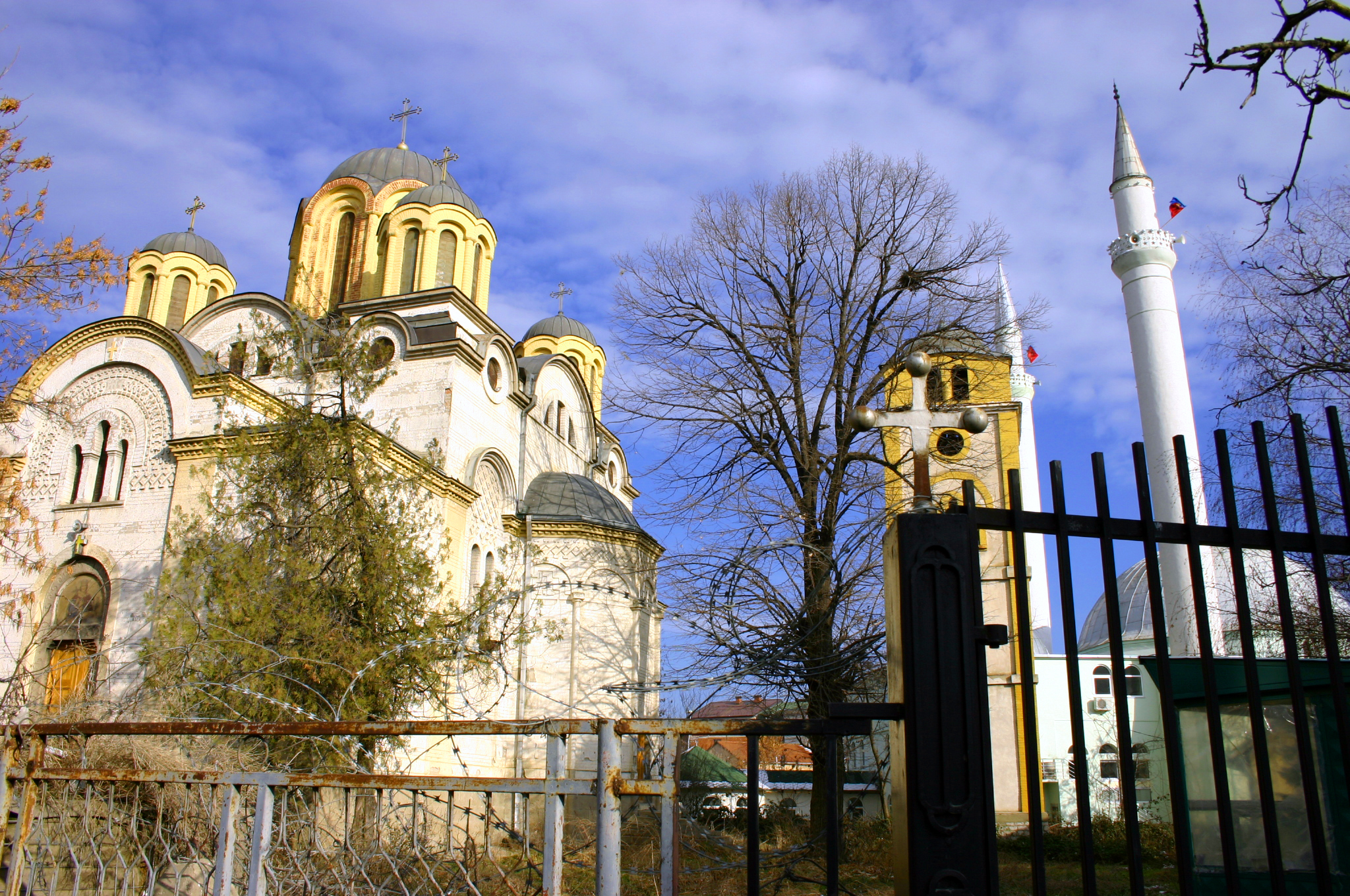
Islam und Christentum in unmittelbarer Nachbarschaft in Ferizaj

Die kosovarische Gesellschaft ist ebenfalls stark säkularisiert. Viele gehen mit der Religion locker um und stehen zu ihr in einem pragmatischen Verhältnis. Dennoch antworteten 2010 auf die Frage, ob Religion ein wichtiger Teil ihres Alltags ist, 89 % der Albaner im Kosovo mit Ja. Bei den Serben im Kosovo war der Anteil mit 81 % ein wenig niedriger. Bei der von Gallup Organization durchgeführten Umfrage nahmen 1000 Personen teil.
Der Islam hat laut der Volkszählung 2011 mit 95,61 Prozent der Bevölkerung des Kosovo die meisten Anhänger im Land, vorwiegend unter Albanern, Bosniaken, Türken und Goranen. Die Mehrheit von ihnen ist sunnitisch. Im Jahr 2011 folgten 1,49 Prozent der Einwohner des Kosovo dem orthodoxen Glauben, jedoch wurde die Volkszählung von den Serben im Norden des Landes boykottiert, weshalb die Dunkelziffer wahrscheinlich wesentlich höher ist. Die Anzahl an Katholiken wurde 2011 mit 38.438 Gläubigen angegeben, was 2,21 Prozent der Gesamtbevölkerung ausmacht. Den Großteil dieser stellen die Albaner, mit einigen wenigen Janjevci der kroatischen Minderheit. Der Anteil an Atheisten ist niedrig. Unter den Roma, Aschkali und Balkan-Ägyptern gibt es Anhänger aller drei Glaubensrichtungen.

#### Islam

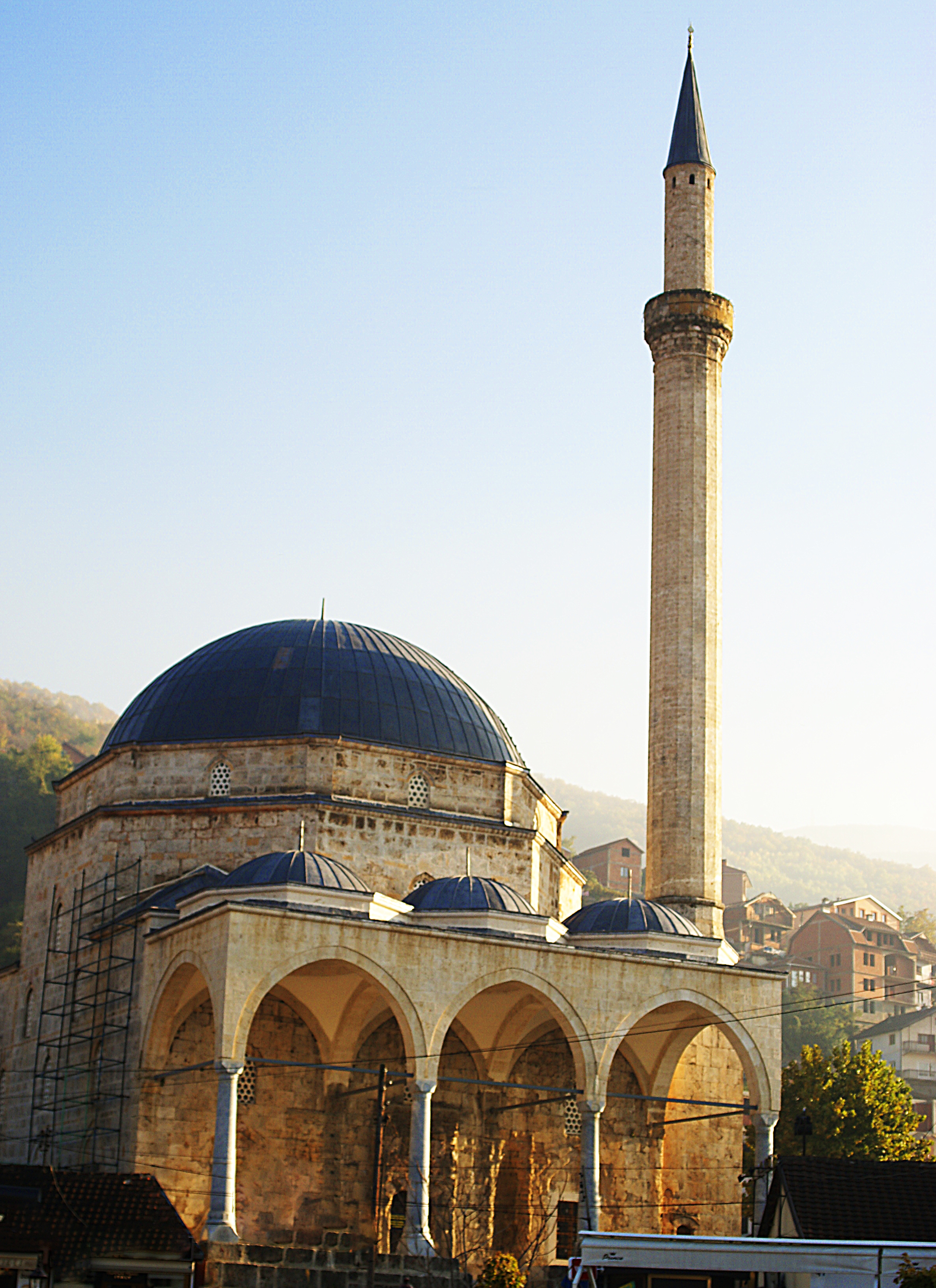
Beispiel osmanischer Architektur im Kosovo: die Sinan-Pascha-Moschee von 1615 in Prizren

Der Islam hat im Kosovo eine über 500-jährige Tradition und ist die Religion mit den meisten Anhängern. Die kosovarischen Muslime sind fast ausschließlich Sunniten. Die Islamische Gemeinschaft des Kosovo (albanisch Bashkësia Islame e Kosovës, serbisch Islamska Zajednica Kosova, türkisch Kosova İslam Topluluğu) gilt als deren offizielle Vertreterin und organisiert beispielsweise die Leitung der meisten Moscheen. Sie nimmt auch die Zakat von Gläubigen ein und führt damit unter anderem wohltätige Aktivitäten durch. Die Imame werden an der Fakultät für Islamische Studien in Pristina ausgebildet; dort studieren auch angehende albanische Imame aus Albanien, Nordmazedonien und Montenegro.
Daneben existieren gleichzeitig seit der Verbreitung des Islam seit dem 15. Jahrhundert auch viele Derwisch-Orden und Sufi-Bruderschaften. Der Sufismus im Kosovo gilt als Mischung zwischen den Glaubensrichtungen der Sunniten und Schiiten. Mitglieder des Bektaschi-Ordens, dessen Zentrum seinen Sitz in der albanischen Hauptstadt Tirana hat, waren führend in der albanischen Nationalbewegung des 19. Jahrhunderts.
Vor dem Kosovokrieg gab es 560 Moscheen und 60 Tekken der Sufi-Bruderschaften, letztere vor allem in den westlichen Städten des Landes, wie Peja, Gjakova, Rahovec und Prizren. Infolge des Krieges wurden 218 Moscheen und fünf Tekken zerstört. Im Dezember 2010 wurden 660 Moscheen gezählt, wovon 607 aktiv, 25 im Aufbau und 28 inaktiv waren. In Prizren stehen mit 77 Moscheen die meisten islamischen Gotteshäuser.

#### Serbisch-Orthodoxe Kirche

Die Klosterkirche von Gračanica, gebaut im Jahr 1311

Der Kosovo ist ein wichtiges Zentrum der Serbisch-Orthodoxen Kirche und beherbergt den Erzbischöflichen Sitz des Patriarchats von Peć sowie die Eparchie Raszien-Prizren. Einige der bedeutendsten und ältesten Kirchen und Klöster der Serbisch-Orthodoxen Kirche, darunter die zum Weltkulturerbe zählenden Klöster Visoki Dečani, Gračanica und Peć sowie die Muttergotteskirche Ljeviska, befinden sich im Kosovo. Die autokephale serbisch-orthodoxe Kirche ist ihrem Selbstverständnis nach Bewahrerin einer serbischen Kultur und Identität. Während der Regierungszeit unter Slobodan Milošević unterstützten anfangs weite Teile des Klerus dessen Politik. Als deren negative Folgen für die Serben selbst immer deutlicher zutage traten, gingen sie auf Distanz. Nach Beendigung der NATO-Luftangriffe wurden 1999 nach Angaben von Vertretern von UNMIK 76 serbisch-orthodoxe Kirchen, Klöster und Kapellen zerstört. In der Zeit nach dem Einmarsch der KFOR wurden der serbisch-orthodoxe Bischof Artemije von Raszien und Prizren und der Mönch Sava vom Kloster Dečani zunächst politische Sprecher derjenigen Kosovo-Serben, die eine Zusammenarbeit mit der UNMIK befürworteten. In den letzten Jahren hat der Klerus seine Rolle als Sprecher der Serben allerdings größtenteils an kosovo-serbische Politiker abgetreten. Bei den gewalttätigen Ausschreitungen im März 2004 kam es erneut zu Zerstörungen von serbisch-orthodoxen Kirchen und Klöstern, woraufhin die KFOR den Schutz dieser Gebäude verstärkte.

#### Römisch-katholische Kirche

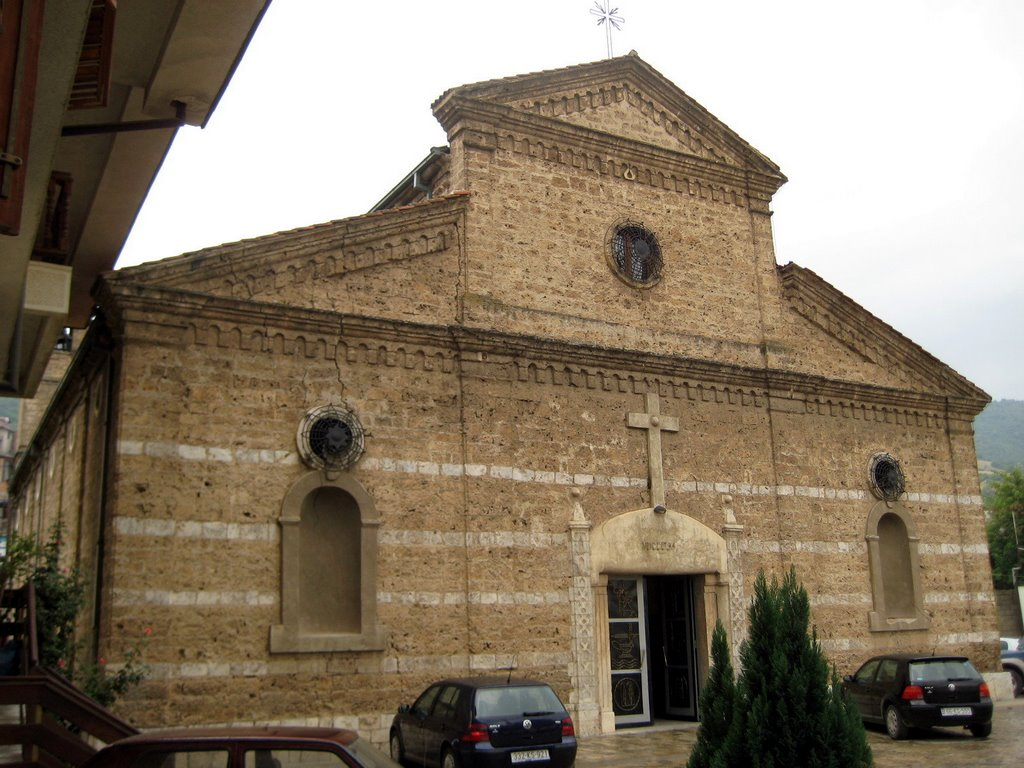
Die Kathedrale Unserer Lieben Frau von der immerwährenden Hilfe von 1870 in Prizren

Es gibt über 38.000 römisch-katholische Albaner, dazu kommt noch eine kleine Gruppe römisch-katholischer Roma und Kroaten. Sie sind in 23 Pfarreien aufgeteilt, in denen 55 Priester arbeiten. Bis zum Jahr 2000 gehörten die römisch-katholischen Kosovaren zum Bistum Skopje und Prizren, dann wurde der nordmazedonische Teil abgetrennt und eine eigenständige Apostolische Administratur Prizren (seit 2018 Bistum Prizren-Pristina) gebildet. Katholiken gründeten die Albanische Christlich-Demokratische Partei des Kosovo (PSHDK), wobei unter deren Mitgliedern auch eine hohe Anzahl von Muslimen ist. Die meisten römisch-katholischen Priester gehören dem Orden der Franziskaner an und wurden in Bosnien-Herzegowina, Kroatien oder Slowenien ausgebildet.
Der Heilige Stuhl wird im Kosovo durch einen Apostolischen Delegaten vertreten. Seit dem 19. März 2019 ist dies Erzbischof Jean-Marie Speich.

#### Judentum
Nach Angaben der jüdischen Gemeinde von Pristina, Bet Israel Kosova, leben 2021 insgesamt 86 jüdische Familien im Land. Viele können ihre Wurzeln bis ins 15. und 16. Jahrhundert zurückverfolgen, als jüdische Flüchtlinge aus Spanien und Portugal ins Osmanische Reich kamen und sich auf dem Balkan niederließen. Die historische Synagoge von Pristina ließ die kommunistische Regierung Jugoslawiens 1963 abreißen. Seither hat die Gemeinde in der kosovarischen Hauptstadt kein eigenes Bethaus mehr. Auch einen festen Rabbiner gibt es nicht.

### Bildung
Bei Frauen ist der Anteil an Analphabeten signifikant höher als bei Männern: 13,4 % in ländlichen Gebieten (3,8 % bei Männern) und 10,4 % in städtischen Siedlungen (Männer 2,3 %). Analphabetismus korreliert nicht nur mit dem Geschlecht, sondern auch mit dem Alter – in der Gruppe bis 39 Jahre liegt die Rate weit unter dem Durchschnitt, unter Frauen zwischen 55 und 59 Jahren sind knapp 20 %, unter Frauen zwischen 70 und 74 Jahren sind knapp 60 % Analphabeten.
Der Unterricht in der Grundschule wird im Land je nach Situation in der Gemeinde in einer der fünf Sprachen Albanisch, Serbisch, Bosnisch, Türkisch und Kroatisch durchgeführt und ist für alle Kinder obligatorisch und kostenlos. Zuletzt veröffentlichte die Regierung des Kosovo Pläne, nach denen das ganze Bildungswesen reformiert werden soll. Unter anderem sehen diese vor, die Mittelschule als obligatorisch festzulegen. Die Reformen werden seitens der Regierung als Priorität benannt, doch das Fehlen von Geldern sowie technologischen und professionellen Mitteln für den Unterricht und außerdem die hohe Schülerzahl pro Klasse sind Hinderungsgründe für eine umfassende Bildungsreform.
Während des Schuljahrs 2005/06 waren insgesamt 423.220 Schüler in der Vor-, Grund- und Mittelstufe registriert. 22.404 Lehrkräfte unterrichteten sie. Dies entspricht pro Lehrkraft ca. 19 Schüler. Im PISA-Ranking von 2015 erreichen Kosovos Schüler Platz 70 von 72 Ländern in Mathematik, Platz 70 in Naturwissenschaften und den 71. Platz beim Leseverständnis.
Öffentliche Hochschulen
- Universität Kadri Zeka, mit Sitz in Gjilan, Gründung 1966
- Universität Prishtina, mit Sitz in Prishtina, Gründung 1969
- Universität von Priština (Nord-Mitrovica), mit Sitz in Mitrovica, Gründung 1999
- Universität Prizren, mit Sitz in Prizren, Gründung 2006
- Universität Haxhi Zeka in Peja, Gründung 2012
- Universität Mitrovica, mit Sitz in Mitrovica, Gründung 2013
- Hochschule Ferizaj, mit Sitz in Ferizaj, Gründung 2015

Private Hochschulen
- Universität Iliria, mit Sitz in Prishtina, Gründung 2001

- RIT Kosovo (ehem. Amerikanische Universität im Kosovo), mit Sitz in Prishtina, Gründung 2002
- European College of Kosovo, mit Sitz in Prishtina, Gründung 2013

Wissenschaftliche Einrichtungen
- Akademie der Wissenschaften und Künste des Kosovo, mit Sitz in Prishtina, Gründung 1975

## Geschichte

### Altertum
Das Gebiet des späteren Kosovo war in der Antike von den Illyrern besiedelt; so war das römische Theranda in der Nähe des heutigen Prizrens ursprünglich eine illyrische Siedlung. Die Illyrer im Kosovo standen im Osten auch in direkter Nachbarschaft mit den Thrakern. Nach der Zerschlagung des von Königin Teuta regierten Illyrischen Reichs der Labeaten im ersten Illyrischen Krieg 229/228 v. Chr. kam die Region unter römische Herrschaft. Erst nach weiteren Jahrzehnten militärischer Auseinandersetzungen zwischen Römern und Illyrern wurde das Gebiet 168 v. Chr. ein Protektorat des Römischen Reiches. Seit 59 v. Chr. als Illyrische Provinz bezeichnet, wurde diese erst nach den Kriegen Octavians in Illyrien von 35 bis 33 v. Chr. offiziell zur Römischen Provinz. Nach weiteren Eroberungen der Römer und der Einrichtung der Provinz Moesia verblieb das spätere Metochien bei Illyricum, während das Amselfeld Moesia superior zugeschlagen wurde. Neben Theranda war das bei Pristina gelegene Ulpiana die wichtigste römische Siedlung im Gebiet des Kosovo. Nach der Reichsteilung unter Theodosius I. geriet die Region schließlich unter byzantinische Herrschaft.

### Mittelalter

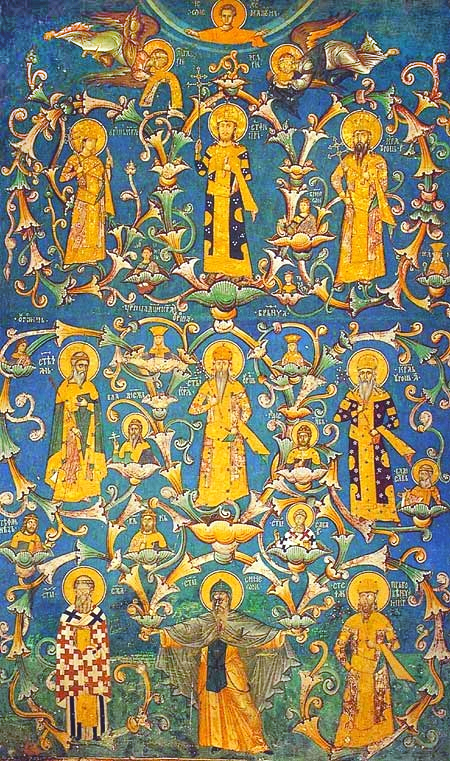
Mittelalterliches Fresko im Kloster Visoki Dečani von etwa 1335. Dargestellt ist ein Stammbaum der Nemanjiden.

Mit der Völkerwanderung der Awaren und der Plünderung und Einnahme der wichtigsten byzantinischen Städte in Mösien und Illyrien (siehe auch: Balkanfeldzüge des Maurikios) siedelten sich im 7. Jahrhundert Slawen an. Im 9. Jahrhundert gehörte der nordwestliche Kosovo um Peja zum serbischen Staat der Vlastimirović, der südöstliche Kosovo mit Prizren und Pristina dagegen zum Bulgarischen Reich. Die Region wurde erst wieder unter Basileios II. 1018 von den Byzantinern zurückerobert. Im 11. Jahrhundert dehnte sich das serbische Raszien unter der Oberhoheit Dioklitiens nach Süden aus, Konstantin Bodin ließ sich infolge eines slawischen Aufstandes gegen Byzanz 1072 in Prizren zum Kaiser der Bulgaren ausrufen. Der Aufstand hatte allerdings keinen Erfolg, der Süden des Kosovo kam erneut unter byzantinische Herrschaft, während der Norden bei Raszien, nun unter byzantinischer Oberhoheit, verblieb. Diese Herrschaft wurde mit der Schlacht bei Sirmium unter Manuel I. Komnenos auch gegenüber Ungarn gefestigt.
Der Einbindung des raszischen Großžupans Stefan Nemanja als byzantinischem Vasall und der von Ostrom erfolgten Missionierung und kulturellen Prägung des serbischen Hofes folgte die Bildung des serbischen Nemanjidenreiches auch auf ehemals byzantinischen Gebieten im Kosovo. Im Nemanjidenreich wurde der Kosovo aufgrund seiner Bodenschätze und der Handelswege von der Küste ins Balkaninnere zum politischen, wirtschaftlichen und kulturellen Mittelpunkt des serbischen Staates. Diese Blüte wurde mit dem Vormarsch der Osmanen beendet. Nach mehreren militärischen Auseinandersetzungen, von denen die Schlacht auf dem Amselfeld am bekanntesten ist, eroberten die Osmanen um 1454 die Region des heutigen Kosovo. Die gegen Ende des 14. Jahrhunderts begonnene Eroberung des heutigen Serbiens sowie Bosnien und Herzegowinas konnte 1459/1461 unter Mehmet II. vollendet werden. Der Kosovo, Serbien und Bosnien wurden für die folgenden vier Jahrhunderte zu Provinzen des Osmanischen Reiches.

### Osmanische Zeit

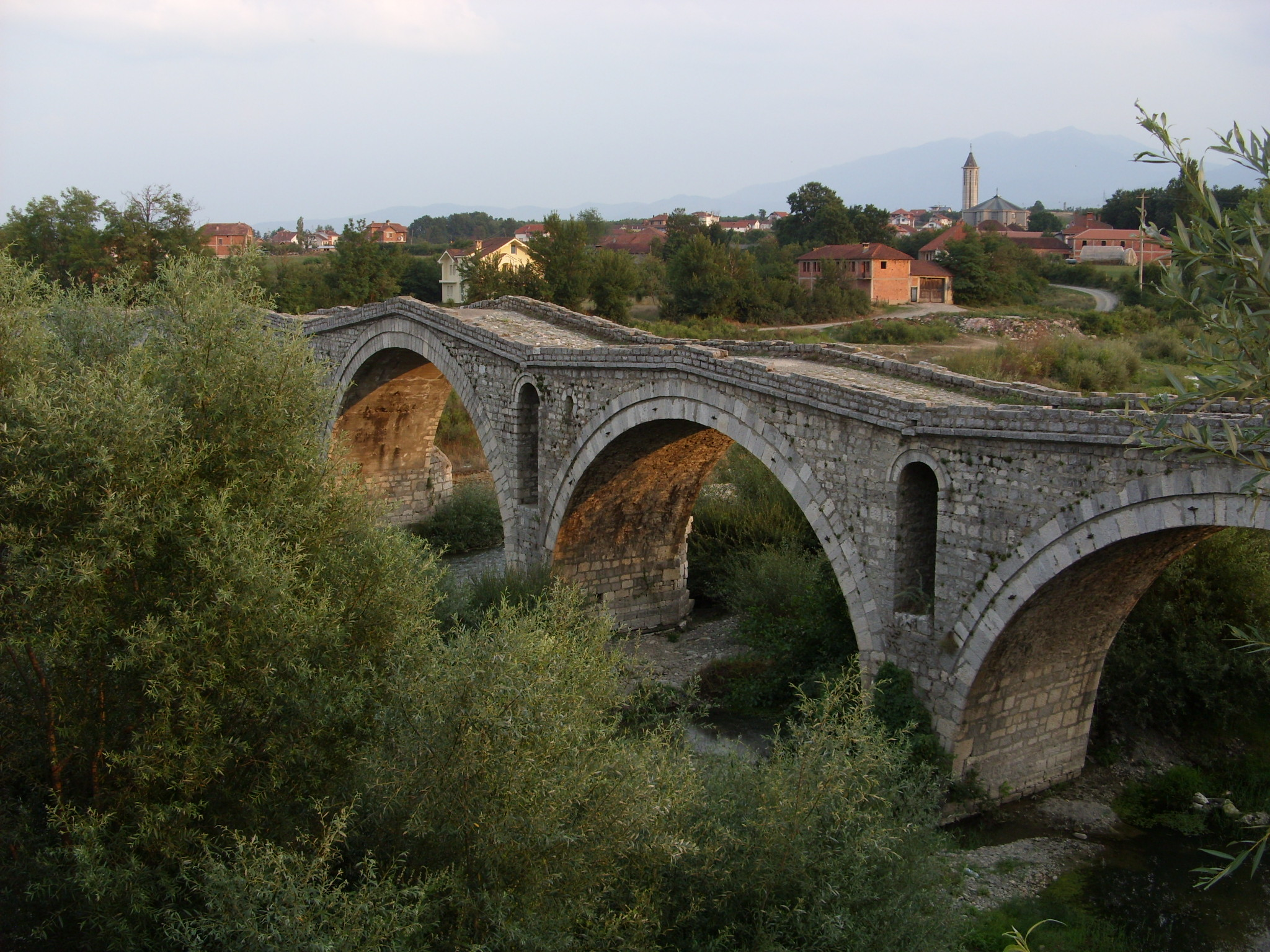
Osmanische Brücke bei Gjakova im Südwesten des Kosovo

Der Mythos der Schlacht auf dem Amselfeld, sowie das historische Erbe im Kosovo begründete die emotionale Bindung der Serben an die heute mehrheitlich von Albanern bewohnte Region. Unter der Herrschaft der Osmanen rückten islamisierte Albaner nach dem „großen Exodus“ der Serben von 1690 in das fruchtbare Kosovo-Gebiet nach. Im 19. Jahrhundert war der westliche Kosovo, Metochien, schon mehrheitlich albanisch, hingegen der Osten, der „historische“ Kosovo, mehrheitlich noch serbisch. Mit der Unabhängigkeit des Fürstentums Serbien 1878 kam es zu einer neuerlichen Bevölkerungsverschiebung, als viele Serben den Kosovo verließen oder zur Aussiedlung genötigt wurden, während parallel ebenso Albaner frei oder unter Zwang aus dem Fürstentum auswanderten. In dieser Zeit bekam auch der östliche Kosovo eine albanische Mehrheit.

### 20. und 21. Jahrhundert
Nach dem Ersten Balkankrieg wurde der heutige Kosovo 1912 größtenteils Serbien, die Gegend um Peja Montenegro zugeschlagen. Ab 1918 war es dann Teil Jugoslawiens. Nach dem Balkanfeldzug gliederte Mussolini am 12. August 1941 dem seit April 1939 annektierten Albanien, das zu dieser Zeit ein italienischer Vasallenstaat war, das Kosovo sowie einige mazedonische Gebiete an. Diese Neuordnung der Grenzen wurde allerdings nur von den Achsenmächten anerkannt.
Die albanische Miliz im Kosovo vertrieb in dieser Zeit zahlreiche Serben. Nach der deutschen Besetzung 1943 wurde am 1. Mai 1944 die 21. Waffen-Gebirgs-Division der SS „Skanderbeg“ (albanische Nr. 1) vor allem aus Freiwilligen aus dem Kosovo aufgestellt, da das Besatzungsregime in Albanien bereits seinen Rückhalt verloren hatte. Diese Division sollte vor allem gegen jugoslawische Partisanen kämpfen. Die Angehörigen der Division, die jedoch nie an die Front gelangte und von der Wehrmacht nur für Wachdienste eingesetzt wurde, vertrieben etwa 10.000 serbische Familien und ermordeten zahlreiche Serben und Juden. Im Juni fiel die Division auch nach Montenegro ein. Am 1. November 1944 wurde sie aufgelöst. Anschließend kam es zu serbischen Racheakten an den Angehörigen.
Nach dem Zweiten Weltkrieg wurde die Autonome Region „Kosovo und Metochien“ am 3. September 1945 ebenso wie die Autonome Region Vojvodina Bestandteil der Sozialistischen Republik Serbien innerhalb der Sozialistischen Bundesrepublik Jugoslawien. Die volle rechtliche, wirtschaftliche und gesellschaftliche Gleichberechtigung der Geschlechter wurde erstmals in der jugoslawischen Verfassung von 1946 garantiert. Mit der Neugestaltung der Grenzziehungen innerhalb Jugoslawiens und der Zusammensetzung Serbiens mit zwei autonomen Provinzen verfolgte die neue politischen Führung unter Josip Broz Tito nach den Erfahrungen der Zwischenkriegszeit die Absicht, ein Gleichgewicht zwischen den Serben und den anderen Nationen des Landes herzustellen. Für die Serben bedeutete diese Staatskonzeption eine Schwächung im Vergleich zu ihrer Stellung in der Zwischenkriegszeit, da sie nun einerseits große Bevölkerungsgruppen in Kroatien und Bosnien-Herzegowina stellten und andererseits in der Autonomen Region Kosovo eine mehrheitlich albanische Bevölkerung und in der Vojvodina eine starke ungarische und kroatische Minderheit hatten. Ein weiterer Grund für diese Anordnung bestand darin, dass Tito in den ersten Jahren nach dem Krieg eine Eingliederung Albaniens in eine von Jugoslawien dominierte Balkanföderation verfolgte, der auch Bulgarien hätte beitreten sollen.

Flagge der albanischen Minderheit im sozialistischen Jugoslawien

Mit der jugoslawischen Verfassung von 1963 wurde die Autonome Region Kosovo in eine Autonome Provinz (Kosovo-Metohija, kurz ‚Kosmet‘) umgewandelt, was formell eine Besserstellung bedeutete, faktisch jedoch zu einer stärkeren Abhängigkeit von der Republik Serbien führte, wodurch sich die Möglichkeiten der politischen Beteiligung auf Ebene der Bundesrepublik verringerten. Als Zugeständnis an Serbien erhielten die Republiken größere Befugnisse, insbesondere für ihre Politik gegenüber den Autonomen Provinzen.
Schrittweise seit 1967, besonders aber mit der Änderung der jugoslawischen Verfassung 1974 wurden die zuvor eher formal schon bestehenden Autonomierechte ganz erheblich erweitert und das Mitbestimmungsrecht in der Föderation massiv ausgebaut.
In den 1980er Jahren wurden nationalistische Bestrebungen sowohl bei den Serben als auch bei den Albanern stärker. Beide Volksgruppen beklagten die gegenseitige Diskriminierung. Die Kosovo-Serben sahen sich durch die mehrheitlich albanische Provinzregierung und die Kosovo-Albaner wiederum durch die Republik Serbien benachteiligt. Parallel wurden Stimmen laut, die eine eigene Republik Kosovo innerhalb Jugoslawiens oder gar eine Sezession des Kosovo aus dem gesamtjugoslawischen Staatsverband forderten. Nationalistische Propaganda auf beiden Seiten heizte die Stimmung weiter an und begünstigte unter anderem die Machtergreifung von Slobodan Milošević, der grundlegende Reformen versprach.
Der Autonomiestatus des Kosovo aus dem Jahr 1974 wurde im Rahmen der sogenannten Antibürokratischen Revolution von 1989 auf Betreiben von Slobodan Milošević durch einen Beschluss des serbischen Parlaments stark eingeschränkt und offiziell auf den Stand von 1963 zurückgesetzt. Daraufhin riefen die wichtigsten albanischen Politiker zum Boykott aller serbischen staatlichen Einrichtungen auf, dem so genannten gewaltfreien Widerstand. Schon während der Jugoslawienkriege flohen auch viele Kosovaren, obwohl es im Kosovo selbst nicht zu Kriegshandlungen gekommen war. Die Kosovo-Albaner baten in verschiedenen europäischen Ländern um Asyl und beklagten die Verletzung ihrer Menschen- und Bürgerrechte durch die Regierung Milošević. Es gab seit 1989 durch den Boykott vielerorts kein albanischsprachiges Schulwesen mehr, Albaner wurden oftmals willkürlich enteignet, ihre Vereine und politischen Parteien waren verboten, sofern sie der politischen Linie der Regierung Milošević nicht entsprachen. Die meisten im Staatsdienst beschäftigten Albaner sollen nach 1989 aufgrund ihrer Volkszugehörigkeit entlassen worden sein. Im September 1992 erklärten sich die Albaner im Kosovo durch ein Referendum erstmals für unabhängig. Jedoch einzig von Albanien wurde die Republik Kosova anerkannt.

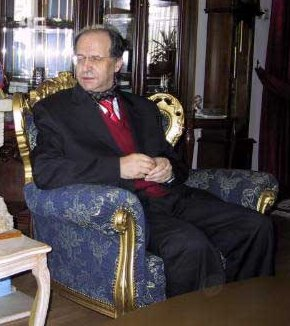
Ibrahim Rugova (1944–2006), Gründer der Demokratischen Liga des Kosovo, Präsident des Kosovo (2002–2006) und international bekannt als Symbolfigur des gewaltfreien Unabhängigkeitskampfes der Kosovo-Albaner.

Nachdem die internationale Gemeinschaft eine weitgehende und funktionierende Autonomie des Kosovo aus der Friedenskonferenz von Dayton im Jahr 1995 ausgeklammert hatte, verschärften sich die Konflikte zwischen den Volksgruppen und die Forderung nach staatlicher Unabhängigkeit weiter. Separatistische Gruppen, darunter die Demokratische Liga des Kosovo, errichteten mit der „Republik Kosova“ einen Schattenstaat, dessen Parallelinstitutionen unter anderem Schulbildung und medizinische Versorgung der Albaner sicherstellen sollten. Der lange Zeit gewaltfreie Widerstand ging ab etwa 1996 unter Führung der UÇK in kämpferische Auseinandersetzungen zwischen albanischen Freischärlern und den serbischen Streitkräften über. Bis zum Jahr 1999 vervielfachten sich die Zahlen albanischer Flüchtlinge aus dem jugoslawischen Staatsgebiet, besonders in Richtung der Nachbarländer Albanien und Nordmazedonien sowie in die Europäische Union und die Schweiz. Seither leben 150.000 bis 170.000 Kosovaren in der Schweizer Diaspora. Sie schicken ein Drittel der Remissionen von weltweit einer Milliarde Dollar in die Heimat. Fußballer mit kosovarisch-albanischen Wurzeln wie Granit Xhaka, Xherdan Shaqiri und Valon Behrami trugen maßgeblich zu den Erfolgen der Schweizer Nationalmannschaft bei.
Nach dem Scheitern der Konferenzen zum Vertrag von Rambouillet begann am 24. März 1999 der Kosovokrieg mit der Bombardierung strategischer Ziele in Jugoslawien durch NATO-Truppen. Begründet wurde das militärische Vorgehen mit dem Ziel eine „humanitäre Katastrophe“ verhindern zu wollen. Der Vorwurf, die jugoslawische Regierung hätte im Rahmen des „Hufeisenplans“ strukturell eine ethnische Säuberung der Kosovo-Albaner geplant, konnte jedoch bisher nicht bewiesen werden. Nach den militärischen Angriffen stimmte die jugoslawische Regierung im Juni 1999 schließlich dem Vorschlag zu, im Kosovo eine Übergangsregierung unter der Leitung der Vereinten Nationen zu etablieren. Daraufhin verabschiedete der UN-Sicherheitsrat am 9. Juni 1999 die Resolution 1244, die eine „zivile und militärische Präsenz“ mit umfangreichen politischen und militärischen Vollmachten vorsah.

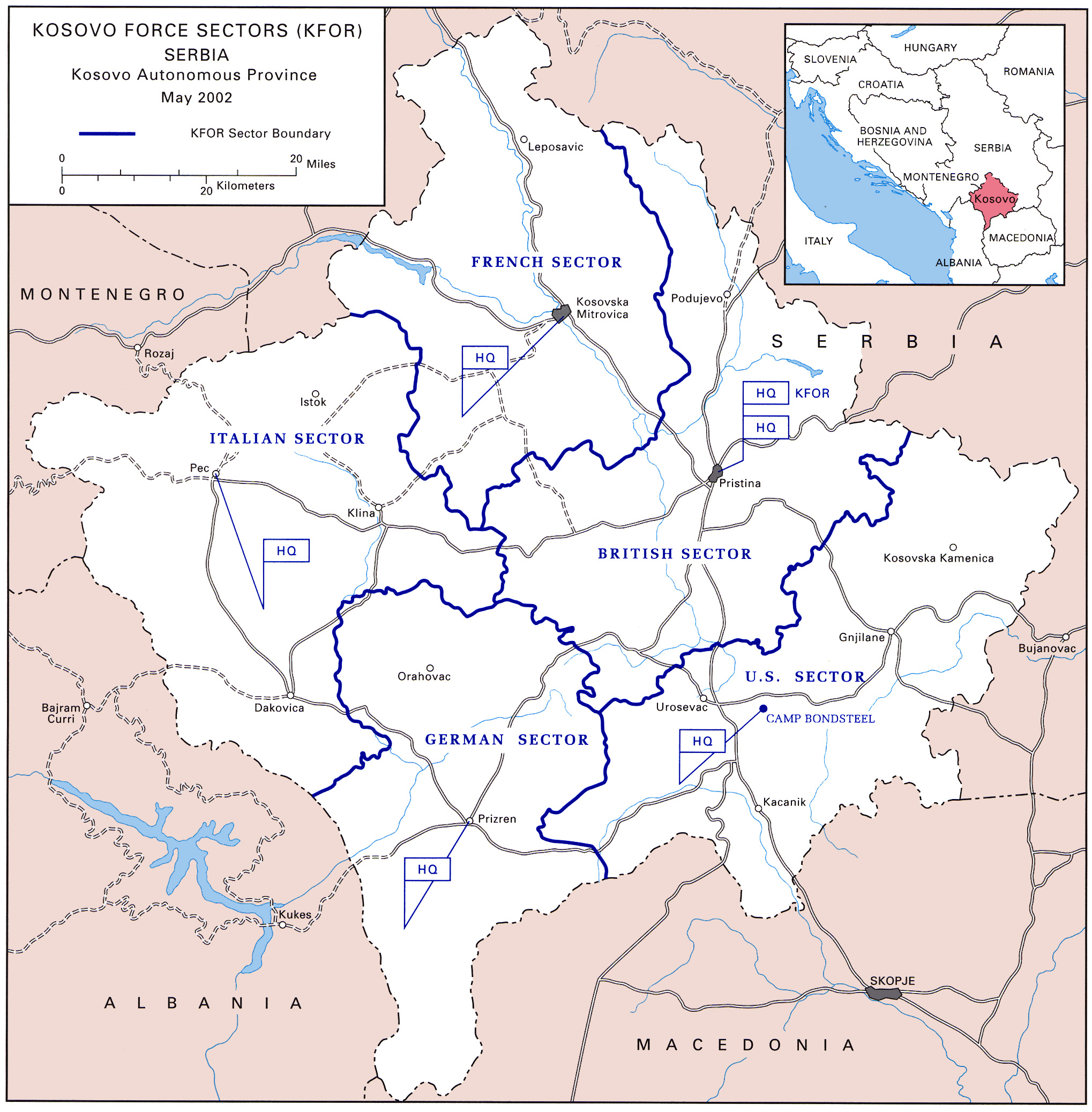
KFOR-Sektoren, 2002

Die militärischen Aufgaben zur Prävention weiterer Gewalt und Herstellung öffentlicher Sicherheit übernahm eine internationale Mission unter Führung der NATO, die sogenannten KFOR (Kosovo Force). Im Zuge dessen wurde das Land in fünf militärische Verwaltungszonen der truppenstellenden Staaten gegliedert (vgl. Karte rechts). Die politischen Kompetenzen wurden der UN-Mission United Nations Interim Administration Mission in Kosovo (UNMIK) übertragen.
Dem Krieg folgten Gewaltexzesse insbesondere gegen die serbische, aber auch gegen andere Minderheiten der Region. Nach Angabe der Menschenrechtsorganisation Human Rights Watch stellte die KFOR keinen ausreichenden Schutz der Serben und Roma im Kosovo zur Verfügung, welche besonders Übergriffen von Seiten der UÇK ausgesetzt waren. Im August 1999 waren nach UN-Angaben bereits 170.000 der 200.000 Serben aus der Provinz geflüchtet und nach Angabe der Serbisch-Orthodoxen Kirche über 40 Kirchen geplündert oder zerstört worden. Während nahezu alle Kosovo-Albaner innerhalb von Wochen nach Ende der Kämpfe zurückgekehrt waren, war dies für die meisten der geflüchteten Serben nach mehr als vier Jahren noch nicht der Fall, zumal dann 230.000 Serben und Nicht-Albaner gezwungen waren, zu fliehen.
Zu einem neuen Höhepunkt der Gewalttätigkeiten kam es mit den pogromartigen Ausschreitungen im März 2004, die überwiegend gegen Serben und ihre religiösen Stätten, aber auch gegen Roma und Aschkali gerichtet waren; etwa 50.000 Personen nahmen an diesen Gewalttätigkeiten teil, bei denen 19 Menschen getötet, mehr als 1000 verletzt und über 4000 vertrieben wurden. Die NATO verstärkte daraufhin ihre Präsenz.
Seit Beginn der UN-Mission UNMIK stand der zukünftige politische Status des Kosovo regelmäßig auf der internationalen Tagesordnung. Der Versuch, zu einer einvernehmlichen Lösung zu gelangen, scheiterte allerdings. Darauf folgte am 17. Februar 2008 die einseitige Unabhängigkeitserklärung des Kosovo durch das kosovarische Parlament.
In den Wochen nach der Ausrufung der Republik ereigneten sich weitere Ausschreitungen – diesmal im mehrheitlich von Serben bewohnten Nordkosovo. Die Gewalt konnte erst durch ein Eingreifen der KFOR-Truppen beendet werden. Seither flammt der Konflikt zwischen Serbien und dem Kosovo dort immer wieder auf. 2018 bspw. wurde Oliver Ivanović, ein Politiker der serbischen Minderheit im Kosovo, vor der Zentrale seiner Partei in Mitrovica erschossen.
2023 eskalierte der Konflikt im Überfall in Banjska im Nordkosovo erneut, nachdem ein serbischer Kommandotrupp Polizisten im Nordkosovo angegriffen hatte. Bei dem Angriff wurde ein kosovarischer Polizist getötet. Bei der Erstürmung des Klosters Banjska, wohin sich die Angreifer zurückgezogen hatten, wurden drei von ihnen bei Schusswechseln mit den Sicherheitskräften getötet. Im Kloster wurden große Mengen an Waffen und Munition sowie weitere militärische Ausrüstung sichergestellt.

## Politik

### Legislative und Exekutive
Das Parlament der Republik Kosovo (albanisch Kuvendi i Republikës së Kosovës; serbisch Скупштина Републике Косово Skupština Republike Kosovo) ist das Gesetzgebungsorgan des Landes. Es hat 120 Sitze, welche im Vierjahresrhythmus vom Volk direkt gewählt werden. Das Wahlsystem bietet für die vielen ethnischen Minderheiten im Kosovo Vorteile. Von den 120 Parlamentssitzen können 100 frei besetzt werden. Die 20 weiteren Parlamentssitze sind für Serben, Roma, Aschkali, Balkan-Ägypter, Bosniaken, Türken und Goranen reserviert. Einige legislative Funktionen sind den Parlamenten der 38 Großgemeinden vorbehalten. Diese werden vom örtlichen Stimmvolk ebenfalls im Vierjahresrhythmus gewählt und haben eine variierende Sitzanzahl. Die letzte Parlamentswahl war die Parlamentswahl im Kosovo 2021, bei welcher die Liste der linken Partei Lëvizja Vetëvendosje! die absolute Mehrheit erreichte.

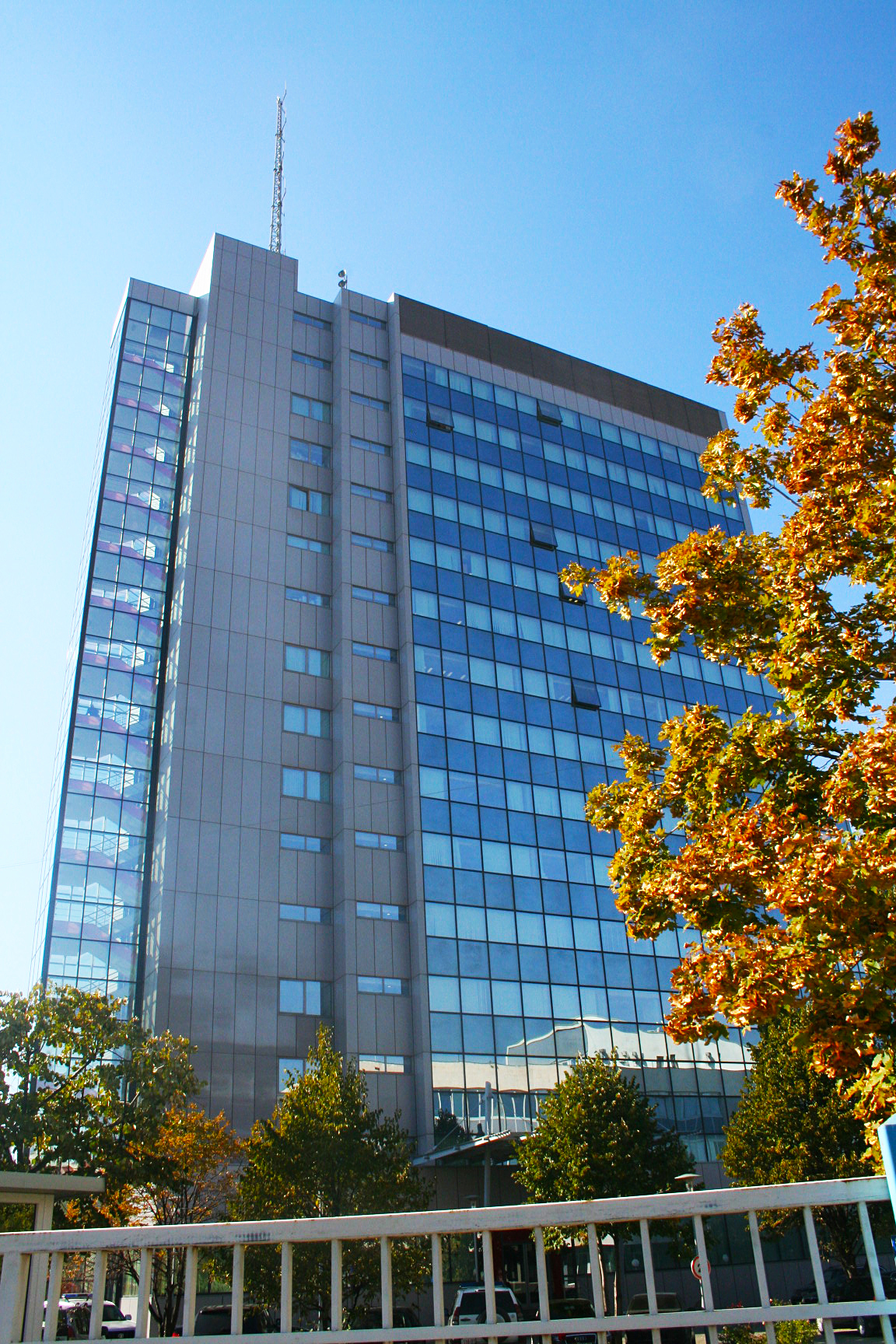
Das Regierungsgebäude in Pristina

Das wichtigste exekutive Staatsorgan ist die Regierung des Kosovo. Der Premierminister wird auf Vorschlag des Präsidenten vom Parlament gewählt, die vollständige Regierung muss vom Parlament bestätigt werden. Der Regierungschef kann Minister ohne Zustimmung des Parlaments entlassen. Jeweils ein Minister muss der serbischen, ein weiterer einer anderen Minderheit angehören. Falls das Kabinett aus mehr als zwölf Mitgliedern besteht, muss ein dritter Minister einer Minderheit zugerechnet werden.
Der Staatspräsident wird vom Parlament auf fünf Jahre gewählt. Er garantiert das verfassungsgemäße Funktionieren des politischen Systems, schreibt Parlamentswahlen aus, kann Gesetze einmalig zurückweisen, wenn er sie als schädlich erachtet, verkündet die Gesetze, führt die Außenpolitik, empfängt Diplomaten, ist Oberbefehlshaber der Sicherheitskräfte, schlägt dem Parlament den Premierminister vor und kann eine Verfassungsklage führen. Zudem kommen ihm weitere repräsentative Aufgaben und Ernennungsbefugnisse zu. Der Präsident ist politisch immun.

#### Parteien
Die Zivilgesellschaft und die Parteienlandschaft im Kosovo sind entlang ethnischer Linien aufgespalten. Das Vielparteiensystem wurde lange von den beiden großen albanischen Parteien LDK und PDK dominiert. Seit der Wahl 2017 allerdings ist die linksnationalistische „Bewegung für Selbstbestimmung“ Lëvizja Vetëvendosje! die stärkste Partei.
Die 1989 gegründete „Demokratische Liga des Kosovo“ (LDK) war lange Zeit die politische Hauptkraft des Widerstandes gegen die serbische Herrschaft und stellte den späteren ersten Staatspräsidenten Rugova. Sie ist bis heute der politischen Rechten zuzuordnen.
Die 1999 gegründete „Demokratische Partei des Kosovo“ (PDK) ist die wichtigste politische Nachfolgeorganisation der paramilitärischen Organisation UÇK. Sie vertrat früher sozialdemokratische Positionen, ist heute allerdings ebenfalls konservativ und wirtschaftsliberal. Mit Rentenzahlungen, welche einem Klientelsystem ähneln, dominierte die ehemalige UÇK-Führung noch Ende der 2010er Jahre mit kriminellen Strukturen Politik und Gesellschaft. Die jährliche Ausgaben für Veteranen und Veteranenverbände verdreifachten sich von 2015 bis 2018 für die angeblich 40.000 Kriegsveteranen, rund einer doppelten Anzahl von Renten im Vergleich zum geschätzten Bestand der UÇK zum Höhepunkt ihres Bestandes 1999. Es existierten zudem Verbindungen zur organisierten Kriminalität.

### Menschenrechte
Amnesty International warf 2007 der Regierung mangelnden Minderheitenschutz sowie die Nichtverfolgung an Serben begangener Kriegsverbrechen vor. Nach einer vom UNDP (United Nations Development Programme) unter den Bewohnern des Kosovo in der zweiten Jahreshälfte 2005 durchgeführten Umfrage bezeichneten 30,7 % der Minderheit der Serben die öffentliche oder ihre persönliche Sicherheit als ihr größtes aktuelles Problem, andere Minderheiten überwiegend die Arbeitslosigkeit (43,5 %, zum Vergleich: Albaner 33,8 %).

### Völkerrechtlicher Status

Karte der Mitglieder der Vereinten Nationen und Taiwan, die die Republik Kosovo als unabhängigen Staat
anerkennen
nicht anerkennen
nicht mehr anerkennen

Nach dem Ende des Kosovokrieges kam das Gebiet unter Verwaltung der Vereinten Nationen (UN). Es blieb formell integraler Bestandteil des Nachfolgestaates Bundesrepublik Jugoslawien und später von Serbien und Montenegro, das bis 2006 existierte. Nachdem Montenegro sich von dieser Staatenunion für unabhängig erklärt hatte, blieb der Kosovo ein Teil der Republik Serbien.
Seit der Unabhängigkeitserklärung vom 17. Februar 2008 ist der Kosovo aus Sicht seiner Institutionen ein souveräner Staat. Bis heute haben 117 von 193 UN-Mitgliedstaaten die Unabhängigkeit des Landes anerkannt. Andere Staaten halten die einseitig ausgerufene Unabhängigkeit für rechtswidrig und betrachten den Kosovo weiterhin als einen Teil Serbiens, auch wenn die serbische Regierung keine Kontrolle mehr über das Gebiet ausübt.
Die Unabhängigkeit sollte laut dem von Serbien abgelehnten Ahtisaari-Plan international überwacht werden. Im Februar 2008 beschloss die Europäische Union die Entsendung der Mission EULEX Kosovo, welche die rechtsstaatliche Entwicklung unterstützen soll. Vorgesehen ist, dass rund 1800 Polizisten und Juristen wesentliche Aufgaben in der bisherigen Interimsverwaltungsmission der Vereinten Nationen im Kosovo (UNMIK) übernehmen. EULEX nahm am 9. Dezember 2008 offiziell die Arbeit auf. Grundlage dafür war ein Kompromiss, dem die Vereinten Nationen, die EU und Serbien zustimmten. Demnach wird die Tätigkeit von EULEX in einem statusneutralen Rahmen erfolgen – was wiederum von der Regierung des Kosovo nicht anerkannt wird.
Vier Monate nach der Unabhängigkeitserklärung trat am 15. Juni 2008 die neue Verfassung des Kosovo in Kraft. Eine Woche zuvor sind vom Parlament in Pristina bereits eine neue Nationalhymne und die Gründung einer eigenen 2500 Mann starken Sicherheitsgruppe (albanisch Forca e Sigurisë së Kosovës) verabschiedet worden. Die neue Verfassung definiert das Land als demokratisch regierten, laizistischen „Staat aller seiner Bürger“, der die Rechte seiner Minderheiten und die internationalen Menschenrechte respektiert. In der neuen Verfassung werden die Gleichheit der Volksgruppen und die Bedeutung des Minderheitenschutzes besonders hervorgehoben. Autonomierechte werden den serbisch dominierten Regionen zugesprochen.
Die politische Arbeit teilten sich bislang die UN-Verwaltung und die von ihr gegründeten „Institutionen der provisorischen Selbstverwaltung“. Die Sicherheit wird von der durch ein UN-Mandat legitimierten Friedenstruppe „Kosovo Force“ (KFOR) unter Führung der NATO garantiert. Ferner gibt es in den serbischen Enklaven, insbesondere im Nordkosovo, von Serbien finanzierte und kontrollierte Verwaltungsstrukturen (Schulen, Gerichte, Behörden). Diese werden von der UNMIK (und damit auch von EULEX) zwar toleriert, aber nicht anerkannt; umgekehrt erkennen die serbischen Verwaltungen ihrerseits die Entscheidungen der UNMIK nur zum Teil an.
Am 8. Oktober 2008 beauftragte die Generalversammlung der Vereinten Nationen den Internationalen Gerichtshof (IGH) mit der Erstellung eines Rechtsgutachtens zur Gültigkeit der Unabhängigkeitserklärung des Kosovo. Die UN-Generalversammlung folgte damit einem Antrag Serbiens. Beim IGH hatten 21 Staaten Stellungnahmen eingereicht, die den Kosovo anerkennen, sowie 14 Staaten, die sich gegen die Unabhängigkeit aussprechen. Das Gutachten des IGH wurde am 22. Juli 2010 veröffentlicht. Demnach verstieß die Unabhängigkeitserklärung nicht gegen das Völkerrecht. Ob das Kosovo damit tatsächlich, d. h. wirksam, seine Unabhängigkeit verfügt habe oder eine Einheit innerhalb eines Staates überhaupt das Recht habe, sich einseitig von diesem zu lösen, ließ das Gericht ausdrücklich offen.
Serbien und der Kosovo einigten sich am 24. Februar 2012 über das künftige Auftreten des Kosovo bei internationalen Verhandlungen und über das gemeinsame Management ihrer Grenze. Die Einigung sieht vor, dass der Kosovo künftig bei allen regionalen Konferenzen unter dem Namen „Kosovo“ auftreten sowie Abkommen selbst schließen kann (bisher war dafür die UN-Vertretung im Kosovo zuständig). Der Name Kosovo wird mit einem Sternchen versehen, welches auf eine Fußnote verweist: demnach ist mit diesem Namen keine Anerkennung der Unabhängigkeit verbunden. Zudem wird auf die UN-Sicherheitsratsresolution aus dem Jahr 1999 verwiesen, in der der Kosovo als Teil Serbiens anerkannt wird.
International wurde die Gründung der Republik Kosovo bis heute von insgesamt 117 UN-Mitgliedsstaaten offiziell anerkannt. Serbien, Russland, China und viele weitere nicht-westliche Staaten lehnen die Souveränität des Kosovo bis heute ab. Unter den nichtanerkennenden Staaten befinden sich viele Staaten, die im eigenen Land Unabhängigkeitsbestrebungen haben und diese durch eine Anerkennung des Kosovo nicht weiter befeuern wollen, zum Beispiel Spanien (Katalonien und Baskenland) und Moldawien (Transnistrien und Gagausien). Aber auch den anerkennenden Staaten werden politische Motive vorgeworfen.

### Außenbeziehungen

Anerkennung der Republik Kosovo durch EU-Staaten
erkennen die Republik Kosovo an
erkennen die Republik Kosovo nicht an

Die auswärtigen Beziehungen stehen bislang im Schatten des Streites um die diplomatische Anerkennung. Eine Reihe von Staaten, darunter Deutschland, Österreich und die Schweiz, haben seit Februar 2008 Botschaften in Pristina eröffnet. Die Nachbarländer Albanien, Montenegro und Nordmazedonien haben diplomatische Beziehungen zum Kosovo aufgenommen.
Bisher haben 22 der 27 Mitgliedstaaten der Europäischen Union den Kosovo als unabhängigen Staat anerkannt. Spanien, Griechenland, Zypern, Rumänien und die Slowakei erkennen den Kosovo nicht an. Die Europäische Kommission stuft den Kosovo – unter Hinweis auf die UN-Resolution 1244, die den endgültigen völkerrechtlichen Status offenlässt – als potenziellen EU-Beitrittskandidaten ein. Am 15. Dezember 2022 wurde der Beitrittsantrag überreicht.
Ein wichtiger Verbündeter sind die USA, die im Rahmen der KFOR eine größere Militärbasis, Camp Bondsteel, unterhalten. Russland als ständiges Mitglied des UN-Sicherheitsrates hat sich dagegen auf die Seite Serbiens gestellt, auch China verhält sich weiterhin ablehnend. Daher bleibt dem Kosovo der Weg in die Vereinten Nationen und viele andere internationale Organisationen bis auf weiteres versperrt. Eine Ausnahme ist der Internationale Währungsfonds, der dem Kosovo am 8. Mai 2009 eine Mitgliedschaft anbot.
Am 17. Oktober 2009 ratifizierten die Parlamente Mazedoniens und des Kosovo einen Staatsvertrag zur Festlegung der gemeinsamen Staatsgrenze. Dabei wird erstmals die Grenze zwischen den beiden benachbarten Staaten international verbindlich festgeschrieben.
Im März 2011 nahmen Vertreter des Kosovo und Serbien erstmals direkte Gespräche seit Februar 2008 auf, um technische und behördliche Fragen zu regeln. Die Vertreterin des Kosovo, Edita Tahiri (Stellvertretende Ministerpräsidentin), und der Vertreter Serbiens, Borko Stefanović (Stellvertretender Außenminister), trafen sich mehrfach mit ihren Delegationen unter EU-Vermittlung in Brüssel. Eine erste Einigung betraf den Bereich der Zivilstands-Register. Demnach wird Serbien Kopien aus seinem Zivilregister betreffend Geburten, Todesfälle und Heiraten dem Kosovo ausstellen. Im Vorfeld der Vergabe des von Serbien angestrebten EU-Beitrittskandidatenstatus einigten sich beide Seiten im Februar 2012 auf Regelungen zur Verwaltung der gemeinsamen Grenze sowie zur Reisefreiheit der Bürger. Außerdem gab es eine Vereinbarung zum Auftreten des Kosovo bei internationalen Konferenzen, was Serbien bis dahin boykottiert hatte. Danach tritt das Land nach außen unter der Bezeichnung Kosovo mit einer Fußnote auf, wonach einerseits die Verwendung des Namens Kosovo keine Aussage über den Rechtsstatus des Kosovo bedeutet, die andererseits aber auf das Urteil des Internationalen Gerichtshofes, in dem 2010 seine Unabhängigkeitserklärung als rechtmäßig anerkannt wurde, hinweist.
Zwischen dem Kosovo und Serbien bestanden seit der Unabhängigkeit 2008 gegenseitige Importverbote, diese wurden allerdings im September 2011 von beiden Seiten aufgehoben.
Israel und Kosovo vereinbarten am 1. Februar 2021 die Aufnahme diplomatischer Beziehungen. Mit der Übereinkunft erkennt ein weiteres Land mit mehrheitlich muslimischer Bevölkerung Israel an. Kosovo ist auch das erste europäische Land, das seine Botschaft in Israels Hauptstadt Jerusalem eröffnen will. Bisher haben nur die USA und Guatemala ihre diplomatischen Vertretungen von Tel Aviv nach Jerusalem verlegt. Der außenpolitische Sprecher der Europäischen Union, Peter Stano, drohte jedoch, der Kosovo würde durch die Botschaftsentscheidung seine Perspektive auf eine EU-Mitgliedschaft verspielen, was jedoch den Kosovo nicht davon abhält.

## Verwaltungsgliederung
Die Republik Kosovo kennt eine Ebene der Verwaltungsgliederung. Sie ist in 38 Gemeinden (albanisch komuna, serbisch општине opštine) unterteilt, welche Städte und Dörfer mit deren Umgebungen umfassen. Laut dem vom Parlament genehmigten Gesetz vom 20. Februar 2008 und dem vom Staatspräsidenten erlassenen Dekret vom 15. Juni 2008 ist der Staat in folgende Gemeinden unterteilt:

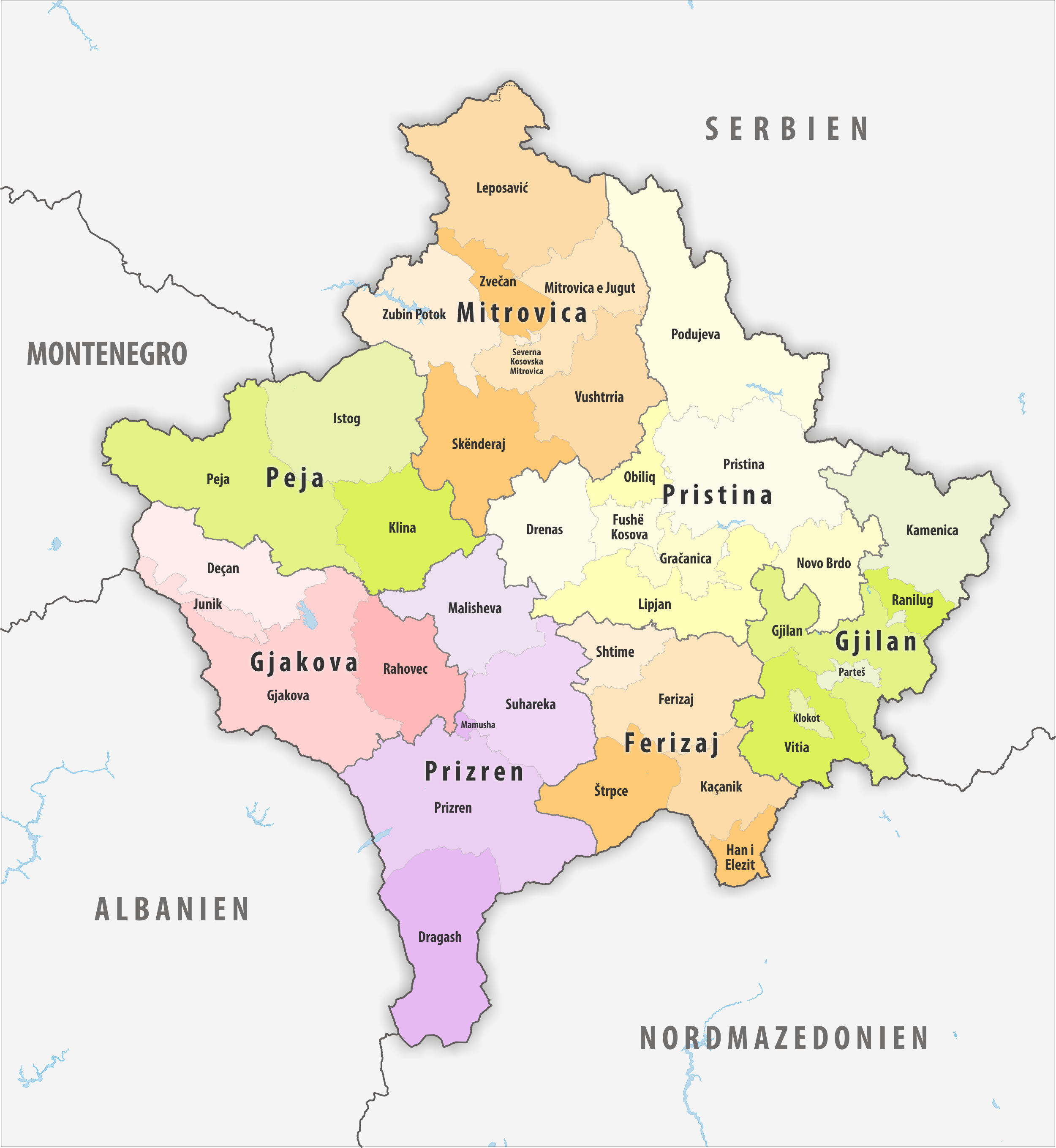
Politische Gliederung der Republik Kosovo

| Name der Gemeinde          | Amtssitz                   | Einwohner Gemeinde | Städtische Bevölkerung |
| -------------------------- | -------------------------- | ------------------ | ---------------------- |
| Deçan                      | Deçan                      | 40019              | 3803                   |
| Dragash                    | Dragash                    | 33917              | 1098                   |
| Drenas                     | Drenas                     | 58531              | 6143                   |
| Ferizaj                    | Ferizaj                    | 108610             | 42628                  |
| Fushë Kosova               | Fushë Kosova               | 34827              | 18515                  |
| Gjakova                    | Gjakova                    | 94556              | 40827                  |
| Gjilan                     | Gjilan                     | 90178              | 54239                  |
| Gračanica                  | Gračanica                  | 10675              | 0                      |
| Han i Elezit               | Han i Elezit               | 9403               | 0                      |
| Istog                      | Istog                      | 39289              | 5115                   |
| Junik                      | Junik                      | 6084               | 0                      |
| Kaçanik                    | Kaçanik                    | 33409              | 10393                  |
| Kamenica                   | Kamenica                   | 36085              | 7331                   |
| Klina                      | Klina                      | 38496              | 5908                   |
| Klokot                     | Klokot                     | 2556               | 0                      |
| Leposavić                  | Leposavić                  | keine Angaben      | keine Angaben          |
| Lipjan                     | Lipjan                     | 57605              | 6870                   |
| Malisheva                  | Malisheva                  | 54613              | 3395                   |
| Mamusha                    | Mamusha                    | 5507               | 0                      |
| Mitrovica e Jugut          | Mitrovica e Jugut          | 71909              | 46132                  |
| Novo Brdo                  | Bostan                     | 6729               | 0                      |
| Obiliq                     | Obiliq                     | 21549              | 6864                   |
| Parteš                     | Parteš                     | 1787               | 0                      |
| Peja                       | Peja                       | 96450              | 48962                  |
| Podujeva                   | Podujeva                   | 88499              | 23453                  |
| Pristina                   | Pristina                   | 198897             | 161751                 |
| Prizren                    | Prizren                    | 177781             | 94517                  |
| Rahovec                    | Rahovec                    | 56208              | 15892                  |
| Ranilug                    | Ranilug                    | 3866               | 0                      |
| Severna Kosovska Mitrovica | Severna Kosovska Mitrovica | keine Angaben      | keine Angaben          |
| Shtime                     | Shtime                     | 27324              | 7255                   |
| Skënderaj                  | Skënderaj                  | 50858              | 6612                   |
| Štrpce                     | Štrpce                     | 6949               | 1265                   |
| Suhareka                   | Suhareka                   | 59722              | 10422                  |
| Vitia                      | Vitia                      | 46987              | 4924                   |
| Vushtrria                  | Vushtrria                  | 69870              | 27272                  |
| Zubin Potok                | Zubin Potok                | keine Angaben      | keine Angaben          |
| Zvečan                     | Zvečan                     | keine Angaben      | keine Angaben          |

### Nordkosovo

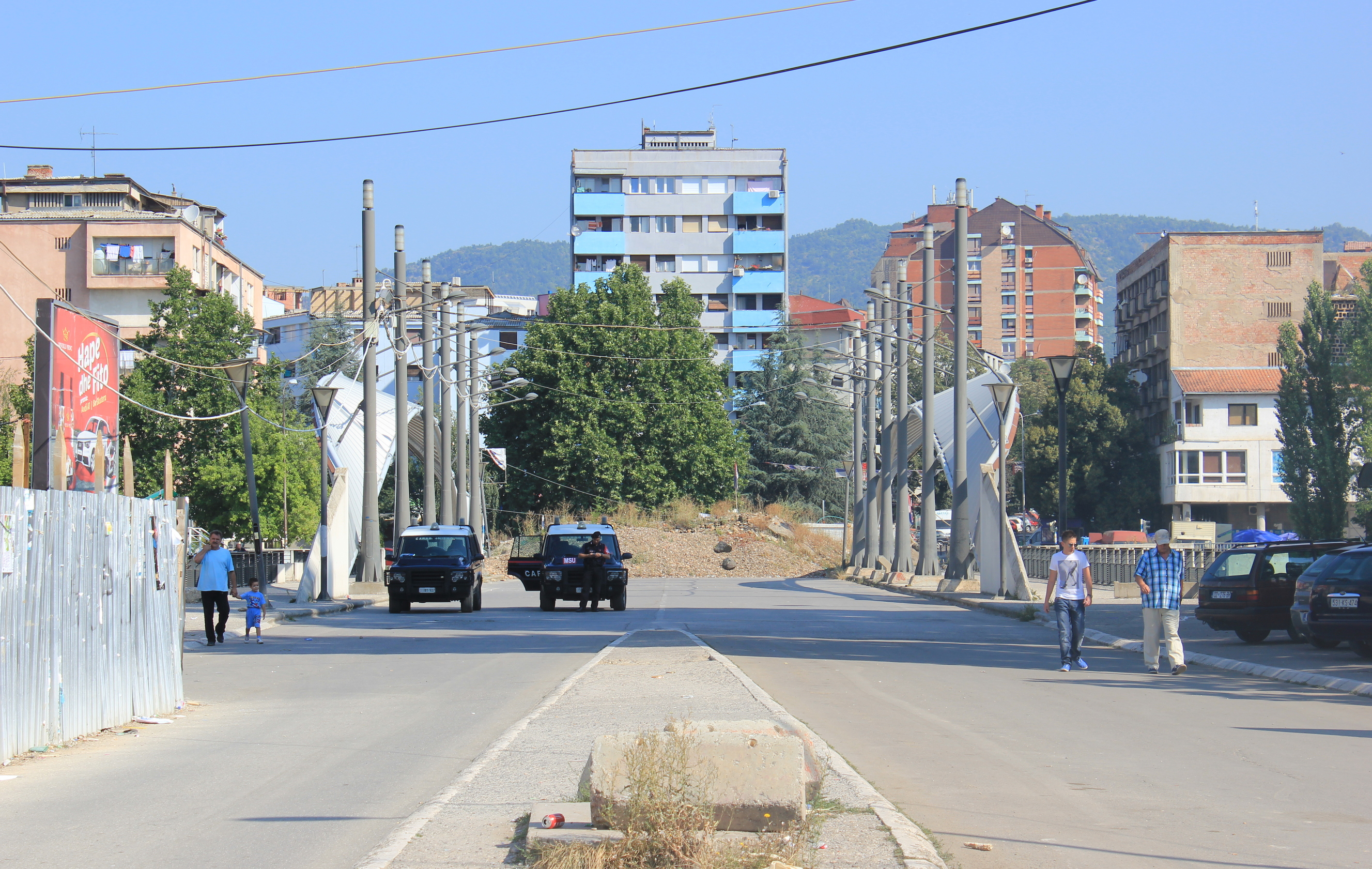
Die Brücke über den Ibar trennt den serbisch bewohnten vom albanischen Teil Mitrovicas und ist als Symbol für den heutigen Konflikt im Kosovo überregional bekannt.

Trotz verstärkter Bemühungen der kosovarischen Regierung, ihre Autorität in der überwiegend von Serben bewohnte Nordkosovo zu festigen, bleibt die Situation angespannt. Am 28. Juni 2008 begründeten serbische Politiker im Kosovo ein von Pristina unabhängiges Parlament der Gemeinschaft der Gemeinden der Autonomen Provinz Kosovo und Metochien, welches jedoch 2013 aufgelöst wurde.

### Größte Städte
Laut der letzten Volkszählung vom Juni 2011 sind die zehn größten Städte des Kosovo:
| Rang | Albanisch    | Serbisch-lateinisch | Serbisch-kyrillisch | Städtische Bevölkerung |
| ---- | ------------ | ------------------- | ------------------- | ---------------------- |
| 1.   | Prishtina    | Priština            | Приштина            | 161751                 |
| 2.   | Prizren      | Prizren             | Призрен             | 94517                  |
| 3.   | Gjilan       | Gnjilane            | Гњилане             | 54239                  |
| 4.   | Peja         | Peć                 | Пећ                 | 48962                  |
| 5.   | Mitrovica    | Kosovska Mitrovica  | Косовска Митровица  | 46132                  |
| 6.   | Ferizaj      | Uroševac            | Урошевац            | 42628                  |
| 7.   | Gjakova      | Đakovica            | Ђаковица            | 40827                  |
| 8.   | Vushtrria    | Vučitrn             | Вучитрн             | 27272                  |
| 9.   | Podujeva     | Podujevo            | Подујево            | 23453                  |
| 10.  | Fushë Kosova | Kosovo Polje        | Косово Поље         | 18515                  |

## Sicherheit

### Die Mission der Vereinten Nationen im Kosovo (UNMIK)

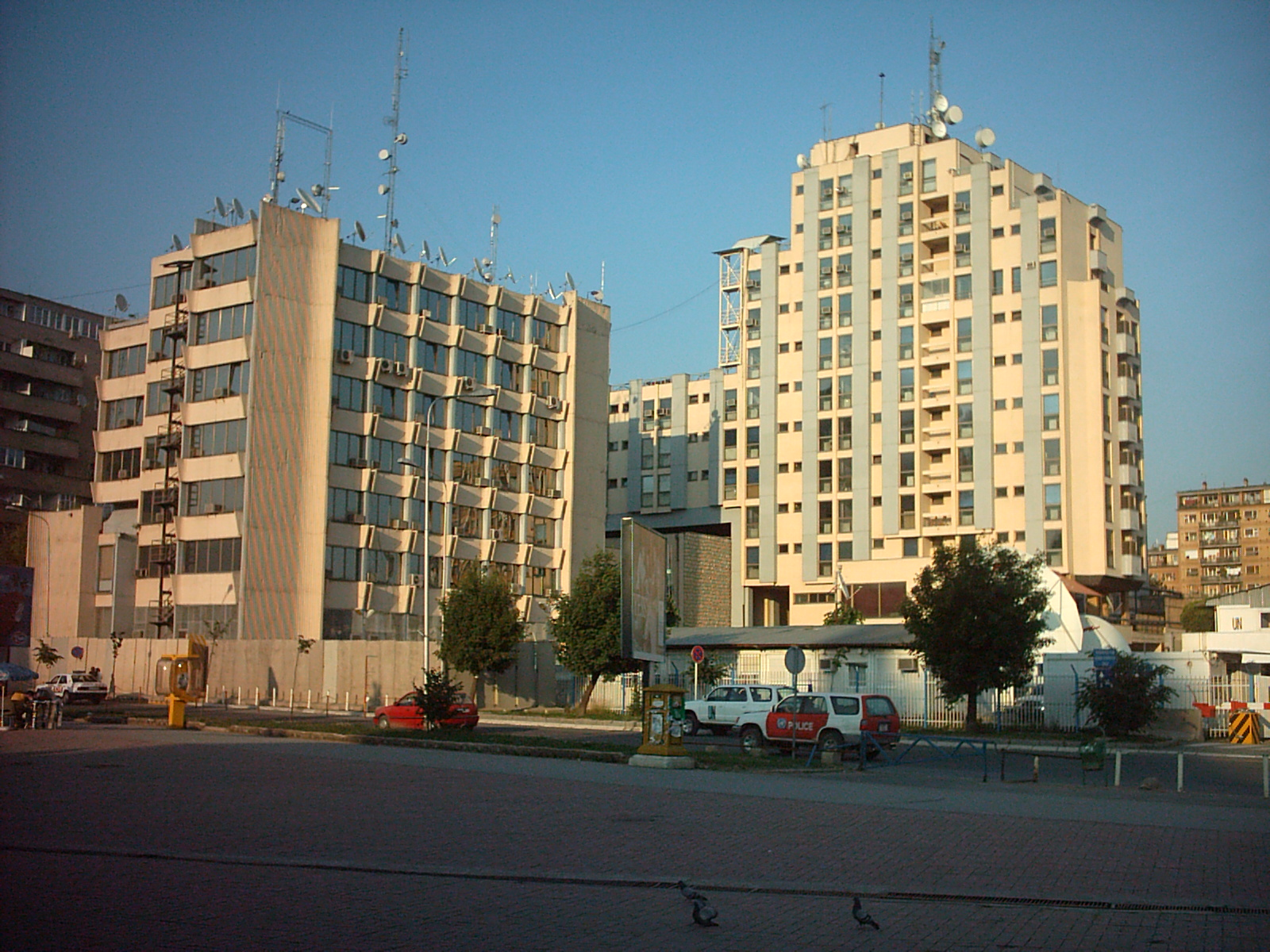
Hauptquartier der UNMIK in der Hauptstadt Pristina (2005)

Als Leiterin der UNMIK und Sonderbeauftragte des UN-Generalsekretärs fungiert seit 2021 die Libanesin Caroline Ziadeh.
Die UNMIK bestand aus vier Säulen, die von unterschiedlichen internationalen Organisationen gebildet wurden: Polizei und Justiz (UN), Selbstverwaltung (UN), Demokratisierung und Wiederaufbau der Institutionen (OSZE) sowie Wiederaufbau und wirtschaftliche Entwicklung (EU). Die von der EU getragene „Säule“ wurde zum 30. Juni 2008 geschlossen.
Wichtige Funktionen sind formal dem Leiter der UNMIK vorbehalten: Genehmigung des (von der lokalen Selbstverwaltung erstellten und verwalteten) Haushalts, Recht und Ordnung (Internationale UN-Polizei und lokale Kosovo-Polizei), Ernennung von Richtern, Schutz ethnischer Minderheiten, Außenbeziehungen wie der Abschluss von Verträgen mit anderen Staaten oder internationalen Organisationen, Verwaltung des Eigentums der Öffentlichen Hand, Zoll- und Geldpolitik.
Tatsächlich übertrug UNMIK im Zuge der laufenden Rekonfiguration wichtige Funktionen an die Behörden des Kosovo, was mit der veränderten Situation im Land begründet wurde. Abgegeben wurden insbesondere Polizeiaufgaben und die Organisation von Wahlen. Bis Ende 2008 verließ zudem ein Großteil der UNMIK-Mitarbeiter das Land. Obwohl die Mission nominell andauert, bestehen laut dem UN-Generalsekretär nur noch geringe Arbeitskontakte zwischen UNMIK und den kosovarischen Behörden. Ein UNMIK-Sprecher erklärte im Juni 2009, nach der Übertragung der meisten verbliebenen Funktionen an die EU-Rechtsstaatsmission (EULEX) sei UNMIK auf die politische Aufgabe konzentriert, den „Dialog zwischen den Gemeinschaften herzustellen“.

### Militär

Das Logo der FSK

Am 21. Januar 2009 wurden die Sicherheitskräfte des Kosovo (Forca e Sigurisë së Kosovës, FSK) gegründet. Sie haben eine Stärke von 2500 aktiven Soldaten und 800 Reservisten. Mit der gleichzeitig erfolgten Auflösung des Kosovo-Schutzkorps erfüllte die Regierung des Kosovo eine Verpflichtung aus dem Plan von UN-Unterhändler Martti Ahtisaari, der Grundlage der Verfassung der Republik Kosovo ist.
Im Kosovo sind zudem 4.511 Soldaten der NATO-Militärmission KFOR im Einsatz.

### Organisierte Kriminalität
Nach Angaben des US-amerikanischen Außenministeriums ist der Kosovo mit den angrenzenden Regionen eine der wichtigsten europäischen Drogentransitrouten für Heroin aus Afghanistan nach Westeuropa. Im Kosovo liegt dabei ein regionales Zentrum für den Drogenschmuggel auf der Balkanhalbinsel. Dabei war schon beim Aufbau der UCK in den 1990er Jahren eine Verbindung der Finanzierung aus dem Rauschgiftmilieu vordergründig. Insbesondere nahm der Drogenhandel in der unkontrollierbaren Situation nach dem Kosovokrieg stark zu. Bis zu 40 % des in Europa verkauften Heroins kam nach dem Krieg nach Angaben von Interpol aus dem Kosovo. Dabei wurden die Notwendigkeit einer Eindämmung der Ausmaße des Drogenhandels im Kosovo nach dem Bericht Carla Del Pontes für die europäische Kommission als Hauptproblemfeld in der weiteren europäischen Kosovo-Politik anerkannt, die auch im Rahmen der Mission Eulex eine wichtige Rolle einnimmt. Dennoch konnte die für die Grenzkontrollen zuständige Eulex mit den zurzeit vorhandenen Mitteln keine wirksame Zollüberwachung der administrativen Grenze durchführen, was unter anderem auf die Rechtlosigkeit in einzelnen Landesteilen sowie die Untätigkeit der einheimischen Justiz zurückzuführen ist.
Durch die Schwäche der Justizbehörden ist die ausgreifende organisierte Kriminalität nicht einzudämmen. Nach Angaben der UNMIK machte der Drogenhandel 2008 15–20 % der gesamten Wirtschaftsleistung des Landes aus. Dabei entspricht der tatsächliche Wirtschaftsumsatz der organisierten Kriminalität über ein Viertel des durch enorme internationale Geldverschiebungen künstlich hoch gehaltenen Bruttosozialprodukts, was in etwa auf 1,5 Mio. Euro pro Tag (550 Mio. Euro pro Jahr) hinausläuft. Insbesondere wurde dem Premier des Landes Ramush Haradinaj eine Verbindung zum Drogenhandel vorgeworfen, was in der in Clans getrennten sozialen Nachkriegsgesellschaft im Kosovo und den in Machtkämpfen verfeindeten Gruppierungen, die mittlerweile teils in mafiös organisierten Strukturen einbezogen sind, zur sozialen Unsicherheit der kosovarischen Bevölkerung beiträgt.
Da die bestimmenden Glieder der Regierung allgemein eine Nähe zur organisierten Kriminalität pflegen, bilden mafiöse Strukturen die Grundlage der Führungsbereiche in der politischen Landschaft. Nach Erkenntnissen des Bundesnachrichtendienstes (BND) betreiben die kosovarischen Spitzenpolitiker Thaçi, Halili und Haradinaj eng verflochtene Netzwerke organisierter Kriminalität, die Politik und Wirtschaft tief durchdringen. So konnte erst auf Druck der EU ein Antikorruptionsgesetz zur Bekämpfung der Geldwäsche verabschiedet werden. Als Ergebnis der sozialen Transformationsprozesse und der politischen Umgestaltung seit dem Kosovokrieg, sowie mit der Tolerierung der Machtstrukturen durch die internationale Gemeinschaft hat sich damit eine „‚Gangsterbandenkultur‘, die den restlichen Teil der Gesellschaft in Geiselhaft hält“, durchsetzen können.
Auf die Verbindung der Organisierten Kriminalität zu den Staatsstrukturen deuteten auch die Vorkommnisse in der sogenannten BND-Affäre hin, in deren Folge ein hochrangiger BND-Mitarbeiter vom Kosovo als einem Land, in dem „organisierte Kriminalität die Staatsform ist […]“, sprach. Durch diese Etablierung der organisierten Kriminalität im politischen Umfeld im Kosovo, die in den Bereichen Drogenschmuggel, Menschenhandel und Geldwäsche führende Akteure der mafiösen Organisationen in Europa stellen – mittlerweile stammen bis zu 80 Prozent des nach Westeuropa geschmuggelten Heroins aus dem Kosovo –, ist diese Gruppierung eine ernstzunehmende Bedrohung für die EU. Eine im Auftrage des deutschen Verteidigungsministeriums gemachte vertrauliche Studie zur Sicherheitsthematik im westlichen Balkan beim Berliner Institut für Europäische Politik kritisierte dabei die den europäischen Bemühungen kontraproduktiv gegenüberstehenden Methoden der US-Amerikaner, die in Einzelfällen hochrangige Kriminelle unter Schutz stellten, sowie die Ermittlungsbemühungen europäischer Justizorgane behinderten.
Nach älteren Angaben der UNMIK betrieben organisierte kriminelle Albanergruppen daneben 104 Bordelle im Kosovo, in denen Zwangsprostitution, Frauenhandel, Geldwäsche und Menschenschleusung Problemfelder der organisierten Kriminalität und deren Verflechtung mit den internationalen Organisationen vor Ort stellen.
Auch wurden unter anderem in einem Bericht des Europarats von Ende 2010 und Anfang 2011 schwere Anschuldigungen des Organraubs im Kosovo in Verbindung mit Menschenhandel, Mord und anderen schweren Verbrechen für den Zeitraum von 1999 bis 2000 erhoben, in die führende Politiker wie Hashim Thaçi involviert seien und die von der internationalen Gemeinschaft nicht geahndet worden sein sollen. Während diese Vorwürfe seit 2011 von der EULEX Kosovo überprüft werden, wurde für den Organhandel im Fall der Medicus-Klinik in Pristina aus dem Jahr 2008 bereits ein Gerichtsurteil gefällt, das mehrere Angeklagte für schuldig befand.
Anfang 2013 rief der Europarat die Behörden des Kosovo sowie die Missionen von EU und UN für das Land, EULEX und UNMIK, dazu auf, endlich der „Kultur der Straflosigkeit, oft gefördert durch Mitglieder der Regierung“ Einhalt zu gebieten. Auch der Europäische Rechnungshof hat zuletzt Mitte 2012 die Arbeit der EULEX als „nicht effizient genug“ gerügt und festgestellt, dass den Maßnahmen der EU im Kosovo zur Bekämpfung der Korruption und der organisierten Kriminalität bisher wenig Erfolg beschieden war.

## Wirtschaft

### Entwicklung
Innerhalb Jugoslawiens war der Kosovo die ärmste Region. Ursache dafür war – neben der allgemeinen Rückständigkeit der Region – auch eine verfehlte Wirtschafts- und Strukturpolitik der Ära Tito: im Kosovo wurde überwiegend rohstofferzeugende und wenig weiterverarbeitende Industrie angesiedelt. Zwar wurde der Kosovo von anderen jugoslawischen Republiken subventioniert, trotzdem lagen die Investitionen in den sechziger und siebziger Jahren bei etwa 50 % des jugoslawischen Durchschnitts. Die Subventionen gingen darüber hinaus zu einem guten Teil in den nichtproduktiven Bereich. Das Bruttosozialprodukt pro Kopf sank so von 44 % des jugoslawischen Durchschnitts im Jahr 1952 auf 27 % im Jahr 1988.
1989 lag das monatliche Durchschnittseinkommen im Kosovo bei 454 Dinar (Slowenien: 1180; Kroatien: 823; Zentralserbien: 784). In den frühen 1990er Jahren wurde die wirtschaftliche Produktivität des Kosovo noch einmal halbiert. Gründe waren der Zerfall des früheren Wirtschaftsraumes Jugoslawien im Gefolge der Bürgerkriege, internationale Sanktionen und mangelnder Zugang zu auswärtigen Märkten und Finanzen. Durch den serbisch-albanischen Konflikt kam es 1998/99 noch einmal zu einem Rückgang von 20 % – auf einem ohnehin schon sehr niedrigen Niveau.
Nach dem Kosovokrieg wurden rund zwei Milliarden Euro Hilfsgelder zur Verfügung gestellt. Wiederaufgebaut oder hergestellt wurden bisher 50.000 Häuser, 1400 Kilometer Straßen sowie Krankenhäuser und Schulen. Dies führte zu einem kurzfristigen Nachkriegsaufschwung in den Branchen Bau, Handel und Öffentliche Verwaltung. Auf einer internationalen Geberkonferenz in Brüssel im Juli 2008 sagten die beteiligten Länder bzw. Organisationen dem Kosovo weitere Hilfen von insgesamt 1,2 Milliarden Euro bis 2011 zu. Davon sollen etwa 500 Millionen Euro von der Europäischen Union kommen, die Vereinigten Staaten wollen etwa 400 Millionen Dollar beisteuern. Die Vergabe der Mittel wurde an weitreichende Bedingungen zu deren Verwendung, so zum Beispiel auch für die serbische Minderheit, geknüpft.
Wirtschaftlich leidet das Land immer noch stark unter den Folgen des Kosovokriegs: Der Kosovo ist das zweitärmste Land Europas.

### Struktur
| Jahr        | Rate   |
| ----------- | ------ |
| August 2009 | −3 %   |
| 2008        | 9,4 %  |
| 2007        | 4,3 %  |
| 2005        | −0,5 % |
| 2004        | 1,5 %  |
| 2003        | 1,1 %  |
| 2002        | 3,6 %  |

Die Wirtschaft stützt sich zum einen auf kleinbäuerliche Familienbetriebe sowie Privatunternehmen im Handels- und Bausektor, die meist nach dem Krieg gegründet wurden und teilweise aus Fonds der EU gefördert werden, jedoch oft unterkapitalisiert sind. Die Finanztransfers aus dem Ausland gingen seit 2003 erheblich zurück. Daneben gab es im Jahre 2005 18 Agrarkombinate, 124 staatliche Unternehmen und 150 genossenschaftliche Betriebe. Diese Unternehmen befinden sich in gesellschaftlichem Eigentum („socially owned“), eine Sonderform des Eigentums im jugoslawischen Selbstverwaltungssozialismus, die nicht mit dem Staatseigentum in den anderen sozialistischen Ländern identisch ist. Diese Betriebe werden seit dem Jahr 2002 von der Kosovo-Treuhandanstalt (KTA/AKM) verwaltet, die der UNMIK untersteht.
Die Bruttowertschöpfung pro Kopf betrug auf dem Tiefpunkt der wirtschaftlichen Entwicklung 2000 508 US-Dollar, im Jahre 2012 2424 US-Dollar. Die Wachstumsraten sind im regionalen Vergleich hoch, schwanken aber sehr stark. Die monatelange Regierungsbildung, Probleme bei der Stromversorgung, rückläufige öffentliche und ausländische Investitionen und das steigende Handelsdefizit haben 2014 zu einem spürbaren Rückgang des Wachstums auf etwa 2,5 Prozent geführt. Das Bruttoinlandprodukt betrug 2012 1,814 Mrd. US-Dollar.

### Außenhandel
Der Außenhandel des Kosovo ist seit 1990 permanent defizitär. Derzeit wird dreimal so viel importiert wie exportiert. 2012 standen Exporten von 1,2 Mrd. US-Dollar Importe von 3,6 Mrd. gegenüber. Exportiert werden Eisen, Stahl, Erze und Textilien, importiert werden Brennstoffe, Mineralölprodukte, Synthetikgarne, Kraftfahrzeuge (Gebrauchtwagen mit Dieselmotor) und Maschinen. Hauptabnehmerländer sind Italien, Albanien, Nordmazedonien und China, wichtigste Importeure Serbien, Deutschland und die Türkei.

### Industrie
Der industrielle Sektor wird von den Bereichen Bergbau, Chemie, Elektro, Textil, Baustoffe und Holz geprägt. Im Bergbau (Bodenschätze des Kosovo) werden Erz, Kohle, Blei und Zink gefördert. Insgesamt ist der industrielle Sektor eher schwach. Der Industriesektor ist mit 22,6 % am BIP beteiligt.

### Landwirtschaft

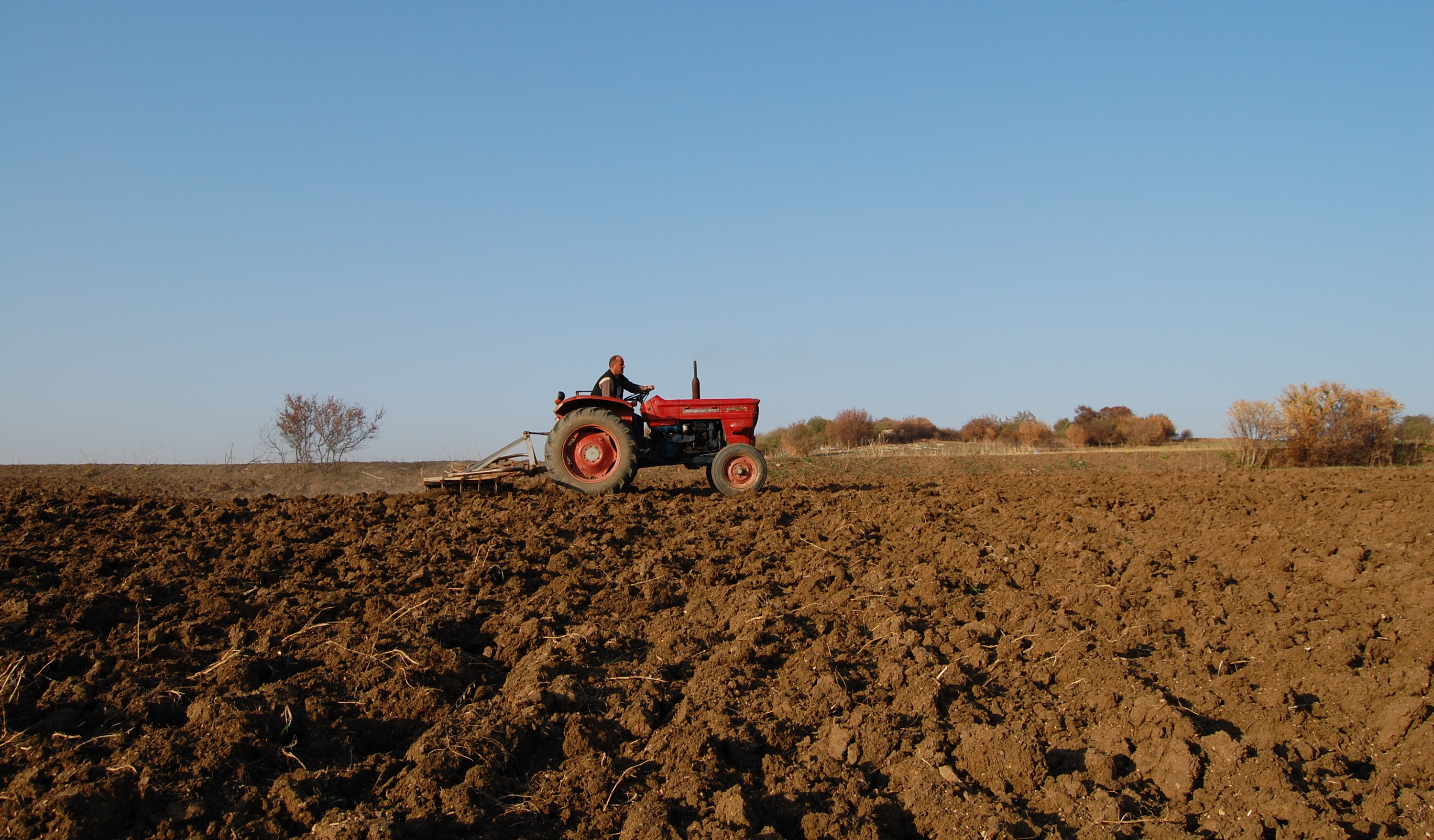
Die Mehrheit der Erwerbstätigen arbeitet in der Landwirtschaft.

Angebaut werden Getreide (Weizen, Mais), Sonnenblumen, Beeren, Raps, Zuckerrüben und Trauben. Obwohl ein Großteil der Bevölkerung in diesem Sektor arbeitet, erwirtschaftet er nur 12,9 % des gesamten Bruttoinlandsprodukts.
Alte Haustierrassen

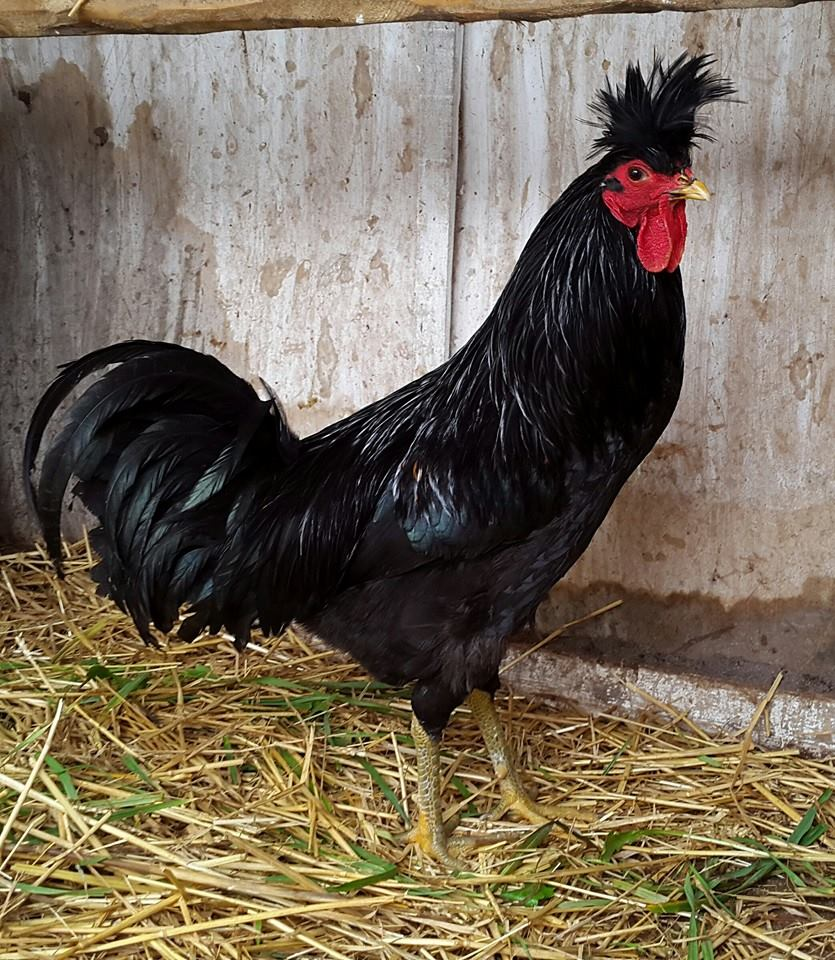
Kosovokräher (Hahn)

Unter den alten Haustierrassen des Kosovo ist die bekannteste der Kosovokräher, der in den letzten Jahren auch außerhalb des Ursprunglandes zunehmende Beliebtheit wegen seines außergewöhnlichen Krährufes genießt.

### Dienstleistungen
Mit 64,5 % Anteil am Bruttoinlandsprodukt (2009) ist es der größte Sektor in der Wirtschaft.

### Währung
Offizielle Währung ist der Euro. Der Kosovo ist jedoch kein Mitglied der Europäischen Währungsunion. Die früher bereits als Zweitwährung etablierte D-Mark wurde 1999 von der UNO-Verwaltung als Währung eingeführt und später vom Euro abgelöst. In serbischen Enklaven kann auch mit serbischen Dinar bezahlt werden.

### Probleme

#### Außenhandelsdefizit
Das chronische Außenhandelsdefizit nimmt zu und betrug 2012 2,4 Mrd. US-Dollar, also fast 45 Prozent des Bruttoinlandprodukts. Es werden relativ niedrigwertige Produkte ausgeführt.

#### Abhängigkeit von Auslandskapitalzuflüssen
Die Wirtschaft hängt in außerordentlich hohem Maß von Finanzzuflüssen von außen ab (Hilfsgelder, Kapitaltransfers von Emigranten). Nach Angaben des Finanzministeriums von Kosovo sind die Überweisungen durch Gastarbeiter aus dem Ausland höher als die im Kosovo erwirtschafteten Werte. Da die Hilfsgelder zurückgehen und der Zutritt zum EU-Arbeitsmarkt auch für Kosovaren erschwert wird, birgt diese ohnehin ungesunde Struktur erhebliche Risiken. Ausländische Direktinvestitionen sind angesichts ungewisser politischer Zukunft und problematischer Gesetzgebung bei der Privatisierung noch verschwindend gering.

#### Arbeitslosigkeit
Jährlich kommen weitere 36.000 junge Leute neu auf den Arbeitsmarkt; auch in 20 Jahren werden es aufgrund der heutigen Geburtenrate noch etwa 30.000 pro Jahr sein.
Die Arbeitslosigkeit war eine Zeit lang auf hohem Niveau leicht gesunken (2001: 57,1 %, 2002: 55 %, 2003: 49,7 %). Im Jahr 2008 lag die Arbeitslosigkeit zwischen 42 und 43 %. Die Altersgruppe zwischen 16 und 24 Jahren ist dabei zu 60 % betroffen. Nach der Finanzkrise stieg sie wieder an. Die USAID gibt die Arbeitslosenquote 2014 mit 45 %, die Jugendarbeitslosigkeit mit 70 % an. Ende 2014 waren etwa 280.000 Menschen arbeitslos. Laut dem Statistikinstitut des Kosovo (ASK) lag die Arbeitslosigkeit im Jahre 2016 bei 27,5 %. Davon waren 32,2 % Frauen und 26 % Männer betroffen. Der kosovarische Staatssender RTK berichtete im Juli 2017, dass die Arbeitslosigkeit wieder auf 30,5 % angestiegen ist. Die Zahlenwerte für die Jugendarbeitslosigkeit (Jugendliche unter 25 Jahren) blieben im letzten Quartal des Jahres 2017 bei 52,7 %. Laut der Schweizerischen Botschaft im Kosovo verfügen 70 % derjenigen, welche eine Arbeit haben, nur über einen befristeten Arbeitsvertrag. Ethnische Minderheiten, insbesondere die Roma, Ashkali oder Ägypter, sowie Frauen allgemein und Jugendliche ohne familiäre Beziehungen zu Firmen oder Verwaltung, haben es besonders schwer, auf den Arbeitsmarkt zu gelangen.
| Jahr | Arbeitslosigkeit in Prozent |
| ---- | --------------------------- |
| 2001 | 57.1 %                      |
| 2002 | 55.0 %                      |
| 2003 | 49.7 %                      |
| 2008 | 42.5 %                      |
| 2014 | 45.0 %                      |
| 2016 | 27.5 %                      |
| 2017 | 30.5 %                      |
| 2018 | 33.5 %                      |
| 2019 | 25.7 %                      |
| 2022 | 11.8 %                      |
| 2023 | 11.5 %                      |

In der Vergangenheit wurde versucht, das Zusammentreffen von chronischer Unterbeschäftigung und sehr schnellem Bevölkerungswachstum durch Arbeitsemigration vor allem in die Schweiz und nach Deutschland zu lösen. Die ungeregelte Migration nach Deutschland, Österreich usw. hat sich seit Herbst 2014 beschleunigt. Es ist nicht absehbar, dass das Wirtschaftswachstum und Direktinvestitionen aus dem Ausland ausreichen werden, um das Beschäftigungs- und Armutsproblem zu lösen.

#### Wirkungen der internationalen Intervention
Etwa vier Milliarden Euro hat die Staatengemeinschaft seit dem Kriegsende 1999 bis 2011 investiert, dennoch gibt es kaum Industrie, selbst landwirtschaftliche Produkte werden aus China importiert. Misswirtschaft, Korruption und Überreglementierung vonseiten der EU und den USA werden als Ursachen gesehen. Eine Steuerverwaltung befindet sich erst im Aufbau. Im Januar 2012 wurden z. B. ganze 1,2 Millionen US-Dollar an Steuern eingezogen. Das entspricht im Jahr ca. 14 Millionen US-Dollar, also etwa 78 US-Dollar pro Einwohner – einschließlich der Unternehmenssteuern. In den letzten Jahren verbesserte Ratings des Gründungs- und Geschäftsklimas durch Weltbank und andere Einrichtungen beziehen sich vor allem auf die Möglichkeit internationaler Investoren, schnell und unbürokratisch Export-Import-Unternehmen aus dem Ausland anzumelden. Einheimische Gründungen leiden unter geringem Wachstumspotenzial und Korruption.

#### Soziale Ungleichheit

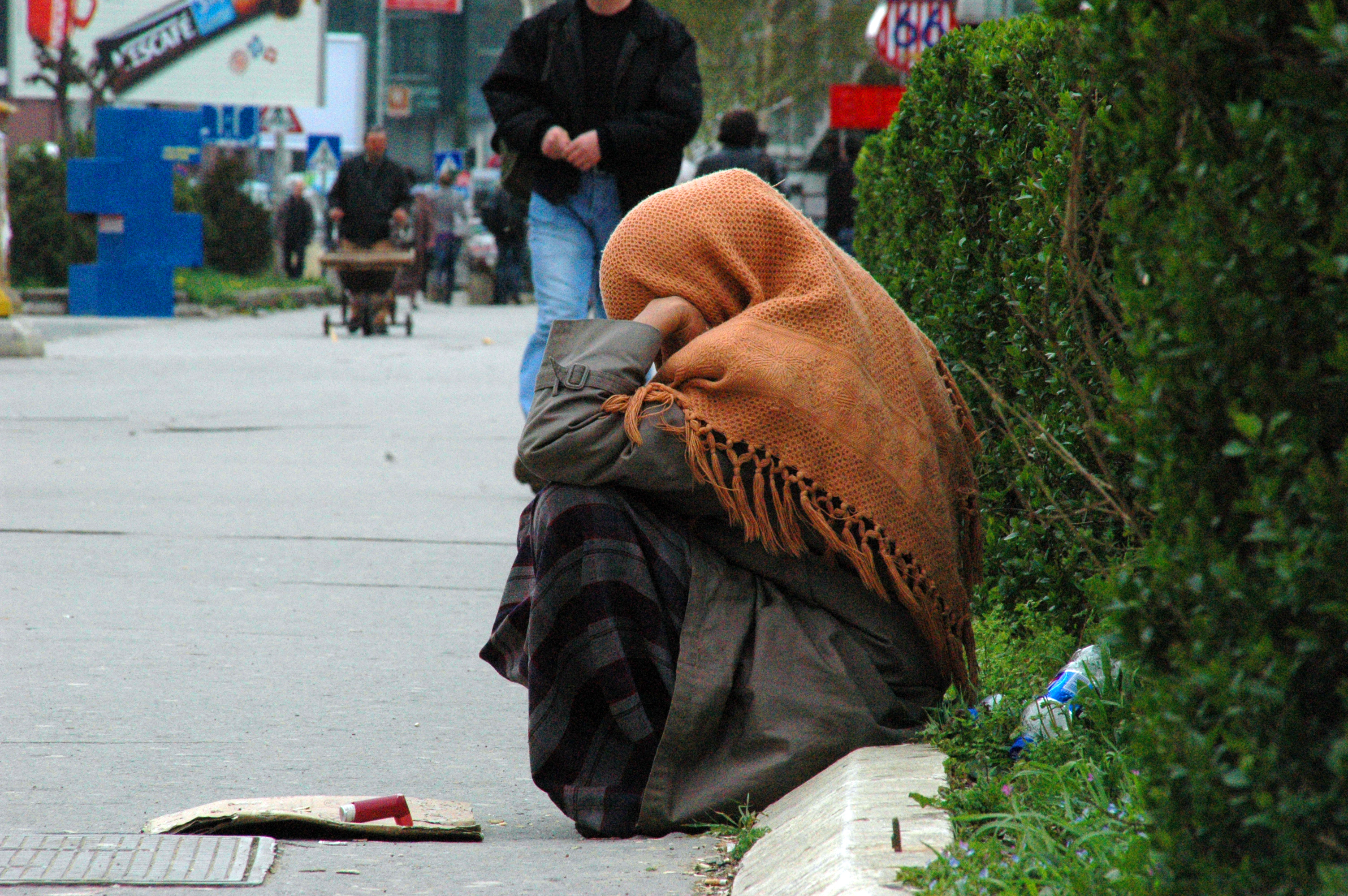
Bettlerin in Pristina. Rund ein Drittel der Bevölkerung des Kosovo muss am Tag mit weniger als 1,37 € auskommen.

Nach Angaben der Weltbank aus dem Jahr 2009 leben 34 % der Bevölkerung unterhalb der Armutsgrenze (Einkommen unter 1,37 Euro pro Tag und Erwachsener) und 12 % sogar unterhalb der Grenze extremer Armut (Einkommen unter 0,93 Euro pro Tag und Erwachsener).
Betroffen sind vor allem Alte, Behinderte, Bewohner kleiner oder abgelegener Städte und Gemeinden sowie die Angehörigen der nichtserbischen Minderheiten wie Roma oder Goranen. Die Armut im Kosovo wirkt sich auch auf andere Bereiche aus: Erziehung und Bildung sind unterfinanziert, an den Schulen wird in drei bis vier Schichten unterrichtet. Die Gesundheitsdaten der Bewohner gehören zu den schlechtesten in Südosteuropa.

### Perspektiven
Ökonomische Zukunftschancen sehen die Experten der Weltbank vor allem in den Bereichen Energie und Bergbau. An Bodenschätzen (Bodenschätze des Kosovo) sind Braunkohle, Blei, Zink, Nickel, Uran, Silber, Gold, Kupfer oder Magnesit vorhanden. Auch die Landwirtschaft gilt bei der Weltbank als möglicher Wachstumssektor.
Die EU-Experten empfehlen eine Strukturreform der Landwirtschaft mit deutlichen Produktivitätssteigerungen und den Aufbau einer heimischen Industrie zunächst in den Branchen Lebensmittel, Kleidung, Möbel und einfacher Maschinenbau. Im Tourismus im Kosovo wird ebenfalls viel Wachstumspotential gesehen.
Als Haupthindernisse gelten schlechte Infrastruktur, Mangel an einschlägig ausgebildeten Fachkräften, unsichere politische Gesamtlage, mangelhafte oder fehlende Wirtschaftsreformen seitens der lokalen Selbstverwaltung.
Am 11. März 2022 wurde der erste Windpark im Kosovo eingeweiht. 27 Windkraftanlagen vom Typ GE 3.8 – 137 (Nabenhöhe 110 Meter) haben eine Leistung von 102,6 MW. Sie stehen rund 40 Kilometer nördlich von Pristina in den südlichen Ausläufern des Kopaonik-Gebirges in etwa 1800 m Höhe an der Grenze zwischen dem Kosovo und Serbien. Sie erzeugen 10 % des Strombedarfs des Kosovo.

## Infrastruktur

### Energie

#### Kohlekraftwerke
Bisher werden 97 Prozent des Stroms des Kosovo mit den beiden Kraftwerke Kosova A und Kosova B in Obiliq erzeugt. 

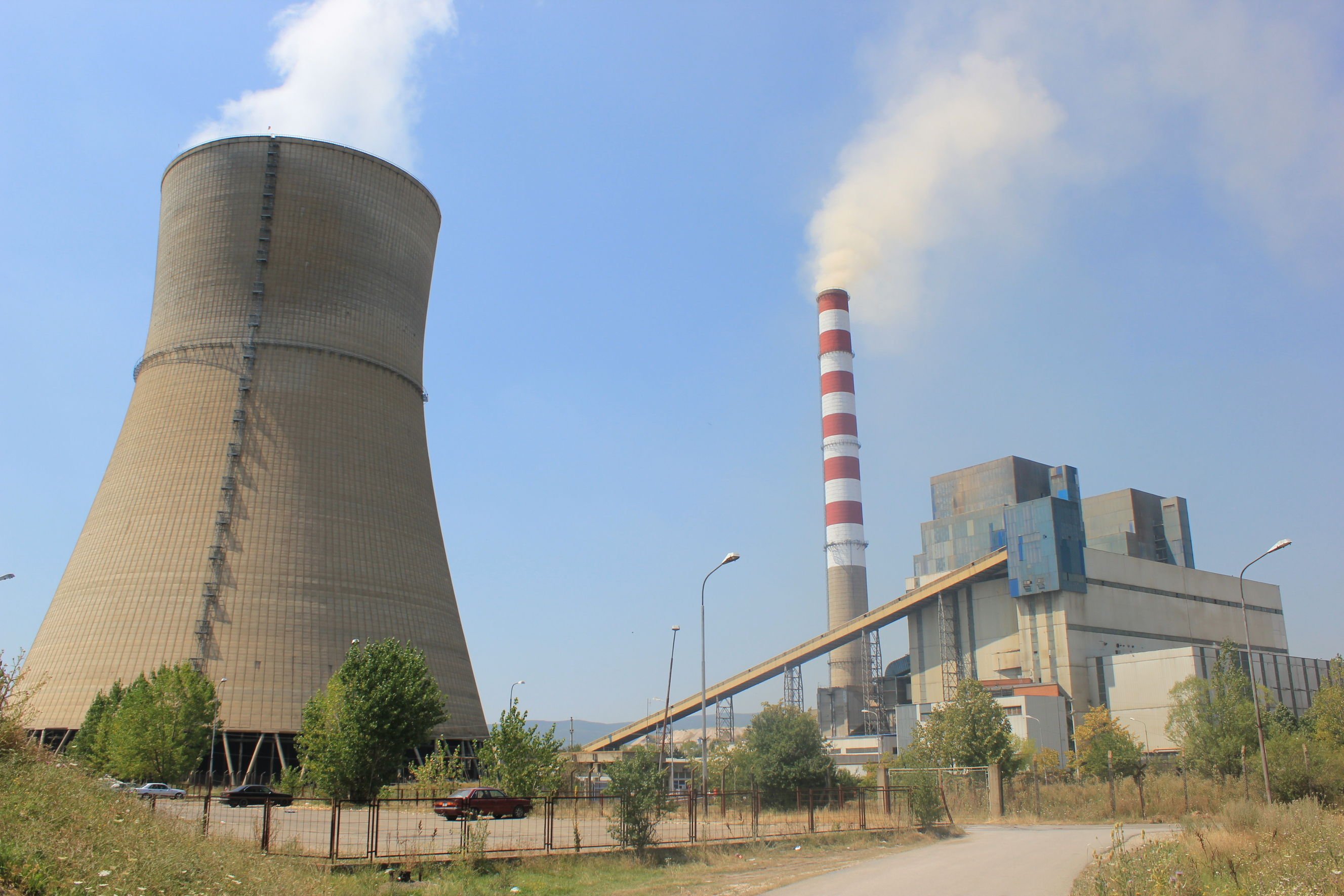
Braunkohlekraftwerk Kosova B bei Pristina

Mit Stand vom Februar 2006 teilten die Elektrizitätswerke des Kosovo (alban. Korporata Energjetike e Kosovës, KEK) das Land in drei Zuverlässigkeitskategorien ein, die von der Zahlungsmoral der Kunden abhängig sind. Regionen, in denen die Zahlungsmoral der Stromkunden hoch (Kategorie A) ist, erhalten den ganzen Tag durch Strom. Regionen mit mittelmäßiger Zahlungsmoral erhalten jeweils für fünf Stunden Strom (Kategorie B), danach folgt eine einstündige Unterbrechung. Regionen mit der niedrigsten Zahlungsmoral (Kategorie C) erhalten keine Stromversorgungsgarantie, es wird aber angestrebt, die Versorgung aufrechtzuerhalten im Rhythmus „zwei Stunden angeschaltet, vier Stunden abgeschaltet“. 2007 entstand der KEK durch Diebstahl und unbezahlte Stromrechnungen ein Verlust von 99 Millionen Euro.
Im sehr kalten Januar 2006 war es zu empfindlichen Engpässen gekommen – die Nachfrage lag in der Spitze bei 1300 Megawatt, bei einer Eigenproduktion von 580 MW. Es gelang nicht, die Lücke durch Importe zu schließen. Daher wurde zeitweise Kategorie A im Rhythmus 4:2 (vier Stunden an-, zwei Stunden abgeschaltet), Kategorie B im Rhythmus 3:3 und Kategorie C im Rhythmus 2:4 versorgt.
Westlich von Prizren sollte noch im Jahr 2011 mit dem Bau des Wasserkraftwerks Zhur begonnen werden, welches das größte des Landes werden, über eine Kapazität von 305 MW verfügen und jährlich 400 Gigawattstunden Strom produzieren sollte. Das Wasser hierfür würde über Druckleitungen aus zu errichtenden Speicherbecken in der Region von Dragash zugeführt. 2012 wurde das Projekt jedoch endgültig verworfen. Zum einen wurde kein Investor für das 500 Millionen Euro teure Projekt gefunden und zum anderen hätte das Kraftwerk nur 30 Tage im Jahr Strom produzieren können, da es nur über während des Jahres gespeiste Reservoirs gelaufen wäre.

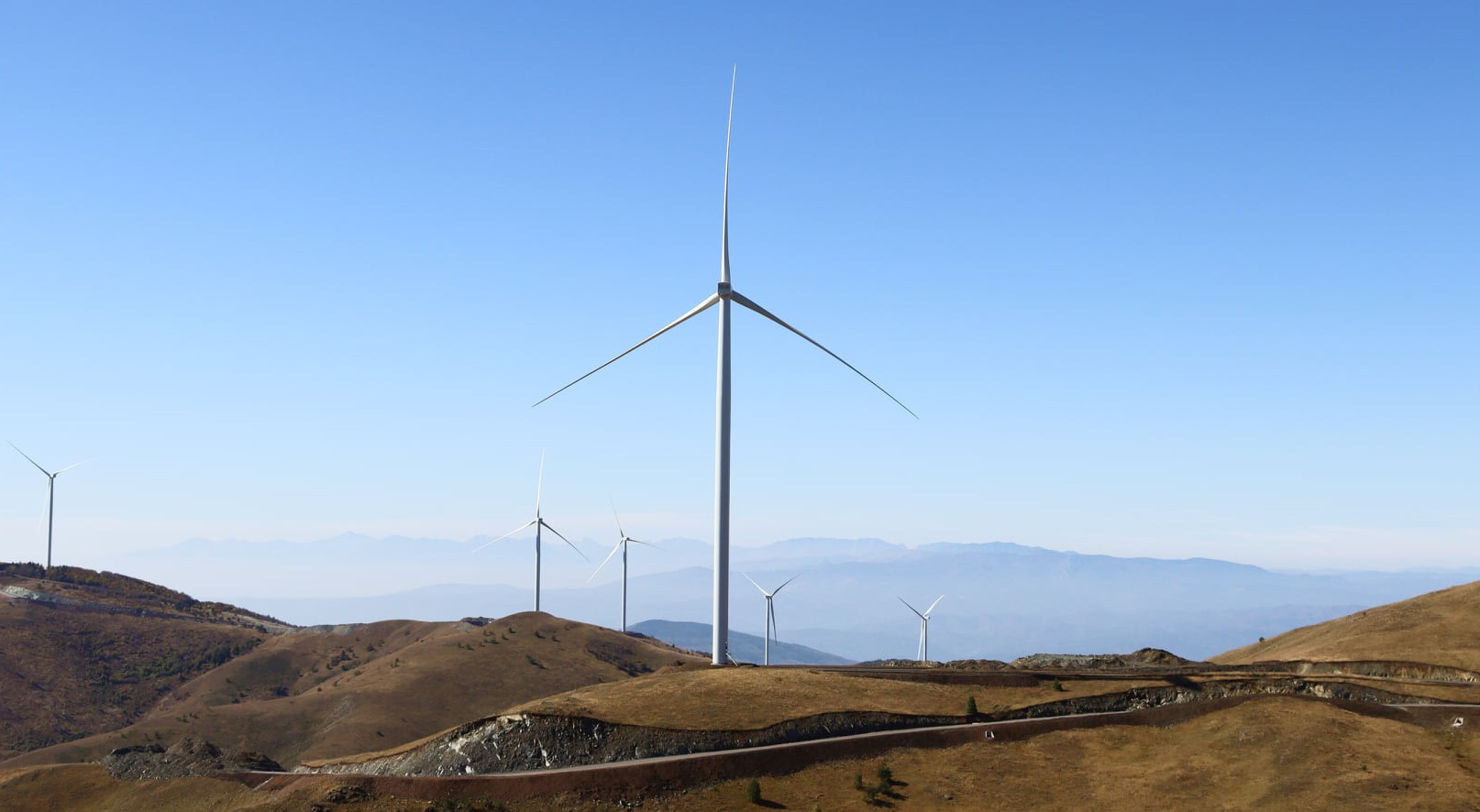
Der Bajgora-Windpark, der größte Windpark im Kosovo

#### Windenergie
Derzeit gibt es zwei fertiggestellte Windparks mit einer Gesamtleistung von 135 MW.
Der Windpark Kitka, Gemeinde Kamenica, wurde im Oktober 2018 eröffnet und ist somit das erste Windkraftwerk im Kosovo. Neun 3,6 MW Turbinen sorgen für eine Leistung von 32,4 MW.
Der im Jahr 2021 fertiggestellte Windpark in Bajgora ist der bisher größte im Kosovo. Der Windpark besteht aus 27 Turbinen und erzeugt 102,6 MW.

#### Wasserkraft
Im Kosovo gibt es vier Wasserkraftwerke die von dem österreichischen Konzern Kelag geführt werden.
- Kraftwerk Decan mit einer Erzeugungskapazität von 9,8 MW
- Kraftwerk Lumbardhi mit 8,2 MW
- Kraftwerk Lumbardhi II mit 6,2 MW
- Kraftwerk Belaje mit 8,2 MW

#### Solarenergie

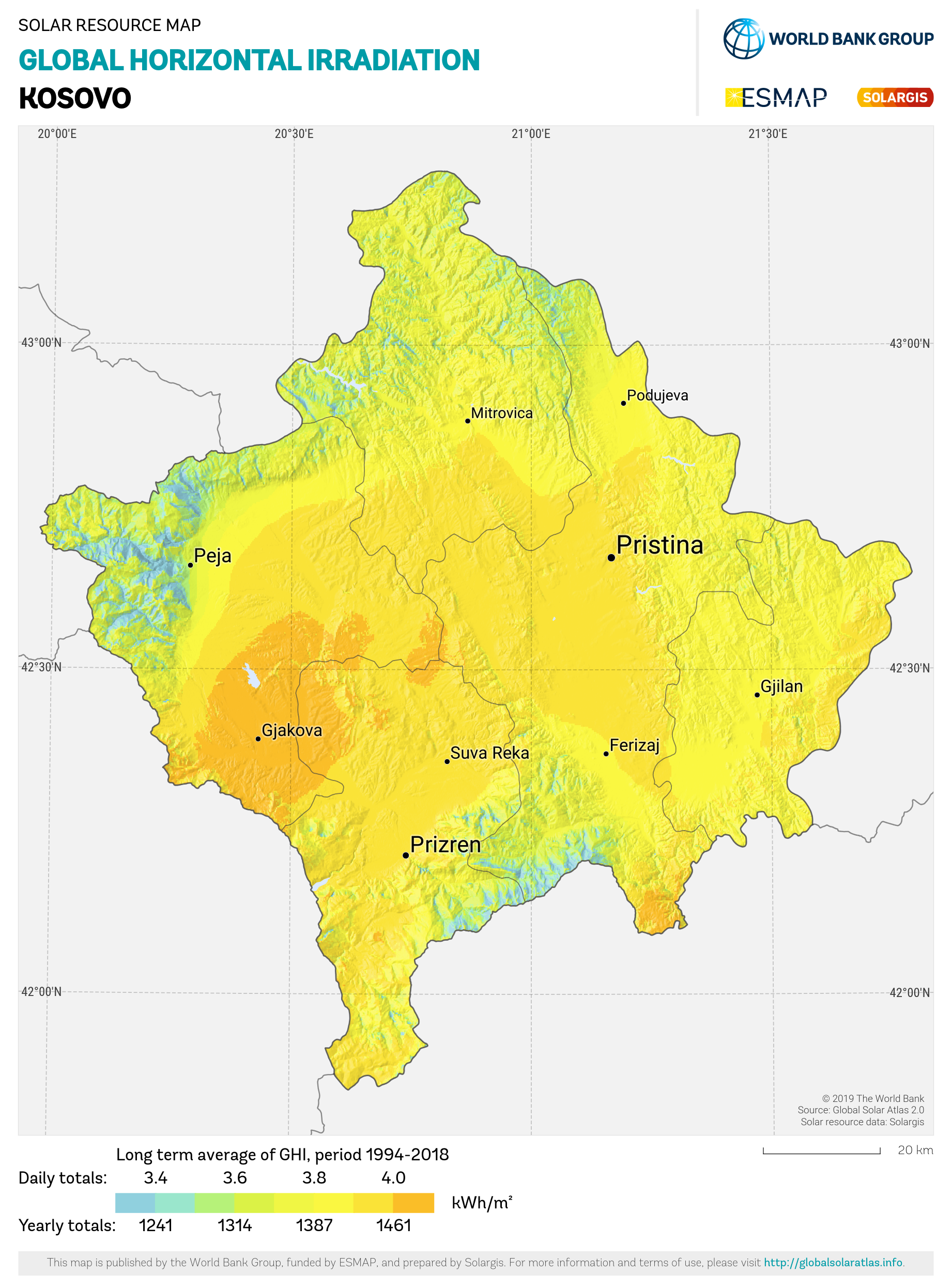
Solarpotenzial des Kosovo

Die Region mit dem höchsten solaren Potenzial, gemessen an der globalen horizontalen Einstrahlung, ist der südöstliche Teil des Kosovo um die Stadt Gjakova. Auf den Dächern einiger Gebäude wird bereits Solarstrom eingesetzt. JAHA SOLAR, eine Tochtergesellschaft der größeren JAHA-Gruppe, wurde 2016 gegründet und ist der erste Produzent von Solarmodulen auf dem Westbalkan.
Ende Dezember 2022 war der Kosovo das erste Land des westlichen Balkans, das Solarenergie für Fernwärme nutzte. Der kosovarische Minister für Finanzen, Arbeit und Transfers, Hekuran Murati, sagte, das Projekt werde den Zugang zum Zentralheizungssystem für etwa 38.000 Bürger sicherstellen.

### Verkehr

#### Eisenbahn

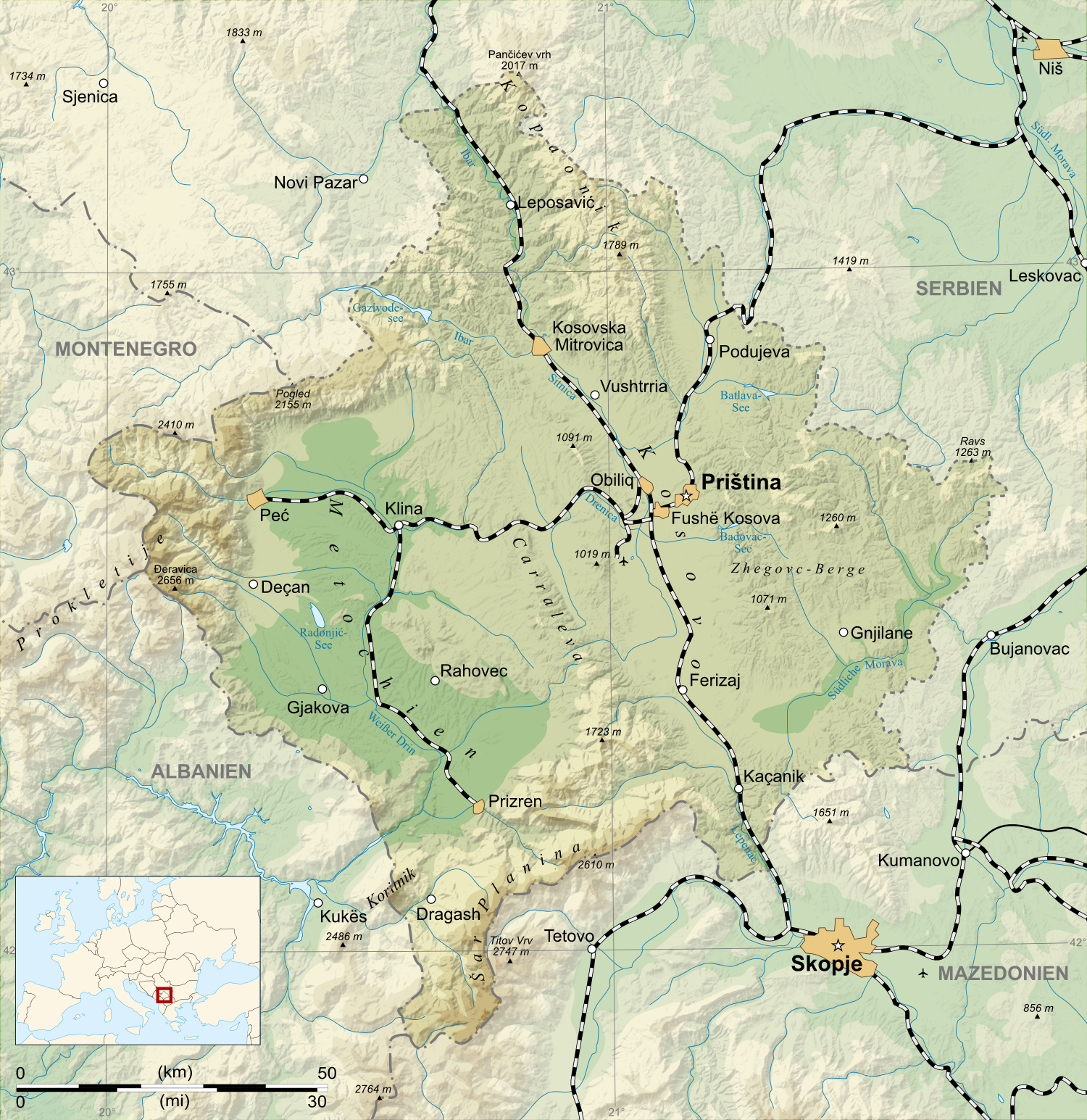
Karte des Kosovo mit dem Eisenbahnnetz der Trainkos

Die Geschichte der Eisenbahn im Kosovo begann mit der 1874 eröffneten Strecke von Selanik über Üsküb nach Kosova Ovası, erbaut und betrieben von der von Baron Hirsch geleiteten Compagnie des Chemins de Fer Orientaux (CO). Das bis heute nicht wesentlich weiter ausgebaute und auch nicht elektrifizierte, der Personenbeförderung dienende Schienennetz besitzt dabei lediglich eine Länge von 333 Kilometern, die nach dem Krieg 1999 aber nicht mehr vollständig genutzt werden und sich sowohl, was die Schienenwegeinfrastruktur als auch die Fahrzeuge angeht, in einem äußerst schlechten Zustand befinden. Von 97 Kilometern lediglich industriell nutzbarer Schienenwege ist momentan nicht bekannt, inwieweit diese bedient werden.
Der Mangel an Großinvestitionen in das seit Jahrzehnten vernachlässigte kosovarische Schienennetz, das auch nicht in den Paneuropäischen Korridor X integriert ist, erlaubte bisher keine Belebung des Schienenverkehrs im Verkehrswegesystem des Kosovo. Ein durch die Europäische Entwicklungsbank im September 2015 gewährtes Darlehen in Höhe von fast 40 Millionen Euro soll jedoch in die Modernisierung der von der nordmazedonischen Grenze über Fushë Kosova und Mitrovica zur serbischen Grenze führenden, 148 Kilometer langen Hauptstrecke fließen. Die Bauarbeiten hierzu haben im südlichen Abschnitt zwischen der Grenze zu Mazedonien und Fushë Kosova Anfang Juni 2019 begonnen.
Die Eisenbahngesellschaft Trainkos betreibt derzeit die zwei Strecken Peja–Pristina und Han i Elezit–Fushë Kosova mit einer internationalen Verbindung nach Skopje.
Im vorrangig von Serben bewohnten Nordkosovo hat Anfang März 2008 die serbische Eisenbahngesellschaft Železnice Srbije den Betrieb übernommen.
Bis 1993 war der Bahnhof Fushë Kosova Haltebahnhof des Akropolis-Express von München nach Athen, der mit Beginn des Jugoslawienkrieges ganz eingestellt wurde.

#### Straßen

Hauptverkehrsrouten, Flughäfen und Eisenbahnlinien im Kosovo

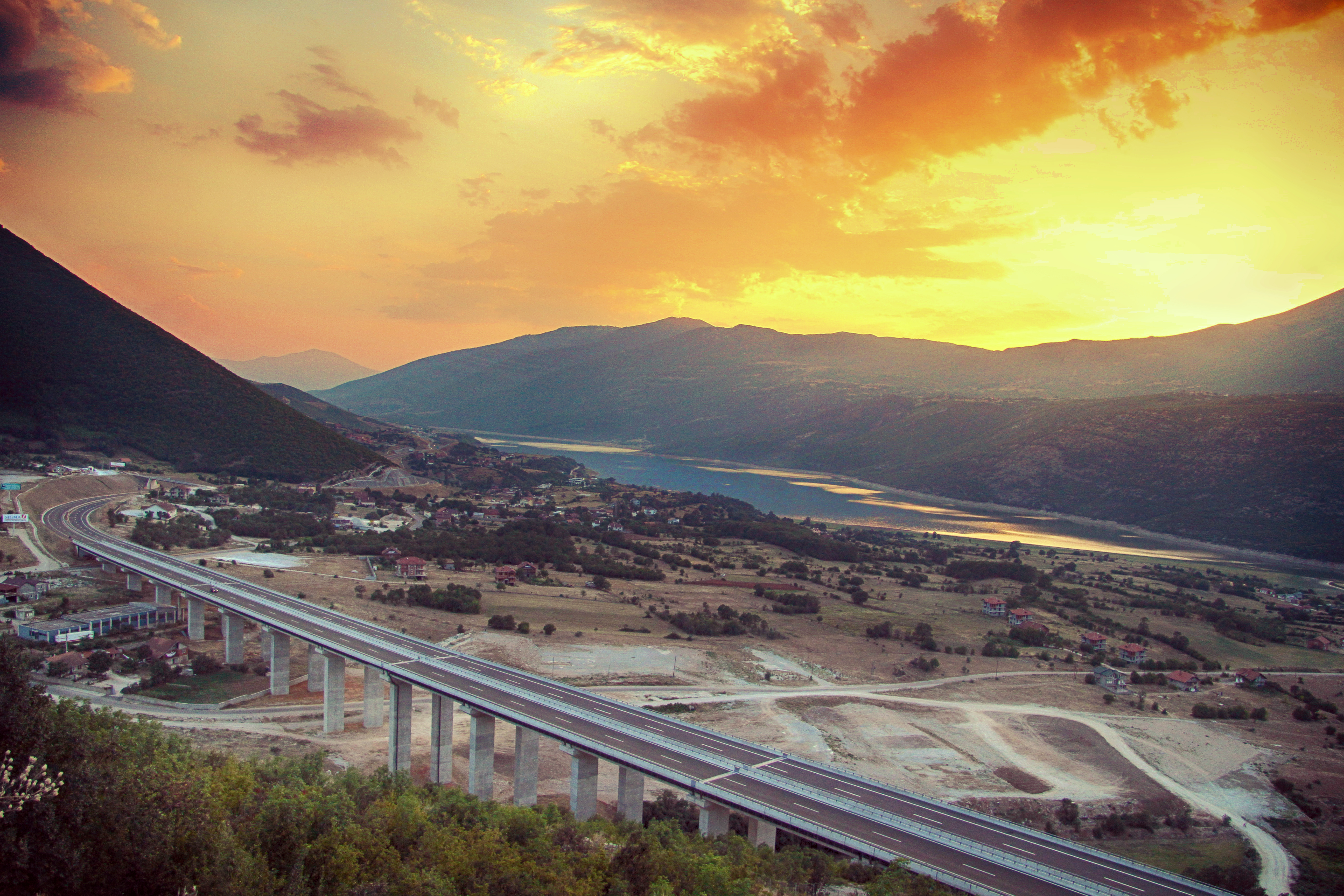
Die R 7 bei Sonnenuntergang über dem Fierza-Stausee

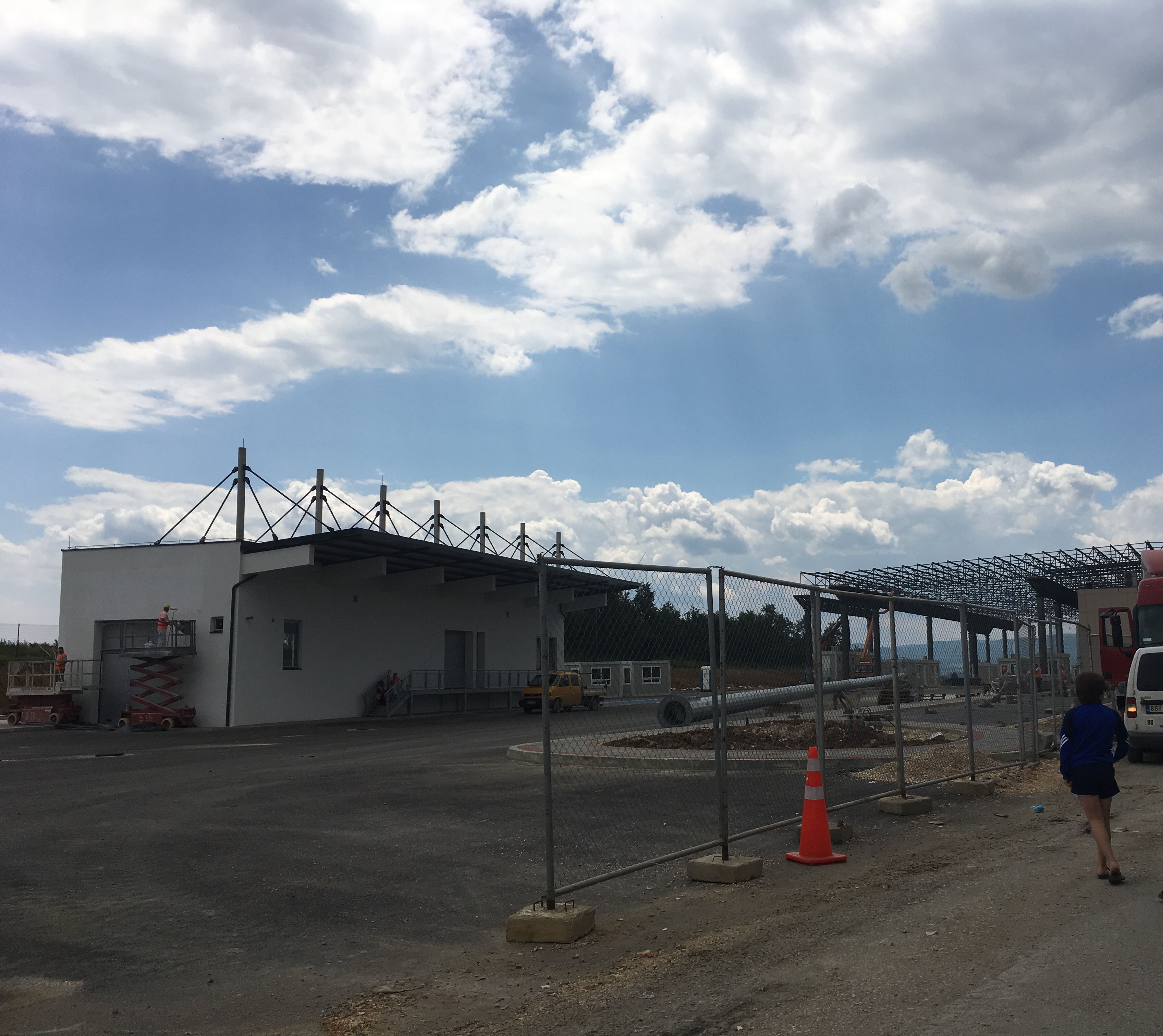
Grenzübergang Merdare (2018)

Durch den Kosovo führen mehrere Nationalstraßen und zwei Autobahnen. Derzeit gibt es rund 630 Kilometer Haupt- und Landstraßen. Die Hauptverkehrsachsen sind gut befahrbar. Einige Orte sind aber nur auf Feldwegen oder Schotterstraßen zu erreichen.
Die internationale Grüne Karte wird im Kosovo nicht anerkannt. Ausländer müssen daher an der Grenze eine kosovarische Versicherungskarte erwerben. Für die Durchreise kann eine 15 Tage gültige Versicherung für 15 Euro abgeschlossen werden. Zudem kann das Fahrzeug auch für ein, zwei, sechs oder zwölf Monate versichert werden.
Zurzeit existieren fünf Autobahnstrecken im Kosovo, von denen zwei fertiggestellt sind:

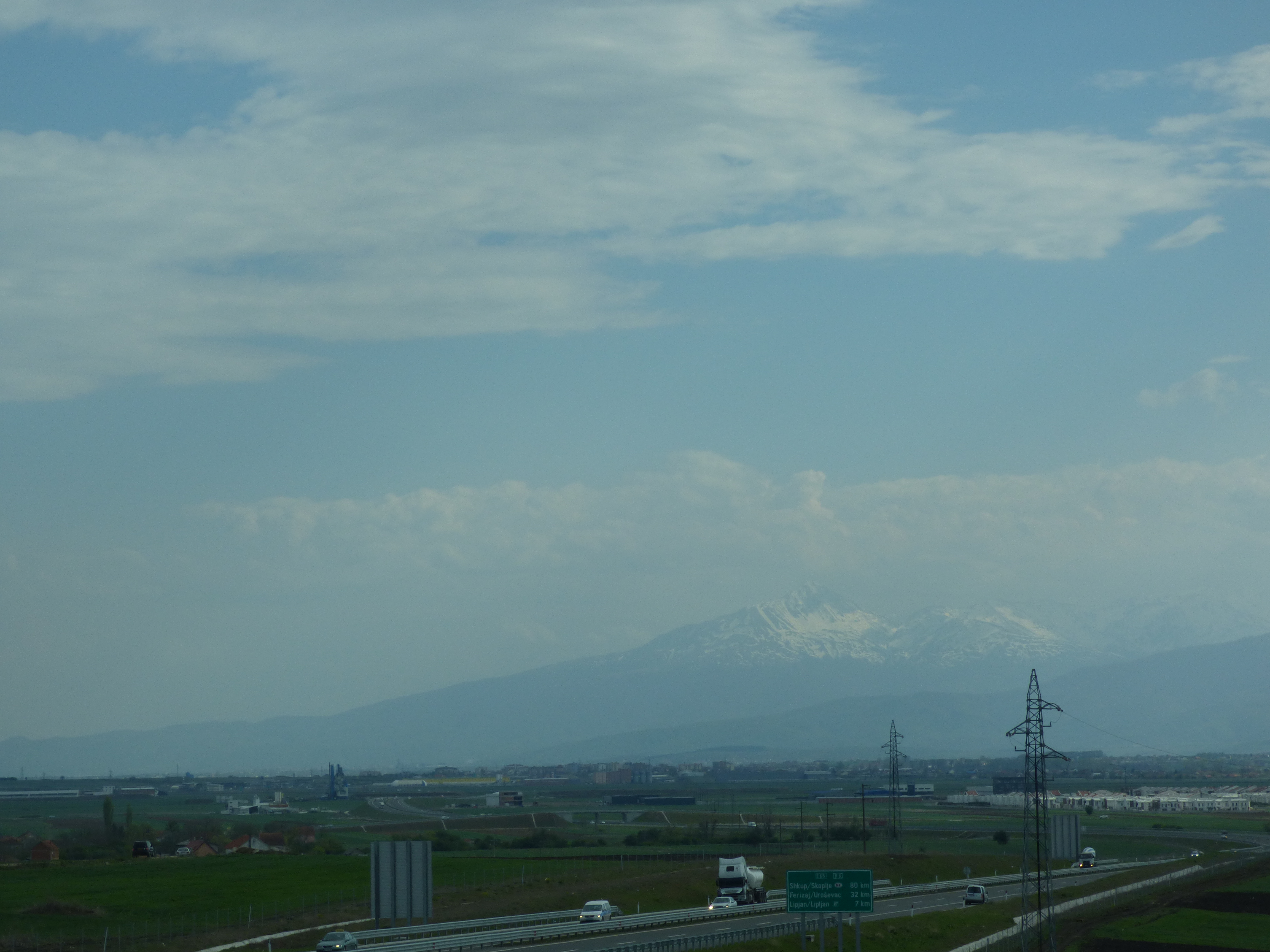
Die Autobahn kurz nach dem Kreuz Pristina

Autostrada R 6 – Autostrada Arbën Xhaferi
Die R 6 verbindet die kosovarische Hauptstadt Pristina mit der nordmazedonischen Hauptstadt Skopje. Die Gesamtlänge beträgt 60 Kilometer. Am 29. Mai 2019 wurde der letzte Abschnitt von Doganaj bis zur Grenze in Han i Elezit eröffnet. Die Autobahn ist nach dem mazedonischen Politiker Arbën Xhaferi benannt, welcher 2012 verstorben ist und der albanischen Minderheit in Nordmazedonien angehörte.
Autostrada R 6b
Die Autostrada R 6b ist eine 32 Kilometer lange geplante Autobahn, die im Jahr 2018 in Bau gehen soll. Sie verbindet das Dorf Zahaq bei Peja mit dem Dorf Kijeva bei Pristina und soll die Strecke zwischen den beiden Städten deutlich verkürzen.
Autostrada R 7 – Autostrada Ibrahim Rugova
Gegenwärtig existiert die erste kosovarische Autobahn als Anschluss an die albanische A1 und Verbindung nach Mittelalbanien. Den Zuschlag für das Großprojekt bekam das US-Konsortium Bechtel-Enka. Auf Grund der überhöhten Preise dieses Unternehmens, zu zahlen vom Staat Kosovo, gibt es Kritik von der Opposition, besonders der Partei VV (Vetevendosje! – „Selbstbestimmung“). Die Rechtsstaatlichkeitsmission der Europäischen Union im Kosovo hat inzwischen Ermittlungen zu der Auftragsvergabe eingeleitet.
Eine Verlängerung der Autobahn zum Paneuropäischen Verkehrskorridor X bei Niš in Serbien ist in der Vorplanungsphase. Der Abschnitt zwischen Truda und dem Grenzübergang Merdare befindet sich derzeit im Bau.
Autostrada R 7.1 – Autostrada Prishtinë-Gjilan-Dheu i Bardhë
Die R 7.1 soll Pristina über Gjilan mit dem Dorf Dheu i Bardhë verbinden. Die Planung der Autobahn wurde bereits abgeschlossen.

#### Flugverkehr

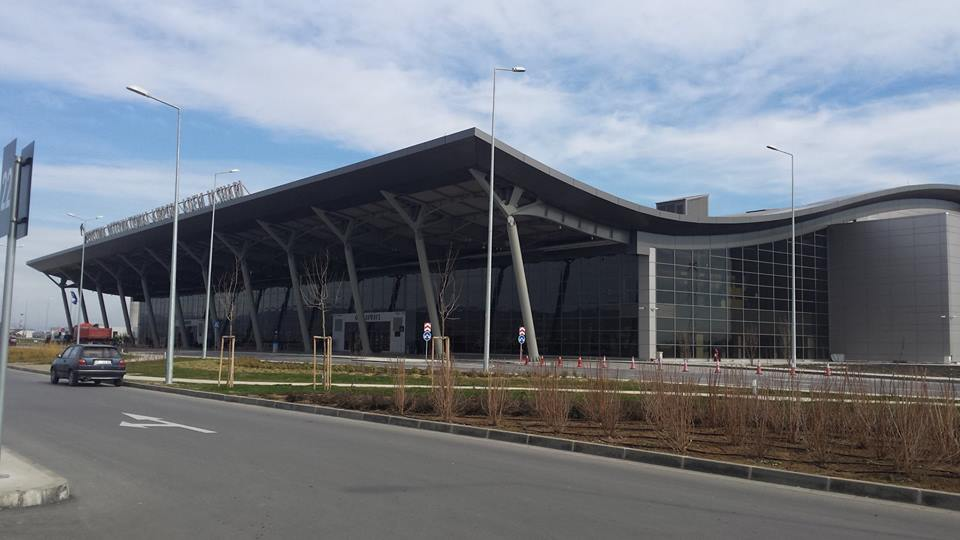
Das neue Terminal des Flughafens

Im Kosovo gibt es einen zivilen Flughafen und einen Militärflugplatz. Der Flughafen Pristina Adem Jashari fertigte 2012 1,5 Millionen Passagiere ab; zwei Jahre vorher gab es 5777 Flüge von und nach Pristina. Zahlreiche europäische Fluggesellschaften fliegen Pristina an, darunter gibt es aus dem deutschsprachigen Raum Flüge von Berlin, Düsseldorf, Frankfurt am Main, Hamburg, Hannover, Köln/Bonn, Memmingen, München, Stuttgart, Wien und Zürich.

#### Seeverkehr und Schifffahrt
Am 20. Februar 2009 fragte die Republik Kosovo beim Nachbarn Albanien an, den Hafen Shëngjin an der Adria-Küste nutzen zu dürfen. Inoffiziell ist dieser Hafen schon mehr als einem Jahrzehnt den Kosovaren vorbehalten worden. Es gibt auch Ideen zum Bau einer Eisenbahnlinie zwischen dem Hafen und dem Kosovo. Dadurch erwarten beide Nachbarstaaten einen wirtschaftlichen Aufschwung. Ferner will die kosovarische Regierung eine Zoll-Zweigstelle in diesem Hafen errichten und mit der baldigen Nutzung beginnen.

#### Telekommunikation
Am 15. Dezember 2016 wies die Internationale Fernmeldeunion (ITU) dem Kosovo offiziell +383 als internationale Telefonvorwahl zu. Die Telefonvorwahl war entsprechend einer Vereinbarung im Rahmen des von der EU vermittelten Serbien-Kosovo-Dialogs zuletzt Anfang Dezember 2016 von Serbien beantragt worden, basierend auf dem früheren Telekomabkommen von 2015 und der Reservierung dieser Vorwahl. Der Vereinbarung waren jahrelange Verhandlungen vorausgegangen. Nachdem alle technischen Umsetzungen durchgeführt worden sind, ist die neue Vorwahl +383 seit 2. Februar 2017 aktiv. Bis zu dieser Umstellung waren die Festnetzanschlüsse im Kosovo noch über die Landesvorwahl von Serbien (+381) zu erreichen.
Im Kosovo sind folgende Telekommunikationsanbieter aktiv:
- Telekomi i Kosovës (Festnetz und Internet)
- PTK Vala (Mobilfunk)
- IPKO (Festnetz, Mobilfunk, Internet)

Für über 1,2 Millionen Mobilfunkanschlüsse (PTK Vala) in der Republik Kosovo wird der von Monaco ausgegebene Rufnummernbereich unter +377 4 verwendet. Dieser gehört zur Monaco Telecom, die auch das Netz betreibt.

## Kultur

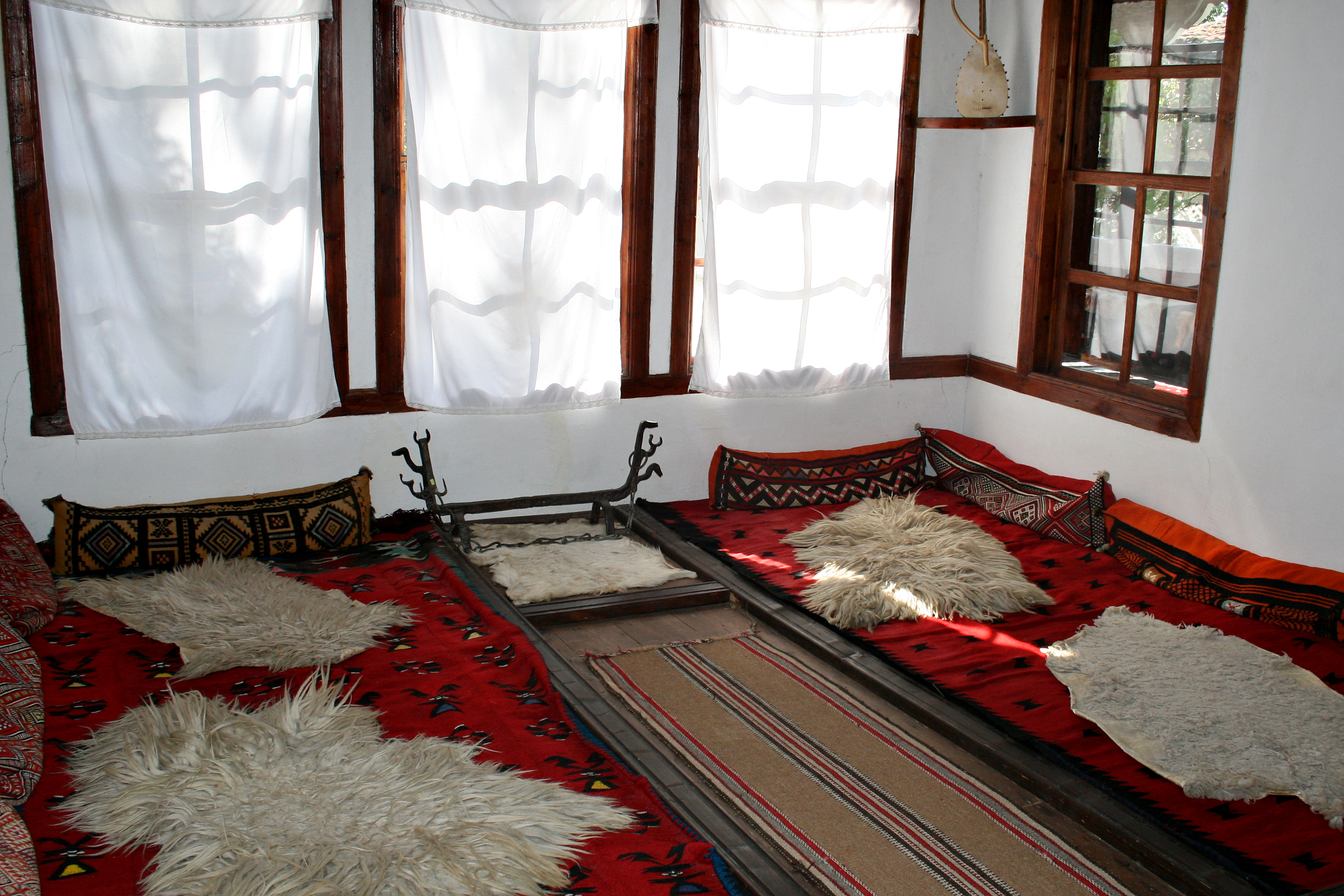
Traditionelles albanisches Wohnzimmer

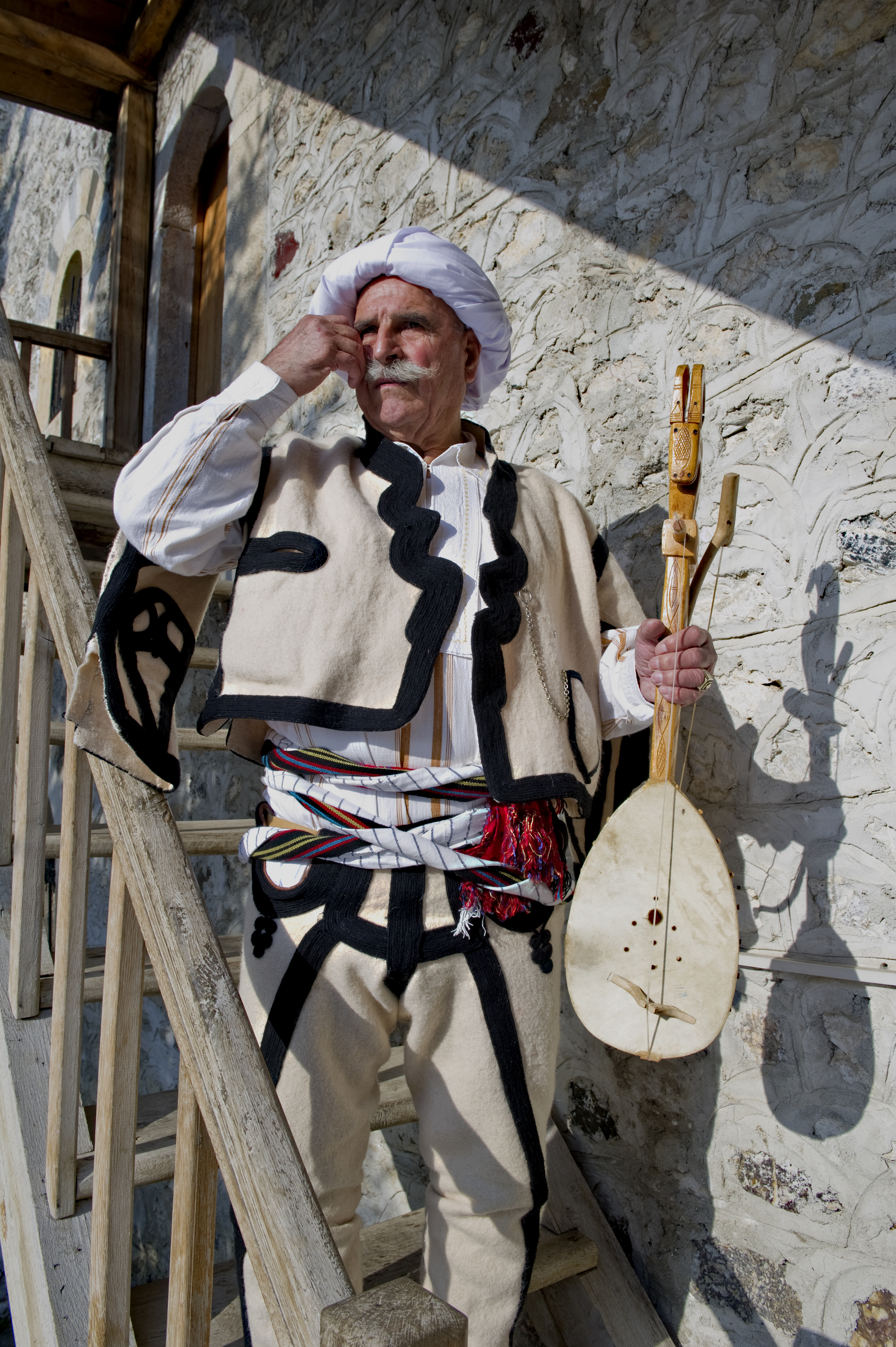
Lahuta-Spieler in männlicher Volkstracht

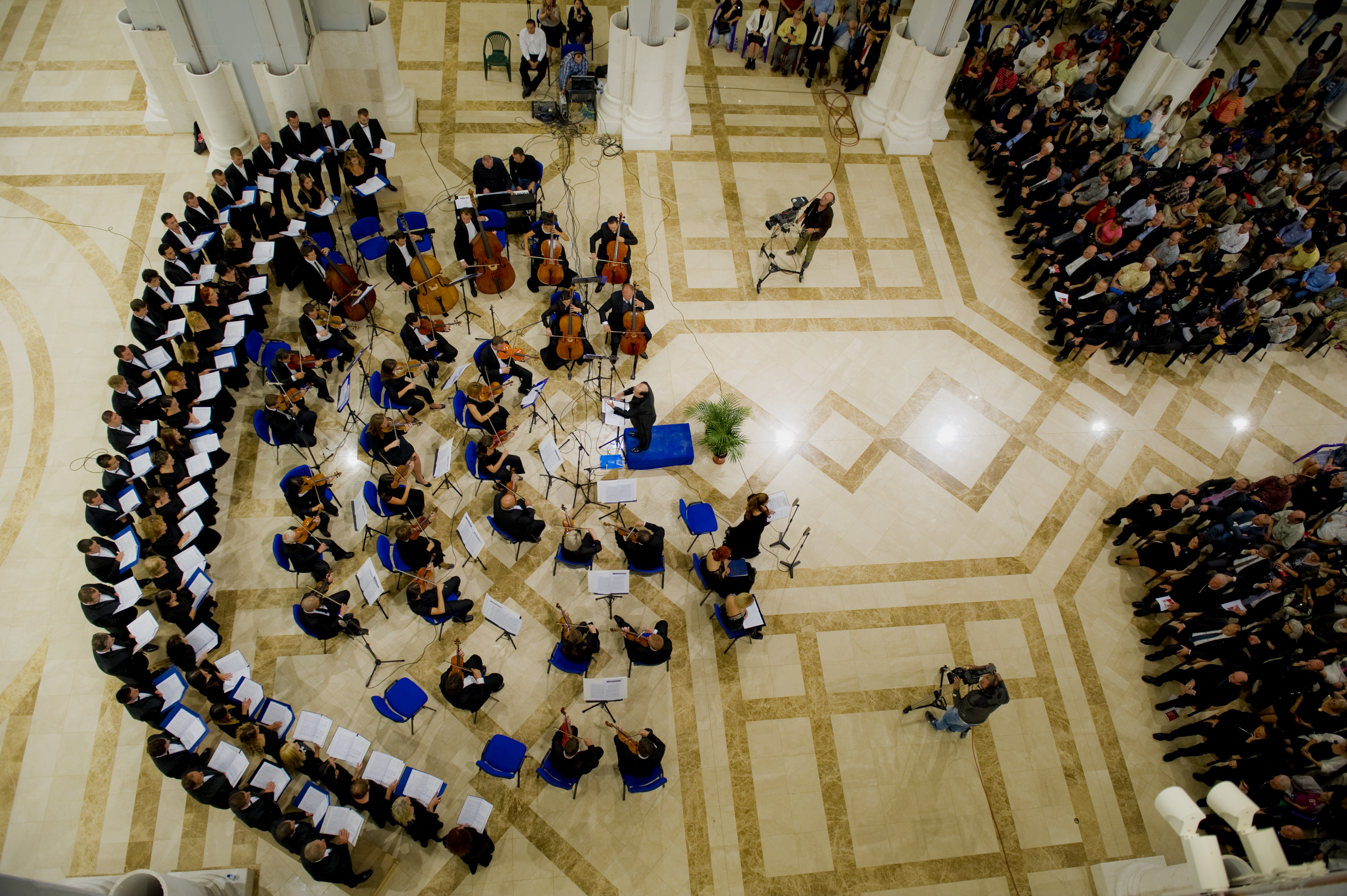
Die Philharmonie des Kosovo

### Symbole
Seit der Unabhängigkeitserklärung im Februar 2008 verwenden die Institutionen die neue Flagge des Kosovo. Viele Kosovo-Albaner verwenden die Flagge Albaniens, während die meisten Serben die Flagge Serbiens bevorzugen. Bei offiziellen Anlässen wurde bis zur Unabhängigkeit die Flagge der Vereinten Nationen verwendet.
Am 5. Juni 2008 gab der Vorsitzende der Verfassungskommission des kosovarischen Parlamentes Hajredin Kuçi bekannt, dass die Arbeitsgruppe zur Findung der künftigen Nationalhymne sich auf die Komposition Evropa („Europa“) von Mendi Mengjiqi geeinigt hat. Die Nationalhymne ist mit der Verabschiedung der Verfassung am 15. Juni 2008 in Kraft getreten und hat damit die bisher provisorisch verwendete Europahymne abgelöst. Sie hat in der offiziellen Version keinen Text.

### Musik
Die Musik im Kosovo ist reichhaltig und vielfältig, geprägt von einer Mischung aus traditionellen und modernen Einflüssen. Die kosovarische Musikszene spiegelt die kulturelle Vielfalt und Geschichte des Landes wider. Traditionelle Musikgenres wie das Këngë (Volkslieder) und Këngët e Epërme (epische Lieder) sind tief in der kulturellen Identität des Kosovo verwurzelt. In der überwiegenden Mehrheit der Lieder geht es um Kriegshelden. Die traditionelle Musik im Kosovo wird oft von Instrumenten wie der Çifteli oder der Lahuta begleitet.
In den letzten Jahrzehnten hat sich die kosovarische Musiklandschaft jedoch stark weiterentwickelt und moderne Stile wie Pop, Rock, Hip-Hop und elektronische Musik haben an Bedeutung gewonnen.
Die Texte der kosovarischen Musik beinhalten verschiedene Themen, darunter Liebe, soziale Probleme, politische Botschaften und die Erfahrungen des kosovarischen Volkes während des Krieges und des Wiederaufbaus. Die Musik im Kosovo hat eine starke emotionale Komponente und dient oft als Ausdruck von Identität, Stolz und Resilienz. Die Musik im Kosovo ist ein wichtiger Bestandteil des kulturellen Erbes und spielt eine bedeutende Rolle im Leben der Menschen. Sie verbindet Generationen, erzählt Geschichten und trägt zur künstlerischen und kulturellen Entwicklung des Landes bei.
Darüber hinaus gibt es im Kosovo auch eine wachsende Anzahl von Musikfestivals und Konzerten, die sowohl lokale als auch internationale Künstler anziehen. Das DokuFest in Prizren ist beispielsweise ein renommiertes Film- und Musikfestival, das jedes Jahr Tausende von Besuchern anlockt. Es bietet eine Plattform für aufstrebende Filmemacher und Musiker, um ihre Werke einem breiten Publikum zu präsentieren.

### Küche
Beliebte Gerichte sind zum Beispiel Flija, eine Art geschichteter Pfannkuchen mit Fleisch und Sahne, sowie Tavë Kosi, ein Auflauf aus Lammfleisch und Joghurt.

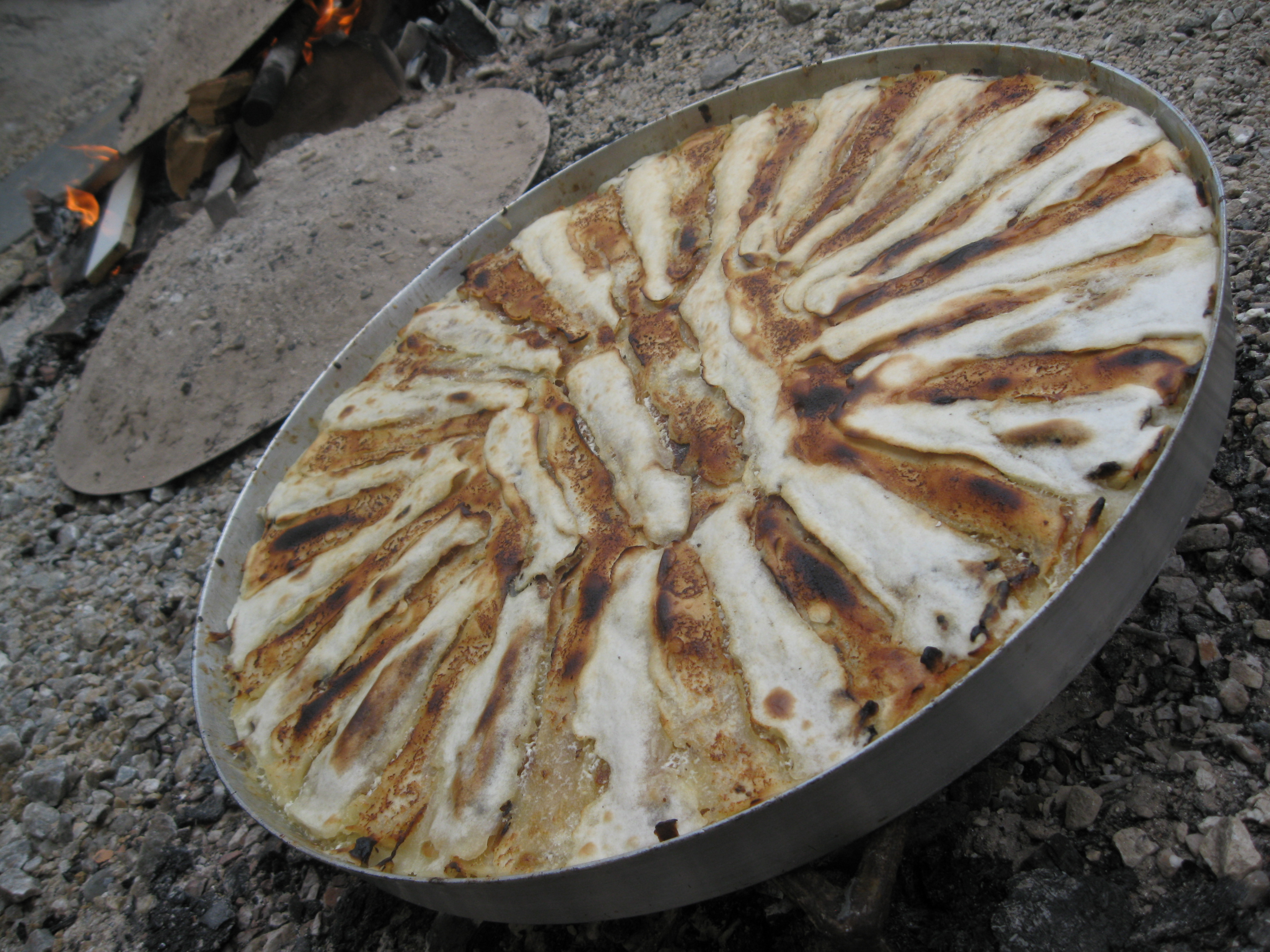
Traditionell über dem offenen Feuer zubereitete Flia in einer Tepsi mit dem Saç dahinter am Boden

Ein weiteres bekanntes Gericht ist Pite, eine Art Teigpastete, die mit verschiedenen Füllungen wie Spinat, Käse oder Fleisch zubereitet werden kann. Burek ist eine weitere beliebte Speise, bei der Teigblätter mit Fleisch, Käse oder Gemüse gefüllt und gebacken werden.
Gemüse spielt ebenfalls eine wichtige Rolle in der kosovarischen Küche. Gjellë me Arra ist ein Gericht mit Fleisch und Walnüssen, das oft mit Gemüse wie Paprika, Auberginen und Tomaten serviert wird. Tavë Prizreni ist ein Eintopfgericht mit verschiedenen Gemüsesorten und Fleisch.
Zu den Beilagen gehören oft Brot, Salate und Joghurt. Ajvar, eine würzige Paprika- und Auberginenpaste, wird häufig als Dip oder Aufstrich verwendet. Süße Speisen wie Baklava und Tulumba sind beliebte Desserts.

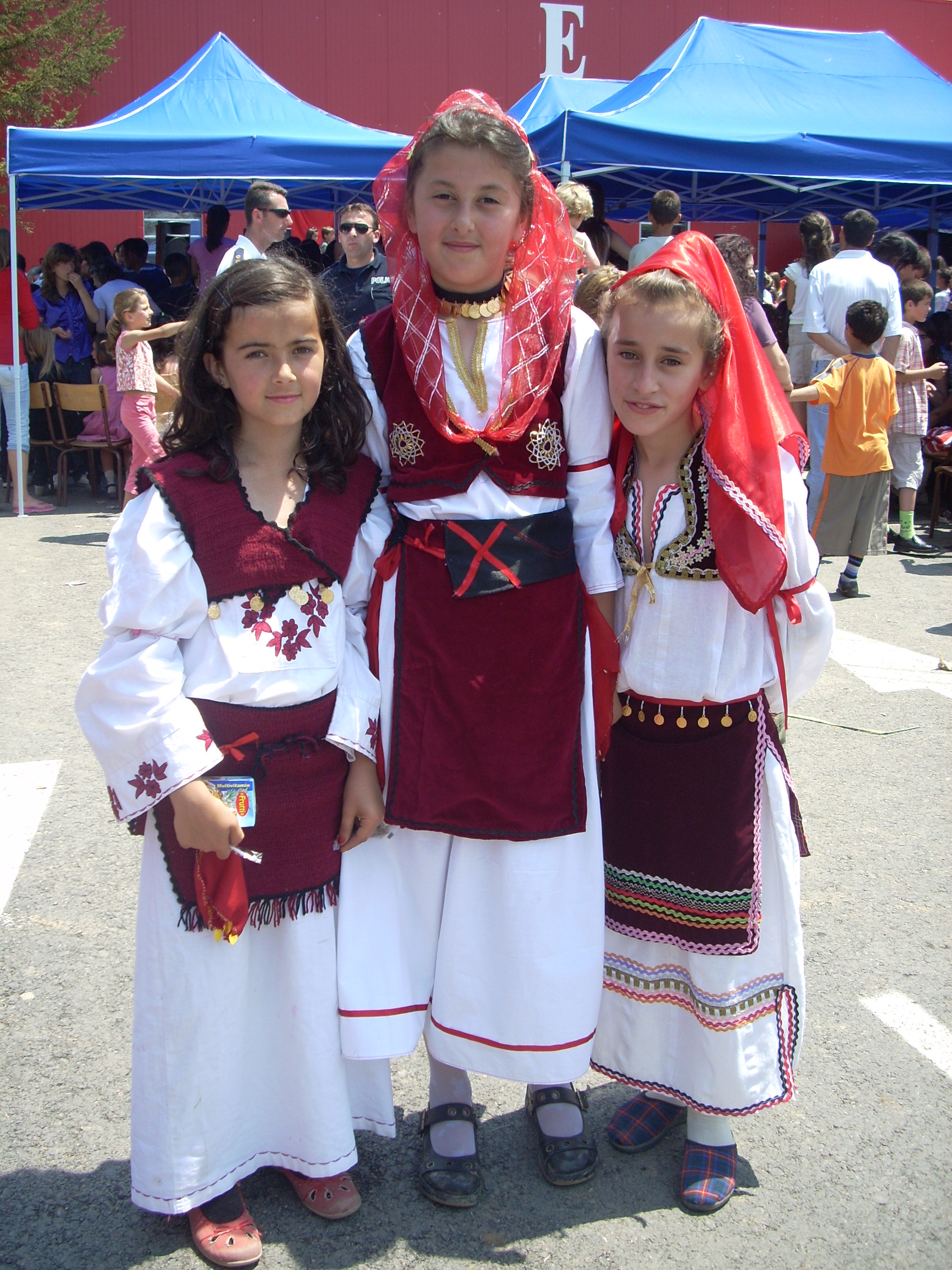
Albanische Mädchen in Volkstracht

### Feiertage
Gesetzliche Feiertage mit festem Datum sind:
- der Neujahrstag am 1. Januar (albanisch Viti i ri)
- Tag der Aschkali am 15. Februar[181]
- Tag der Erklärung der Unabhängigkeit am 17. Februar (Dita e Pavarësisë)[181]
- Tag der Veteranen am 6. März[181]
- Tag der Roma am 8. April[181]
- Tag der Türken am 23. April[181]
- Tag der Arbeit am 1. Mai (Dita e Punës)
- Tag der Goranen am 6. Mai[181]
- Europatag am 9. Mai (Dita e Evropës)
- Tag des Friedens am 12. Juni[181]
- Tag der Verfassung am 15. Juni (Dita e Kushtetutës)
- Tag der Bosniaken am 28. September[181]
- Tag der Albaner am 28. November[181]
- Weihnachten am 25. Dezember (Krishtlindja)

Gesetzliche Feiertage mit variablem Datum sind:
- Karfreitag (E premtja e madhe)
- Ostermontag (Pashkët)
- Islamisches Opferfest (Kurban Bajrami)
- Tag des Fastenbrechens (Fitër Bajrami)

### Medien

#### Rundfunk
Wichtigstes Massenmedium im Kosovo ist das Fernsehen, aus dem über 80 Prozent aller Kosovaren ihre Nachrichten beziehen. Seit dem Ende des serbisch dominierten Staatsmonopols über den Rundfunk etabliert sich zunehmend ein duales System: Neben dem staatlichen RTK existieren verschiedene private Fernsehsender, unter anderem RTV 21, 21 Plus (Musiksender), 21 Popullore und KTV. RTK wird von der kosovo-albanischen Bevölkerung als zuverlässigste Nachrichtenquelle angesehen, obwohl eine Falschberichterstattung 2004 zu Unruhen mit 20 Toten führte. Unter den ethnischen Minderheiten, insbesondere den Serben, ist das Staatsfernsehen dagegen unbeliebt, obwohl der Staatssender RTK einen serbischsprachigen Sender eingerichtet hat.

#### Printmedien
Während des Kosovokrieges stieg die Zahl der Tageszeitungen deutlich an, viele dieser Zeitungen stellten ihr Erscheinen jedoch in den Folgejahren aus verschiedenen Gründen ein. 2004 existierten noch fünf Kosovo-weite Tageszeitungen, die eine Gesamtauflage von 24.000 aufwiesen. Damit weist der Kosovo die niedrigste Pro-Kopf-Zeitungsleserschaft in ganz Europa auf. Mit einer verkauften Auflage von 12.000 ist Koha Ditore („Tägliche Zeit“) die auflagenstärkste Tageszeitung im Kosovo. Die 1997 gegründete Zeitung, die durch NGOs und staatlich mitfinanziert wird, ist unabhängig von den kosovarischen Parteien. Zëri („Stimme“), die 1999 aus der gleichnamigen Wochenzeitung hervorging, erreicht eine verkaufte Auflage von 7000 Exemplaren und wird allgemein ebenfalls als politisch unabhängig betrachtet. Die gleiche Auflagenstärke hat die 1995 in der Schweiz erstmals erschienene Bota Sot („Welt heute“), die sich primär an die kosovo-albanische Diaspora richtet und auch für die albanische Minderheit in Nordmazedonien publiziert; anders als ihre großen Konkurrenten ist sie nicht unabhängig, sondern steht der LDK nahe. Daneben existieren mit Epoka e Re und Kosova Sot zwei kleinere Tageszeitungen. Es erscheinen fünf politische Wochenmagazine, von denen das 1945 erstmals als Zani i Rinisi Shqiptare herausgegebene Zëri mit einer Verkaufsauflage von 7000 bedeutendste ist. Java, das in einer Auflage von knapp über 1000 erscheint, ist das regierungskritischste Magazin; es wird durch das Open Society Institute unterstützt. Yeni Dönem („Neuer Beginn“) mit einer Verkaufsauflage von 1400 wendet sich an die türkische Minderheit.

#### Internet
Der Zugang der Bevölkerung zum Internet liegt auf einem vergleichsweise hohen Niveau. Im Jahr 2018 nutzten 89,4 Prozent der Einwohner des Kosovos das Internet. Die Gründe für die verhältnismäßig hohe Internetnutzung im Kosovo liegen sowohl bei der jungen Bevölkerung des Kosovo als auch darin, dass viele Kosovaren das Internet für den Kontakt mit der Diaspora nutzen.

#### Pressefreiheit
Die Pressefreiheit hat sich laut dem Jahresbericht 2024 der Menschenrechtsorganisation „Reporter ohne Grenzen“ im Kosovo wieder verschlechtert. Kosovo wird mittlerweile weltweit auf Platz 75 von 180 Ländern gelistet. Die Organisation begründet die Platzierung wie folgt:
„Zumindest auf den ersten Blick hat das Kosovo eine relativ pluralistische Medienlandschaft. Dass die Besitzer vieler Medien keine offensichtlichen politischen Interessen verfolgen, kommt der Meinungsvielfalt zugute. Allerdings sind Versuche häufig, Journalist*innen einzuschüchtern oder zu beeinflussen. So verunglimpft die Regierung Journalist*innen, die ihre nationalistische Politik nicht unterstützen, oft als „Verräter“ oder „Sympathisanten Serbiens“. Wer über Tabu-Themen wie Korruption oder Kriegsverbrechen an Serb*innen berichtet, muss damit rechnen, dass man ihn mit Drohungen, Gewalt, Hetzkampagnen und dem Entzug von Werbeanzeigen unter Druck setzt. Die Medien der serbischen Minderheit sind oft verbalen Angriffen, Online-Belästigung und Kampagnen regierungstreuer Medien ausgesetzt. Eine gute Nachricht ist, dass seit 2005 keine Medienschaffenden mehr ermordet wurden.“

### Kosovo-albanische Literatur

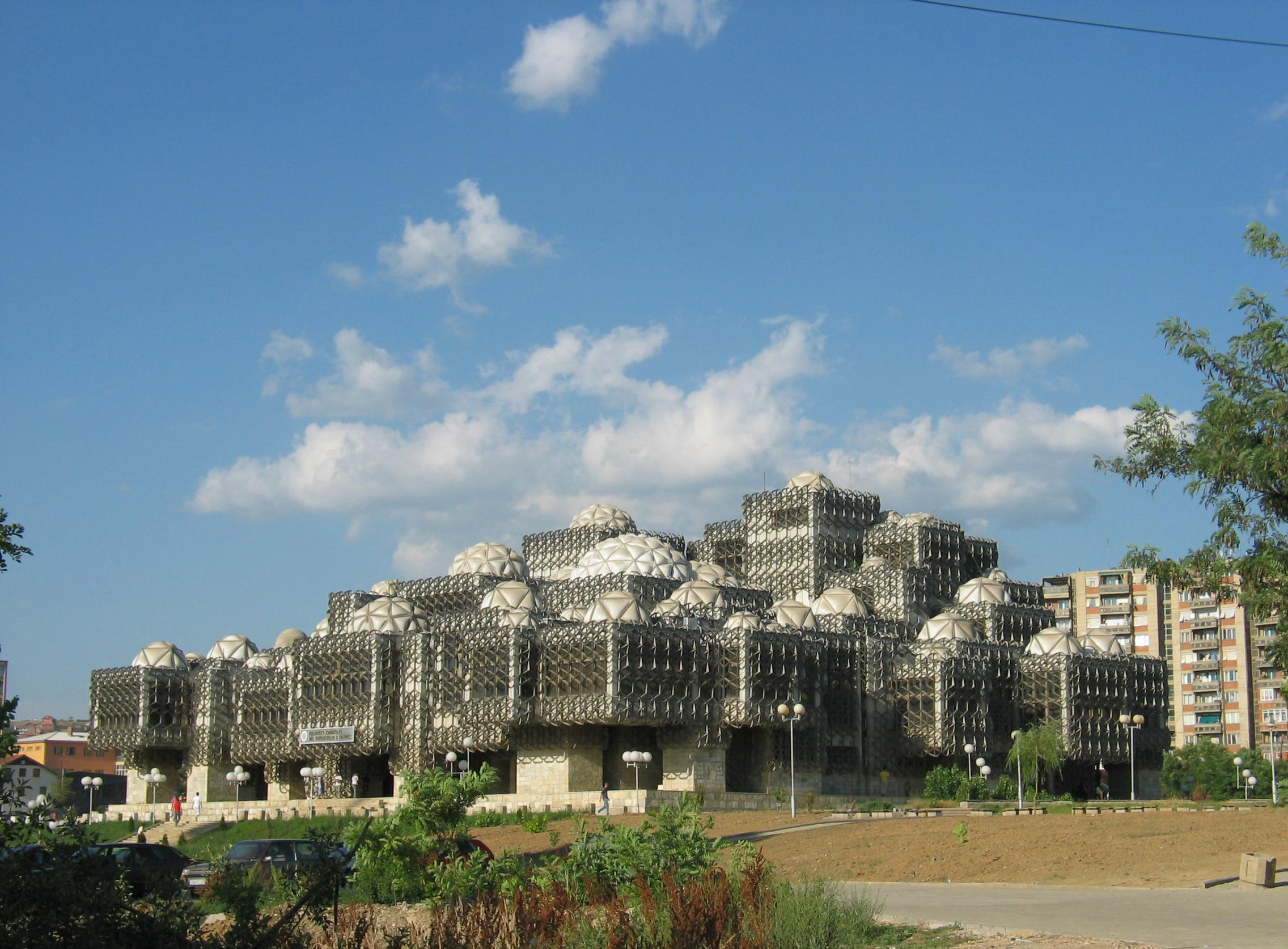
Die National- und Universitätsbibliothek des Kosovo

Eine eigenständige albanische Literatur entwickelte sich im Kosovo erst nach dem Zweiten Weltkrieg. In der 1949 gegründeten literarischen Zeitschrift Jeta e re (dt.: „Neues Leben“) konnten die albanischen Schriftsteller Jugoslawiens erstmals publizieren. Mitte der 1960er Jahre wurde in Jugoslawien begonnen, in nennenswertem Umfang albanische und kosovo-albanische Literatur zu publizieren.
Mit der Gründung der Universität Prishtina im November 1969 hatten die albanischen Kosovaren erstmals Zugang zur höheren Bildung in ihrer Muttersprache. In der Folge kam es in den 1970er Jahren zu einer ersten Blüte der albanischen Literatur in der Region.
Anders als in Albanien konnte sich die Literatur relativ frei von ideologischen Zwängen entwickeln. Da viele Kosovo-Albaner ständig oder zeitweise im westlichen Ausland lebten, suchten sie den Anschluss an zeitgenössische Tendenzen der modernen westlichen Literatur.
Bekannte kosovo-albanische Schriftsteller sind:
- Hivzi Sulejmani (1912–1975), dessen Kurzgeschichten und Romane in den 1950er und 1960er Jahren eine große Leserschaft fanden
- Esad Mekuli (1916–1993), Lyriker, gründete 1949 die erste albanischsprachige Literaturzeitschrift Jugoslawiens (Jeta e re), die er bis 1971 als Chefredakteur leitete
- Enver Gjerqeku (* 1928), Lyriker, der die klassischen Formen bevorzugt
- Din Mehmeti (* 1932) gilt als Vertreter moderner albanischer Lyrik
- Azem Shkreli (1938–1997) Lyriker und Prosaist, thematisierte in seinen frühen Versen das Leben der Bergbewohner
- Anton Pashku (1937–1995), Kurzgeschichten, Romane und Dramen, er gilt als Meister psychologischer Darstellung, sein Werk scheint beeinflusst von Franz Kafka oder Robert Musil
- Nazmi Rrahmani (* 1941) schildert in seiner Prosa das kosovo-albanische Dorfleben
- Ali Podrimja (1942–2012), moderner Lyriker, bekannt im Kosovo und in Albanien, gilt als herausragender Vertreter moderner Lyrik
- Beqë Cufaj (* 1970), in Deutschland lebender Schriftsteller und Journalist

### Architektur

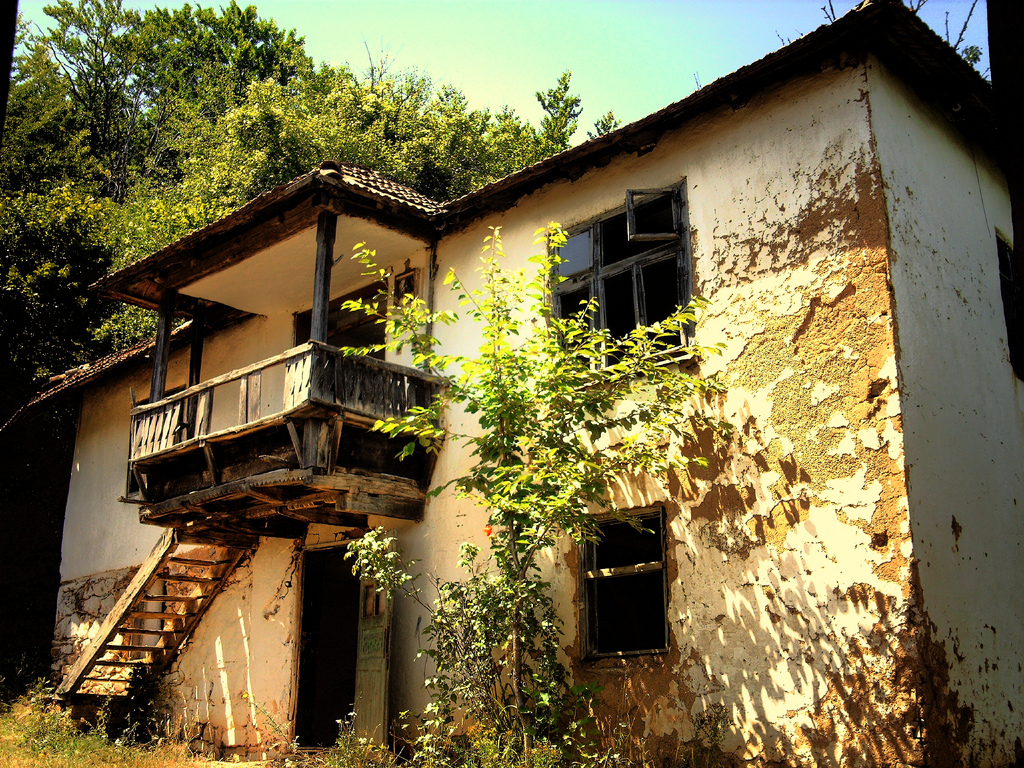
Traditionelle Hausarchitektur auf dem Land, hier in Desivojca

Die Überreste antiker Bauwerke im Kosovo sind unter anderem in der Ausgrabungsstätte von Ulpiana zu besichtigen. Auch das Museum des Kosovo in Pristina zeigt antike Architekturfragmente. Aus serbischer Zeit sind Kirchenbauten erhalten wie zum Beispiel das Kloster Gračanica, das Patriarchenkloster Peć, die Kathedrale Bogorodica Ljeviška in Prizren und das Kloster Visoki Dečani, die zum UNESCO-Welterbe gehören. Unter osmanischer Herrschaft entstanden zahlreiche Moscheen wie die Sinan-Pascha-Moschee in Prizren, die Große Moschee von Pristina und die Çarshi-Moschee, die dem bei der Schlacht auf dem Amselfeld von 1389 verstorbenen Sultan Murad I. geweiht ist. Neben den islamischen Sakralbauten bauten die Osmanen auch viele Befestigungsanlagen, vor allem wurden in großen und strategisch wichtigen Städten bereits bestehende Festungen ausgebaut oder ganz neue Kastelle errichtet. Dazu zählen die Festung von Prizren, das Kastell bei Novo Brdo und die Festung von Gjilan. Auch zu dieser Zeit wurden einige Steinbogenbrücken erbaut wie zum Beispiel die Schneider-Brücke in Gjakova, die Steinbrücke von Vushtrria und diejenige von Prizren. In vielen Städten des Landes säumen in den historischen Zentren typisch osmanische Häuser die Gassen. Dazu zählt unter anderem die Altstadt von Gjakova. Beispiel einer katholischen Kirche ist die Kathedrale Unserer Lieben Frau von der immerwährenden Hilfe in Prizren. Bürgerhäuser ehemaliger albanischer Bürgerfamilien sind unter anderem in Gjakova zu besichtigen. Dort ist vor allem das Hysni-Koshi-Turmhaus architektonisch interessant. Auf Grund der ethnischen Konflikte ab den 1990er Jahren und dem Kosovokrieg 1999 wurden viele historische Bauten zerstört und wieder aufgebaut.
In der Liste der Kulturdenkmäler im Kosovo sind alle Bauwerke aufgeführt, die 2003 von der UNESCO als erhaltungswürdig klassifiziert wurden. Sie stellt jedoch nur einen Bruchteil der Architektur des Kosovo dar.

Kreuzkuppelkirche des Klosters Gračanica, erbaut im 14. Jahrhundert
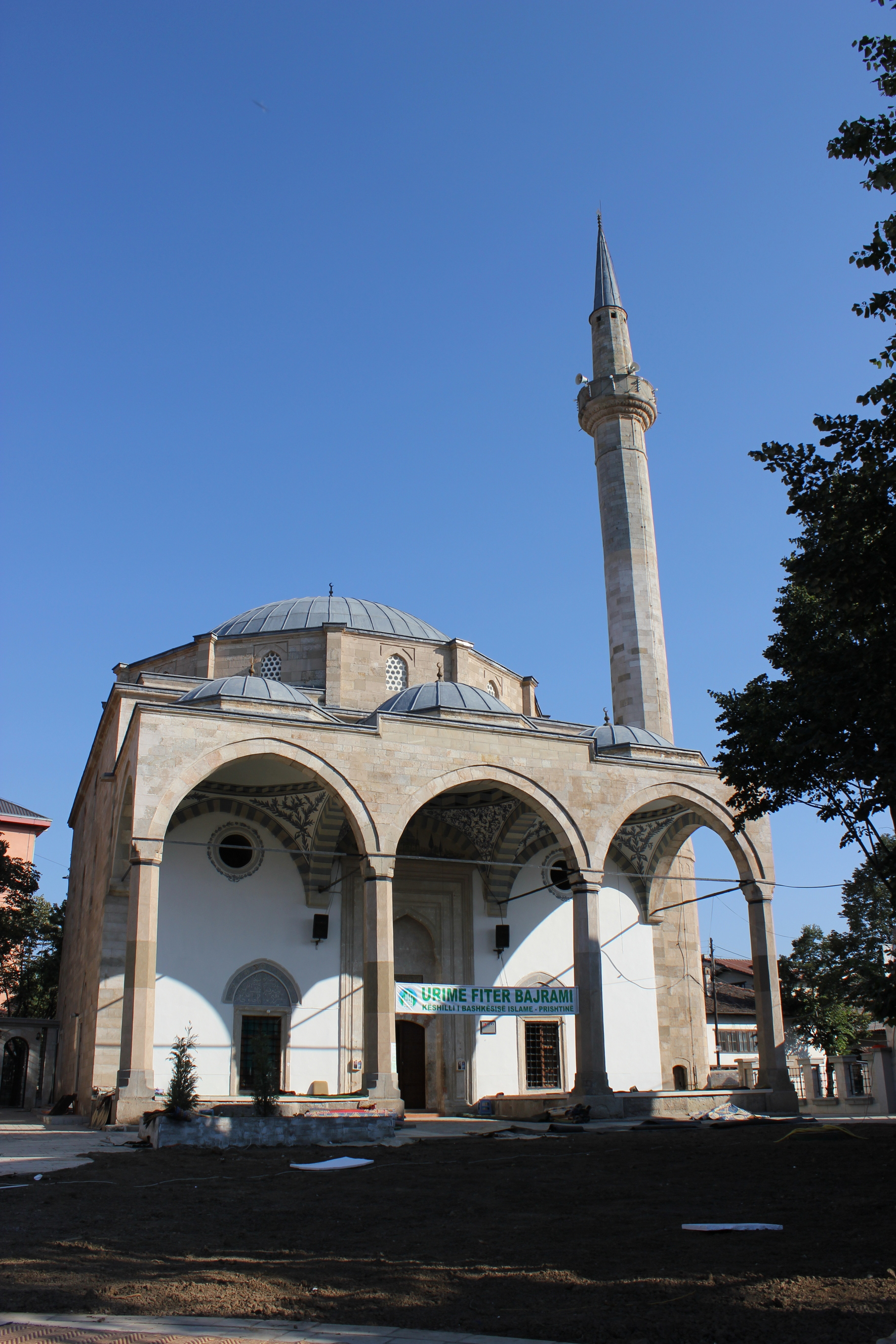
Die Große Moschee von Pristina, vollendet 1461
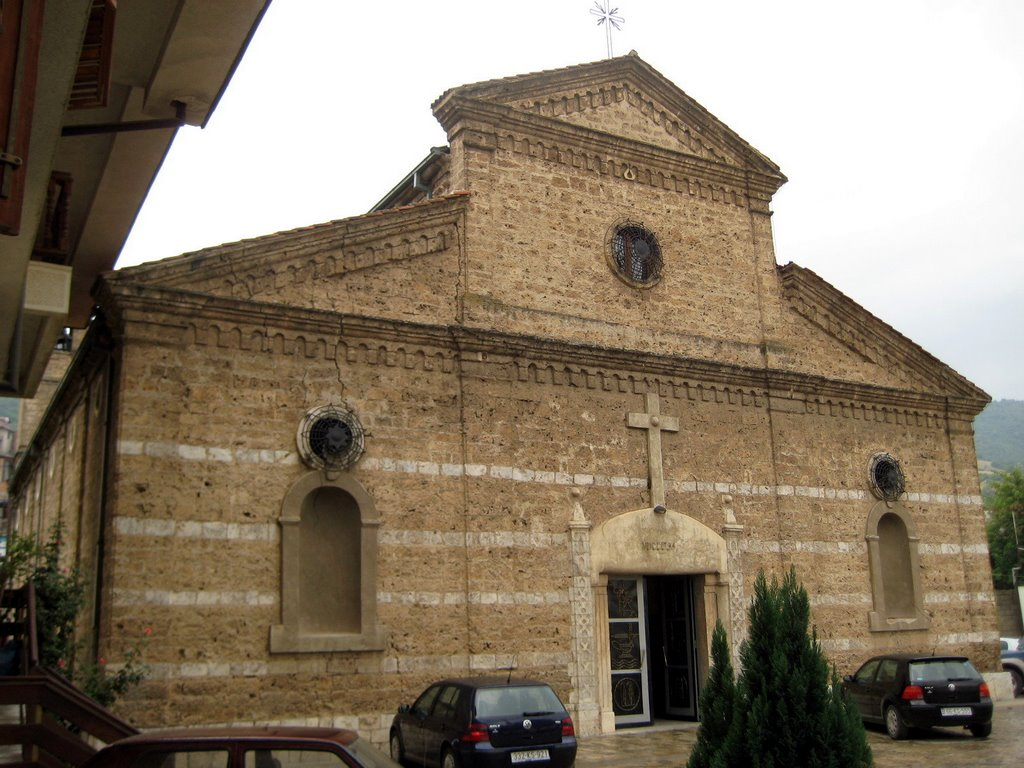
Eingangsseite der Kathedrale Unserer Lieben Frau von der immerwährenden Hilfe in Prizren von 1870
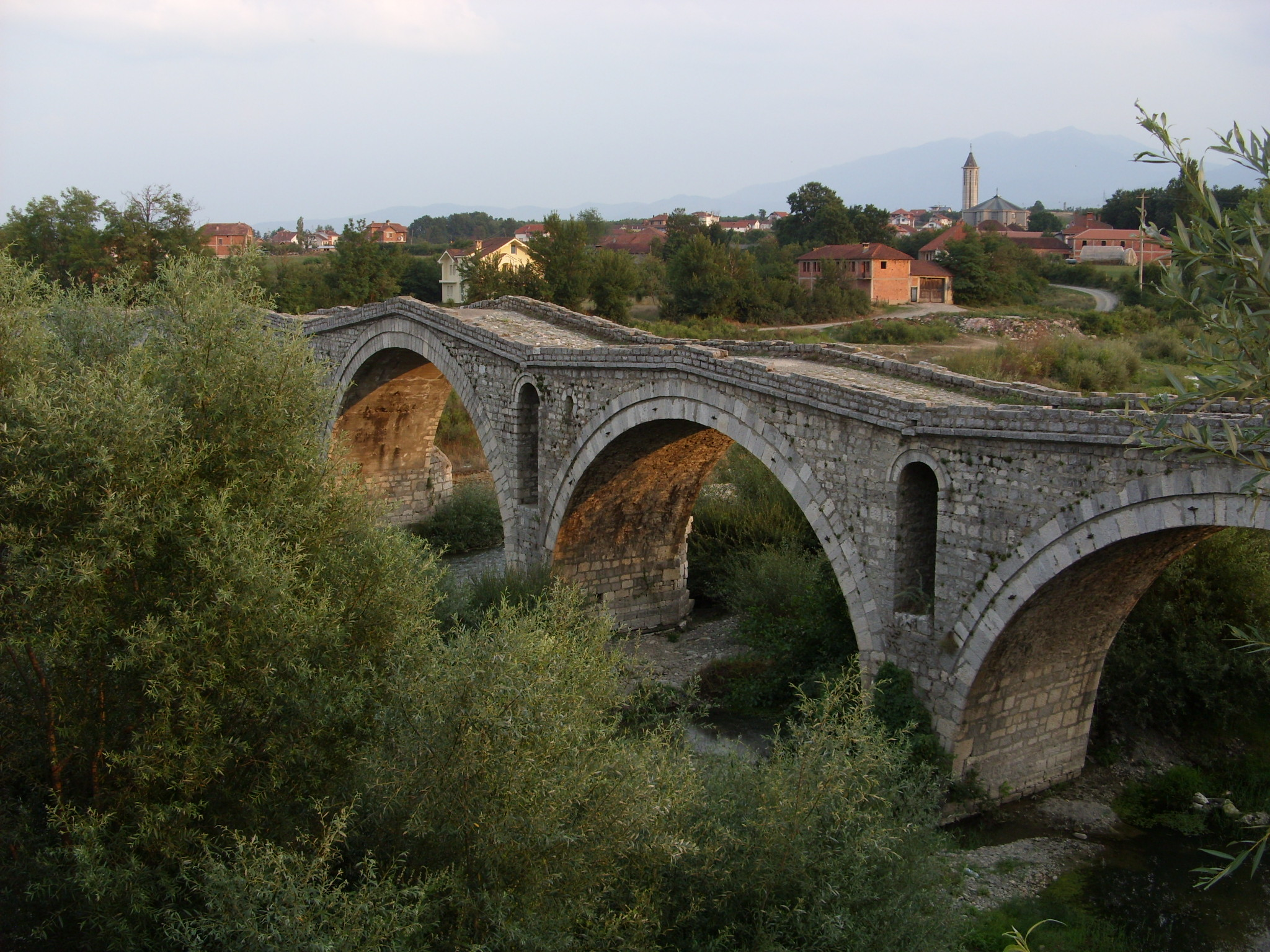
Die Schneider-Brücke in Gjakova überspannt seit dem 15. Jahrhundert den Erenik
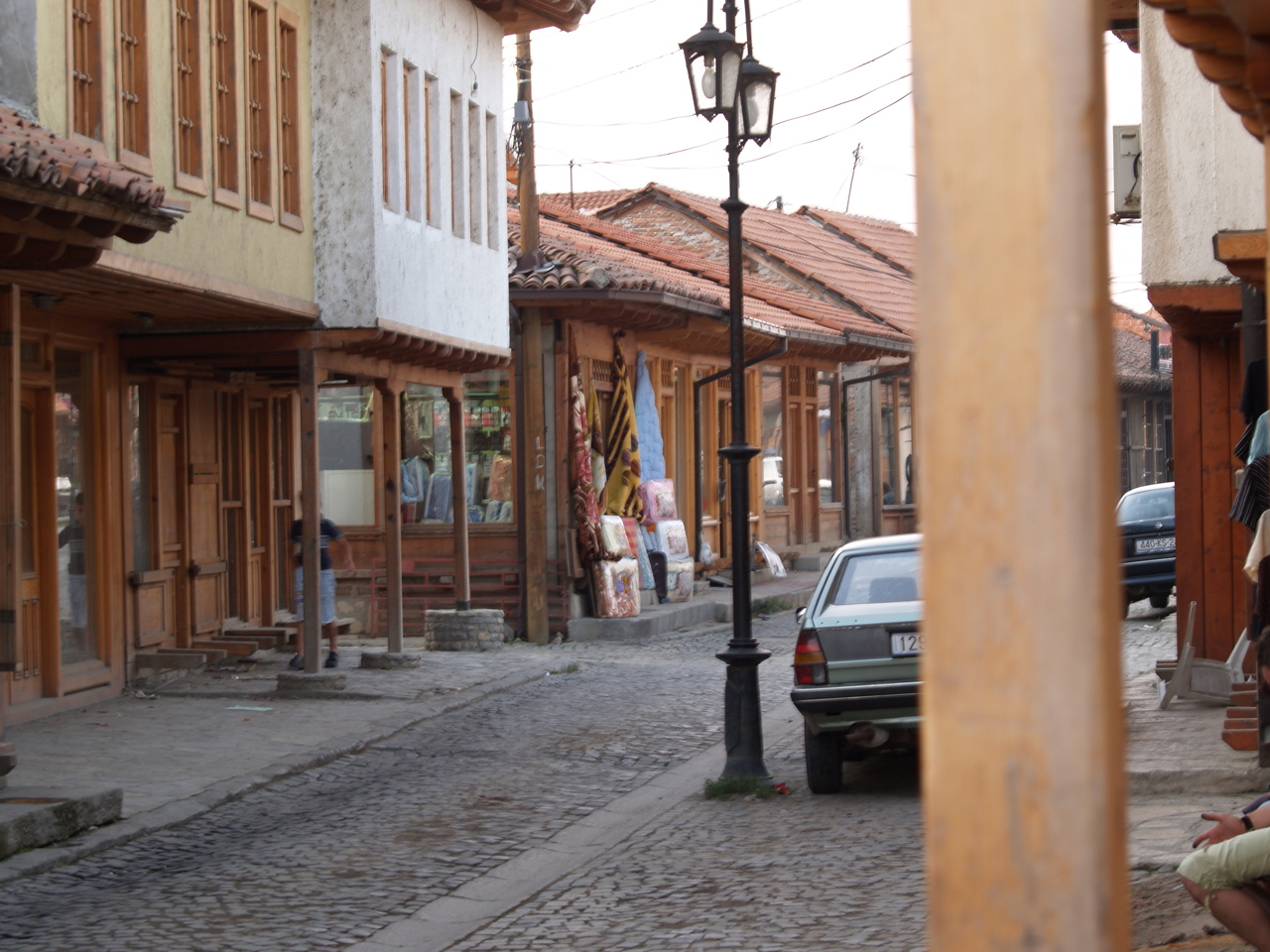
Typisch osmanische Architektur in der Altstadt von Gjakova
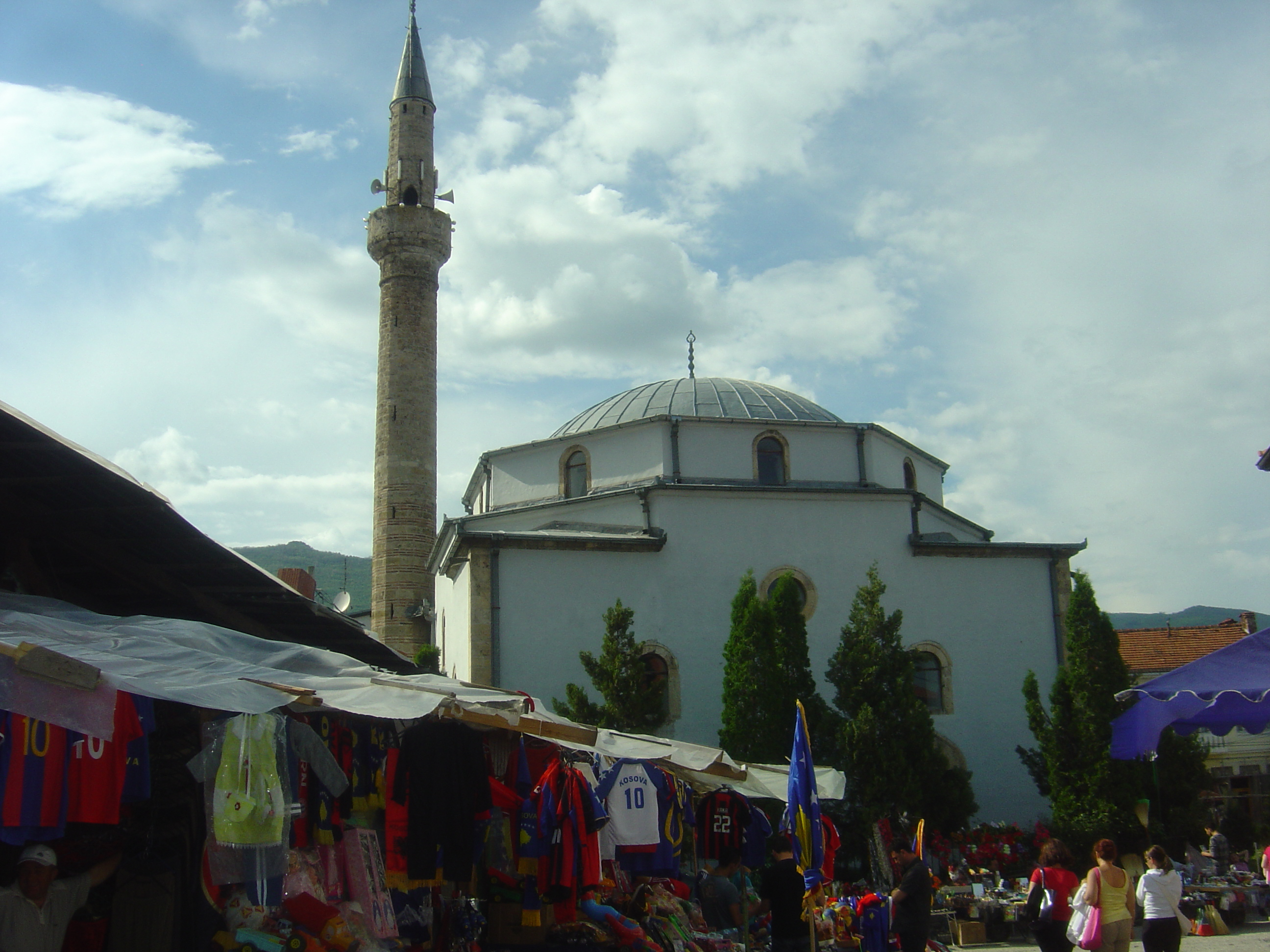
Die Bannerträger-Moschee in Peja ist reich an Ornamenten. Sie wurde Ende des 15. Jahrhunderts gebaut.

## Sport
Das seit 2008 unabhängige Land wurde im Dezember 2014 Mitglied des Internationalen Olympischen Komitees und trat das erste Mal bei den Olympischen Sommerspielen 2016 an. Seit dem Debüt bei den Olympischen Spielen gewann der Kosovo bislang drei Goldmedaillen im Judo. Bei den Europaspielen trat Kosovo erstmals 2015 an und gewann seitdem vier Medaillen. Special Olympics Kosovo wurde 2002 gegründet und nahm mehrmals an Special Olympics Weltspielen teil. Bei den Special Olympics World Summer Games 2023 in Berlin wurde die Delegation im Rahmen des Host Town Programs von Altenburg und Rositz betreut.
An den Mittelmeerspielen nahm der Kosovo erstmals 2018 teil. Im Jahr 2030 werden sie im Kosovo stattfinden.

### Judo
Kosovos erfolgreichste individuelle Sportart ist Judo. Besonders erfolgreich ist die Judoka Majlinda Kelmendi, die zweimal Weltmeisterin und viermal Europameisterin wurde. Sie errang mit ihrem Olympiasieg 2016 auch die erste olympische Medaille für den Kosovo. Bei den Olympischen Sommerspielen 2020 in Tokio gewannen Distria Krasniqi und Nora Gjakova zwei weitere Goldmedaillen im Judo für den Kosovo.
Bei den Judo-Weltmeisterschaften gewann der Kosovo durch Kelmendi zwei Goldmedaillen, zudem konnte man fünf Bronzemedaillen erringen. Bei den Judo-Europameisterschaften holte man bislang 22 Medaillen, darunter acht Goldmedaillen, drei Silbermedaillen sowie elf Bronzemedaillen.
Die erste Teilnahme Kosovos an den Europaspielen erfolgte 2015 in Baku, dabei gewann Nora Gjakova mit Bronze die erste Medaille für den Kosovo. Die Europaspiele 2019 in Baku endeten mit drei Medaillen für den Kosovo, Majlinda Kelmendi gewann dabei die erste kosovarische Goldmedaille.

### Fußball
Am 22. Mai 2012 erteilte die FIFA ihren Mitgliedsverbänden offiziell die Erlaubnis, Freundschaftsspiele gegen Auswahlmannschaften des kosovarischen Fußballverbandes auszutragen. Am 3. Mai 2016 wurde die Federata e Futbollit e Kosovës das 55. UEFA-Mitglied. Außerdem wurde das Land im gleichen Jahr vollständiges FIFA-Mitglied.
Bei der UEFA Nations League 2018/19 trat die kosovarische Fußballnationalmannschaft in der Gruppe D3 gegen Aserbaidschan, die Färöer sowie Malta an. Nach einem torlosen Unentschieden gegen Aserbaidschan, gelang dem Kosovo mit einem 2:0-Heimerfolg über die Färöer in Pristina der erste Pflichtspielsieg. Mit einem 4:0 gegen Aserbaidschan, bei dem Arbër Zeneli einen Hattrick erzielen konnte, sicherte sich der Kosovo am letzten Spieltag zuhause den Gruppensieg und qualifizierte sich damit für die Playoffs zur Fußball-Europameisterschaft.
In der Qualifikation zur Fußball-Europameisterschaft 2021 trat man in der Gruppe A gegen England, Tschechien, Bulgarien sowie Montenegro an. Am ersten Spieltag gelang mit einem 1:1 gegen Bulgarien der erste Punktgewinn in einer Europameisterschaftsqualifikation, am dritten Spieltag konnte man mit einem 3:2 beim Rückspiel gegen Bulgarien in Sofia den ersten Sieg in der Qualifikation feiern. Am Ende belegte man mit drei Siegen, zwei Unentschieden und drei Niederlagen den dritten Platz in der Gruppe hinter England und Tschechien und verpasste damit die direkte Qualifikation für die Europameisterschaft, durfte jedoch durch den Gruppensieg in der Nations League an den Playoffs zur EM teilnehmen. Dort unterlag man in der ersten Runde Nordmazedonien und schied damit aus.
Der bereits seit 1922 bestehende FC Prishtina ist der erfolgreichste Fußballverein im Kosovo. Die Hauptstädter gewannen seit ihrer Gründung bereits 18 Mal die kosovarische Fußballmeisterschaft. Zudem gewann man sechsmal die Kupa e Kosovës, den kosovarischen Fußballpokal. Als der Kosovo noch Teil Jugoslawiens war, wurde man in der Saison 1982/83 Meister der zweiten jugoslawischen Fußballliga und stieg somit erstmals ins jugoslawische Oberhaus auf, in dem man von 1983 bis 1988 spielte. In der Saison 1983/84 nahm Prishtina am Mitropapokal teil und wurde Zweiter hinter dem SC Eisenstadt aus Österreich. Im jugoslawischen Pokal erreichte man 1987/88 das Halbfinale, wo man knapp im Elfmeterschießen gegen den FK Borac Banja Luka am Einzug ins Finale scheiterte. Der 1932 gegründete FK Trepča gewann 1976/77 als erster Verein aus dem Kosovo die zweite jugoslawische Fußballliga und nahm somit als erster kosovarischer Verein an der höchsten jugoslawischen Spielklasse teil. Man stieg in der Saison 1977/78 nach einem Jahr wieder ab. Im jugoslawischen Fußballpokal erreichte Trepča 1977/78 als einzige Fußballmannschaft aus dem Kosovo das Finale. Sie verloren das Spiel knapp mit 1:0 gegen HNK Rijeka. In der Saison 2022/23 qualifizierte sich der KF Ballkani aus Suhareka als erste kosovarische Mannschaft für einen UEFA-Wettbewerb und zog in die Gruppenphase der Europa Conference League ein.
Beim UEFA-Futsal-Cup 2016/17 erreichte der FC Feniks Drenas als erster Verein aus dem Kosovo die Runde der letzten 16, in der man mit drei Niederlagen ausschied.

### Basketball
Basketball ist ein sehr beliebter Sport im Kosovo. Der kosovarische Basketballverband ist seit dem 13. März 2015 ein Mitglied der FIBA. Der bislang größte Erfolg der kosovarischen Basketballnationalmannschaft war die Teilnahme an der zweiten Qualifikationsrunde zur Basketball-Weltmeisterschaft 2019.
Die Basketball-Liga im Kosovo, Superliga e Kosovës në Basketboll, wurde erstmals 1991 ausgetragen. Der Rekordmeister in der Liga ist KB Prishtina mit 14 Titeln, zudem konnte der Verein 15 Pokalsiege erringen. Seit 2013 nimmt KB Prishtina an der internationalen Balkan International Basketball League (BIBL) teil. Prishtina konnte diese Liga in den Jahren 2014 und 2015 gewinnen. Weitere kosovarische Vereine, die bereits in dieser Liga spielten, sind KB Peja und Bashkimi Prizren.
Die kosovarischen Basketballvereine nehmen auch an europäischen Basketballturnieren teil. Seit der Gründung des FIBA Europe Cup in der Saison 2015/16 ist KB Prishtina der häufigste kosovarische Vertreter, zudem nahm der KB Peja in der Saison 2016/17 teil. In der Saison 2018/19 gelang Prishtina mit dem Einzug ins Achtelfinale der bislang größte Erfolg.

### Handball
Die kosovarische Männer-Handballnationalmannschaft konnte sich bislang nicht für eine Welt- oder Europameisterschaft qualifizieren.
Der kosovarischen U21-Handballnationalmannschaft gelang durch einen 30:26-Sieg über Taiwan die Qualifikation für die U-21-Handball-Weltmeisterschaft 2019 in Spanien. Dort erreichte man in der Vorrunde bei vier Niederlagen ein Unentschieden gegen Bahrain. Im Spiel um Platz 23 gewann der Kosovo gegen Australien und wurde damit Vorletzter.

## Filmografie
- Independence Day von Juerg Hostettler und Georg Häsler, 2009, Erstausstrahlung am 16. Februar 2009 auf 3sat.

### Landeskunde
- Karl Kaser, Wolfgang Petritsch, Robert Pichler: Kosovo/Kosova. Mythen, Daten, Fakten. Wieser, Klagenfurt 1999, ISBN 3-85129-304-5.
- Christine von Kohl, Wolfgang Libal: Kosovo: gordischer Knoten des Balkan. Europaverlag, Wien/Zürich 1992, ISBN 3-203-51161-4.

### Geschichte und Archäologie
- Bernhard Chiari, Agilolf Keßelring (Hrsg.): Wegweiser zur Geschichte. Kosovo, im Auftrag des Militärgeschichtlichen Forschungsamtes. Schöningh, Paderborn/München/Wien/Zürich 2006; 3., durchgesehene und erweiterte Auflage 2008, ISBN 978-3-506-75665-7 (Wegweiser zur Geschichte. Kosovo, PDF, 280 Seiten; 9 MB).
- Konrad Clewing: Die anderen sind fehl am Platz – Albanische und serbische Anciennitätsdiskurse um Kosovo. In: Matthias Asche, Ulrich Niggemann (Hrsg.): Das leere Land. Historische Narrative von Einwanderergesellschaften. Franz Steiner Verlag, Stuttgart 2015, ISBN 978-3-515-11198-0, S. 47–69.
- Noel Malcolm: Kosovo – A Short History. University Press, New York 1998, ISBN 978-0-06-097775-7.
- Milot Berisha: Archaeological Guide of Kosovo, Ministry of Culture, Youth and Sport, Priština 2012.

### Der Kosovo und Kosovokonflikt seit 1998
- Khaled Hassine: Housing and Property Directorate / Claims Commission in Kosovo (HPD/CC). Eine Studie zur Modellwirkung von HPD/CC für den internationalen Eigentumsschutz Privater, mit einem Vorwort von Veijo Heiskanen. NWV, Wien/Graz 2009, ISBN 978-3-7083-0620-9 (= Studienreihe des Ludwig-Boltzmann-Instituts für Menschenrechte, Band 21).
- Hannes Hofbauer: Experiment Kosovo, Promedia, Wien 2008, ISBN 978-3-85371-285-6.
- Helmut Kramer, Vedran Džihić: Die Kosovo-Bilanz. Scheitert die internationale Staatengemeinschaft? 2. aktualisierte Auflage, Lit Verlag, Wien 2006, ISBN 3-8258-8646-8.
- Dina Rossbacher:  Friedenssicherung am Beispiel der Interimsverwaltung der Vereinten Nationen im Kosovo (UNMIK), Die Zivilverwaltung als neue Form der Friedenssicherung (= Schriften zur internationalen Politik, Bd. 7). Kovač, Hamburg 2004, ISBN 3-8300-1280-2; zugleich Diss., Westfälische Wilhelms-Universität, 2003.

### Migration
- Hansjörg Strohmeyer: Collapse and Reconstruction of a Judicial System. The United Nations Missions in Kosovo and East Timor. In: American Journal of International Law, Jg. 95 (2001), S. 46–63.
- Jeton Neziraj, Timon Perabo: Sehnsucht im Koffer. Geschichten der Migration zwischen Kosovo und Deutschland. Be.bra Verlag, Berlin 2013, ISBN 3-95410-011-8.

### Institutionen im Kosovo
- Parlament der Republik Kosovo (albanisch, serbisch und englisch)
- Regierung der Republik Kosovo (albanisch, serbisch und englisch)
- Präsident der Republik Kosovo (albanisch, serbisch und englisch)

### Internationale Organisationen
- United Nations Mission in Kosovo (UNMIK) (englisch)
- Kosovo Force (KFOR) der UNO unter NATO-Führung (englisch)
- EU-Sonderbeauftragter im Kosovo (englisch)
- EULEX-Mission in Kosovo (EULEX Kosovo) (englisch)
- OSZE-Mission in Kosovo (OMIK) (englisch; Text des Mandats auf Deutsch verfügbar)
- Ombudsperson in Kosovo (OIK) (Einhaltung der Menschenrechte)

### Deutschsprachiges
- Berichte und Hintergrundmaterial der Europäischen Stabilitätsinitiative (ESI) zum Kosovo
- Länder- und Reiseinformationen des Auswärtigen Amtes
- Axel Weipert: Gewalt, Stagnation und keine Perspektive – Die Lage im Kosovo, Magazin des Online-Portals „das Dossier“, 3. August 2011, abgerufen am 20. April 2014
- Michael Sauer: Kosovo. In: LIPortal, Das Länderinformationsportal